# Trentino-Alto Adige
Il Trentino-Alto Adige (AFI: /trenˈtino ˈalto ˈadiʤe/; in tedesco Trentino-Südtirol, in ladino Trentin-Südtirol) è una regione italiana a statuto speciale dell'Italia Nord-orientale di 1 087 470 abitanti, con capoluogo Trento. Il territorio della regione allora denominata Tirolo meridionale/Süd Tirol fu annesso al Regno d'Italia il 10 ottobre del 1920 in seguito al Patto di Londra ed al trattato di Saint Germain per la vittoria del Regno d'Italia (al fianco dell'Intesa) sull'Austria-Ungheria al termine della Prima guerra mondiale, compiendo così, secondo l'ideologia risorgimentale, l'unificazione d'Italia.
A seguito dell'entrata in vigore del nuovo statuto di autonomia nel 1972, la Regione è stata ampiamente esautorata e gran parte delle competenze trasferite direttamente alla Provincia autonoma di Trento e alla Provincia autonoma di Bolzano. Questo assetto istituzionale è riconducibile alla diversa composizione linguistica della popolazione, di prevalenza di lingua italiana in Trentino con l'eccezione della Val di Fassa con maggioranza di lingua ladina, dei tre comuni di Palù del Fersina, Fierozzo e Frassilongo dove viene parlata la lingua germanofona mochena e dell'isola linguistica di Luserna dove viene parlata la lingua germanofona cimbra, ed in maggioranza di lingua tedesca in Alto Adige/SüdTirol con l'eccezione di sei comuni (Bolzano, Bronzolo, Laives, Merano, Salorno e Vadena) dove la maggioranza linguistica è quella italiana, e otto comuni (La Valle, Badia, Corvara in Badia, Marebbe, San Martino in Badia, Santa Cristina Valgardena, Selva di Val Gardena, Ortisei) dove la maggioranza linguistica è quella ladina.
Insieme al Veneto e al Friuli-Venezia Giulia appartiene alla macroarea geografica del Nord Est; insieme allo stato federato del Tirolo fa parte dell'euroregione Tirolo-Alto Adige-Trentino, un ente di diritto comunitario di cooperazione transfrontaliera istituita nell'ambito dell'Unione europea che accorpa i territori dell'antica contea del Tirolo e che attraverso il GECT (Gruppi Europei di Cooperazione Territoriale) individua e attua le iniziative d'interesse delle comunità dell'Euregio.

## Geografia fisica

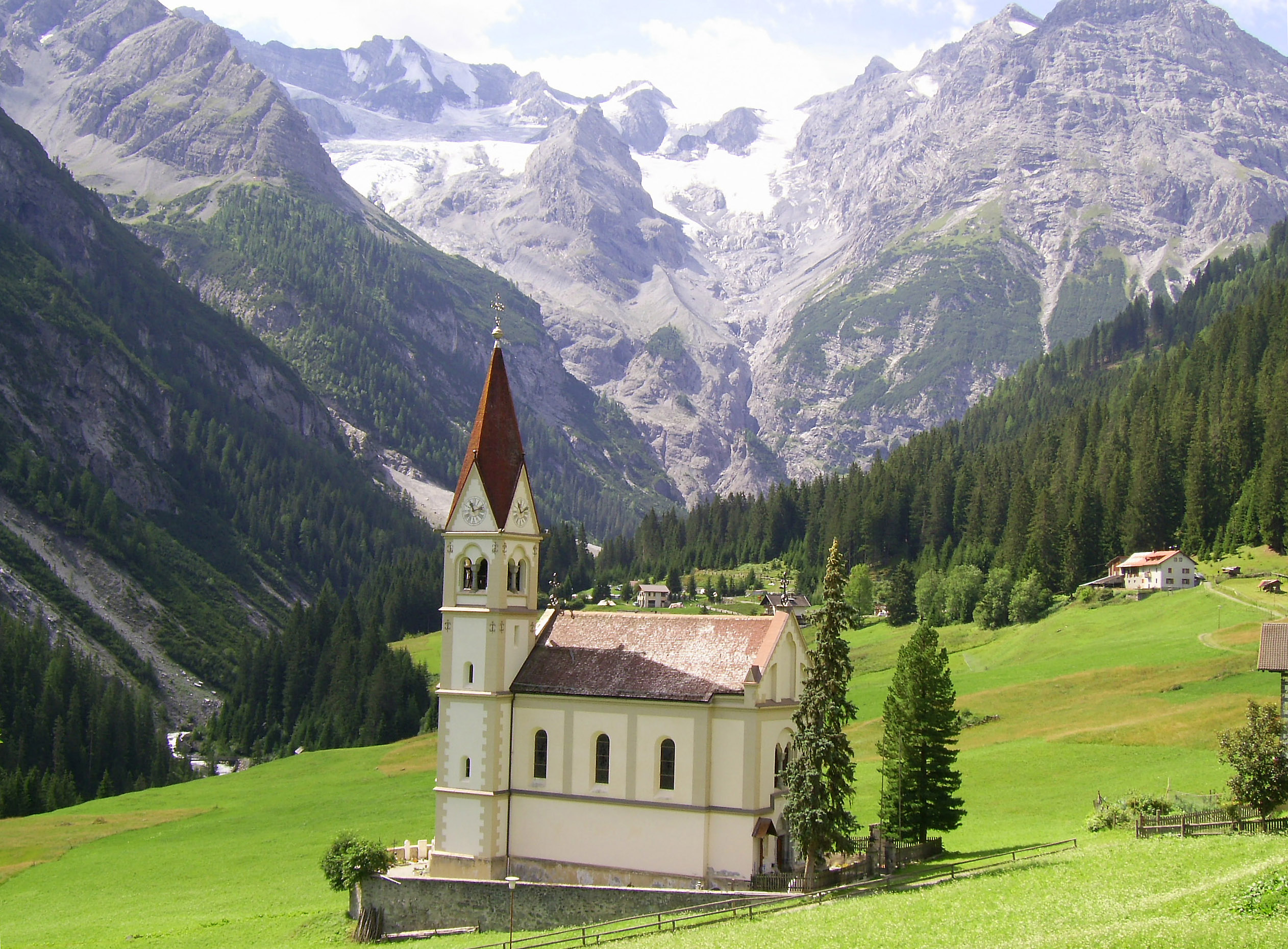
Chiesa della Visitazione della Beata Maria Vergine a Trafoi, sullo sfondo del massiccio dell'Ortles

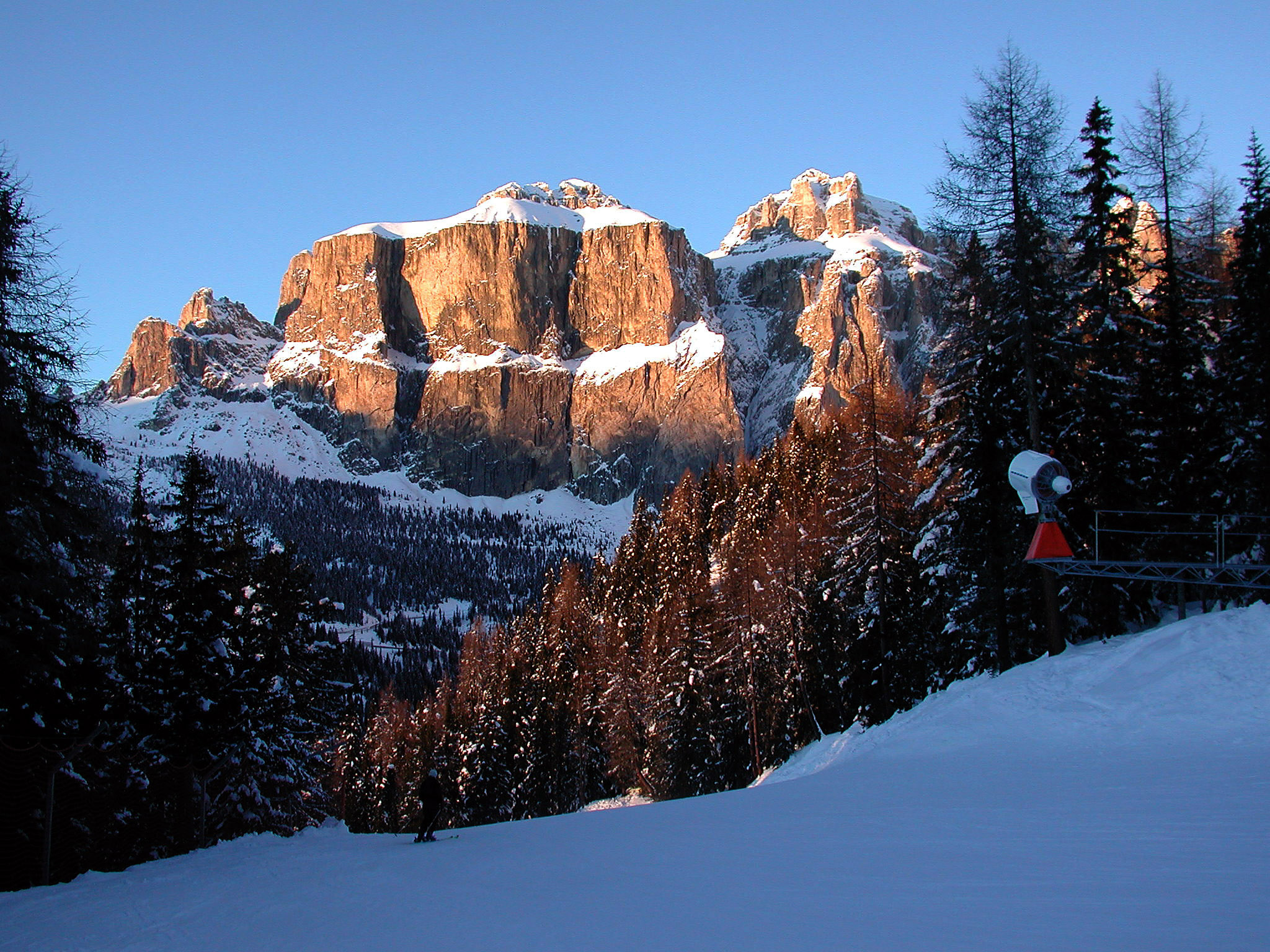
Il Gruppo del Sella, visto da Canazei

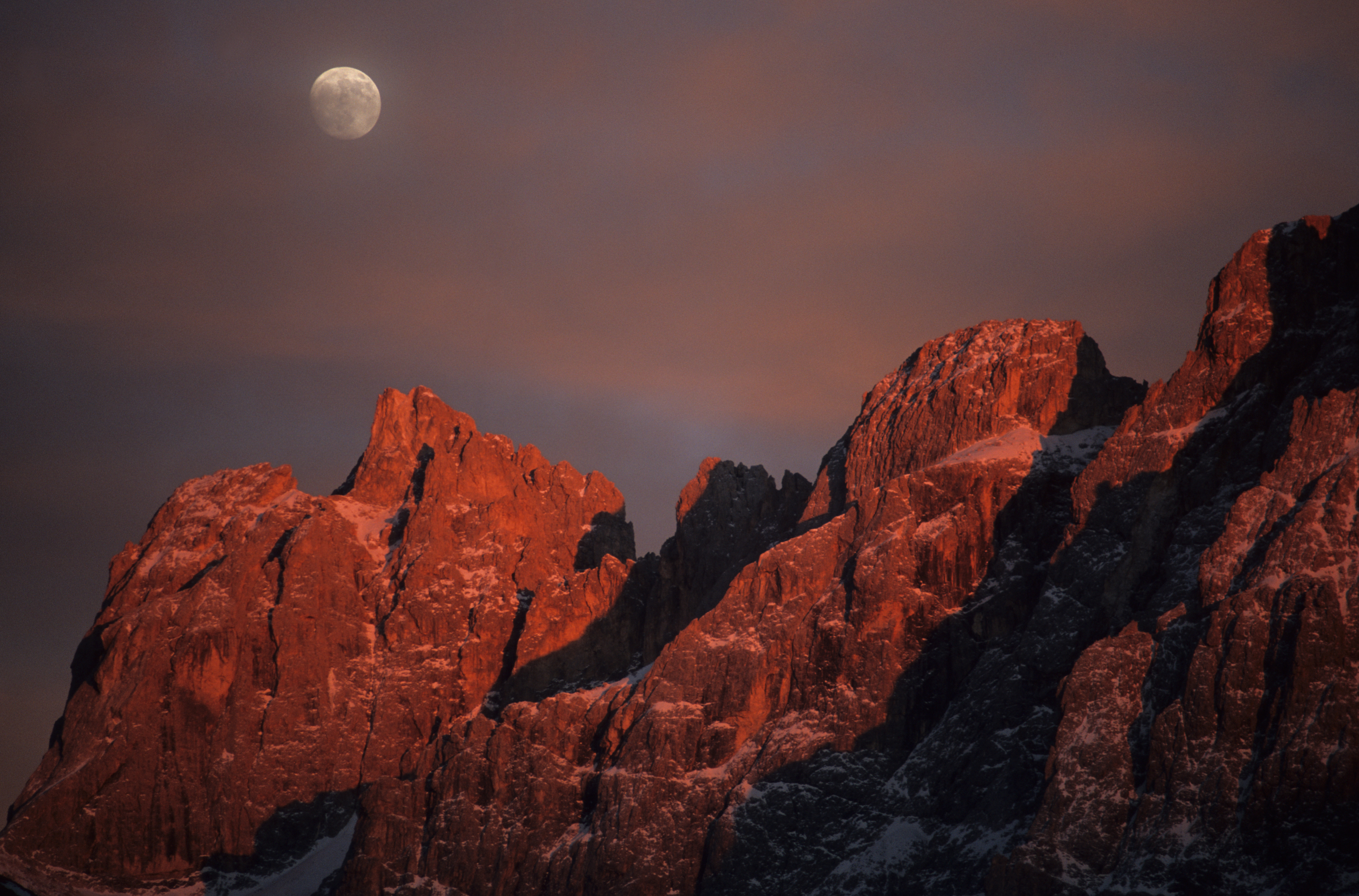
Le Pale di San Martino

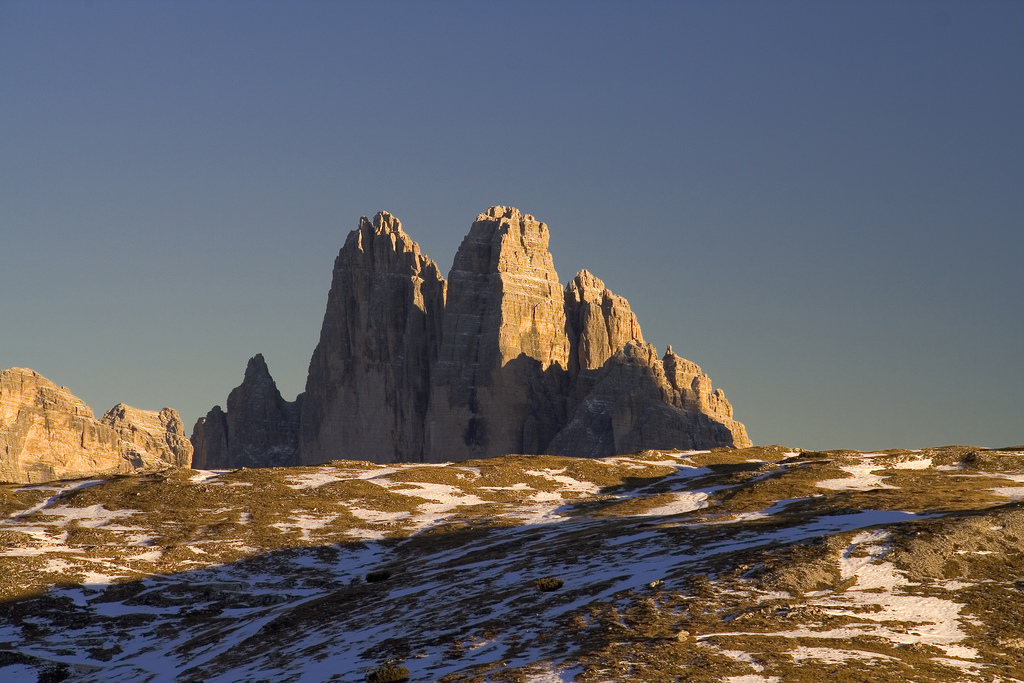
Le Tre Cime di Lavaredo, nelle Dolomiti di Sesto, di Braies e d'Ampezzo

Altimetrie del Trentino-Alto Adige

Il Trentino-Alto Adige è la regione italiana più settentrionale ed è considerata quasi interamente montuosa ad eccezione della Valle dell'Adige e della Valle dei Laghi sotto i 200 m e considerati dunque pianura. In particolare sono presenti in Provincia autonoma di Trento due ampie zone pianeggianti: la Piana Rotaliana e il Basso Sarca. Le catene montuose si innalzano fino a quote altimetriche di oltre 3900 m. Nella parte meridionale della regione, presso la riva trentina del lago di Garda, l'altitudine scende a 65 m s.l.m.
Con i suoi 13607 km² il Trentino-Alto Adige è una delle regioni italiane meno densamente popolate in quanto ospita circa 1 080 000 abitanti per una densità di 78,98 ab./km², molto al di sotto della media nazionale, collocandosi al quintultimo posto, prima della Valle d'Aosta, della Basilicata, della Sardegna e del Molise nel rapporto tra numero di abitanti e superficie territoriale.
Considerata l'orografia del territorio, vi sono notevoli differenze fra la densità di abitanti delle zone di alta montagna (in cui si sono verificati fenomeni di spopolamento e di migrazione verso le città delle principali valli) e quella delle valli principali, in particolare la Valle dell'Adige, dove sorgono Trento e Bolzano.

### Confini
La regione confina a est e sud-est con il Veneto, a ovest e sud-ovest con la Lombardia, a nord e a nord-est con i Länder austriaci Tirolo e Salisburghese, a nord-ovest con il cantone svizzero dei Grigioni. La valle Aurina è la valle più a nord di tutta l'Italia e Predoi il centro abitato più a settentrione situato tra i piedi della valle e la Vetta d'Italia, al confine austriaco.
La regione è compresa tra le Alpi Centrali e quelle orientali, mentre a sud il confine è delimitato dal lago di Garda e dalle Prealpi venete.

### Orografia

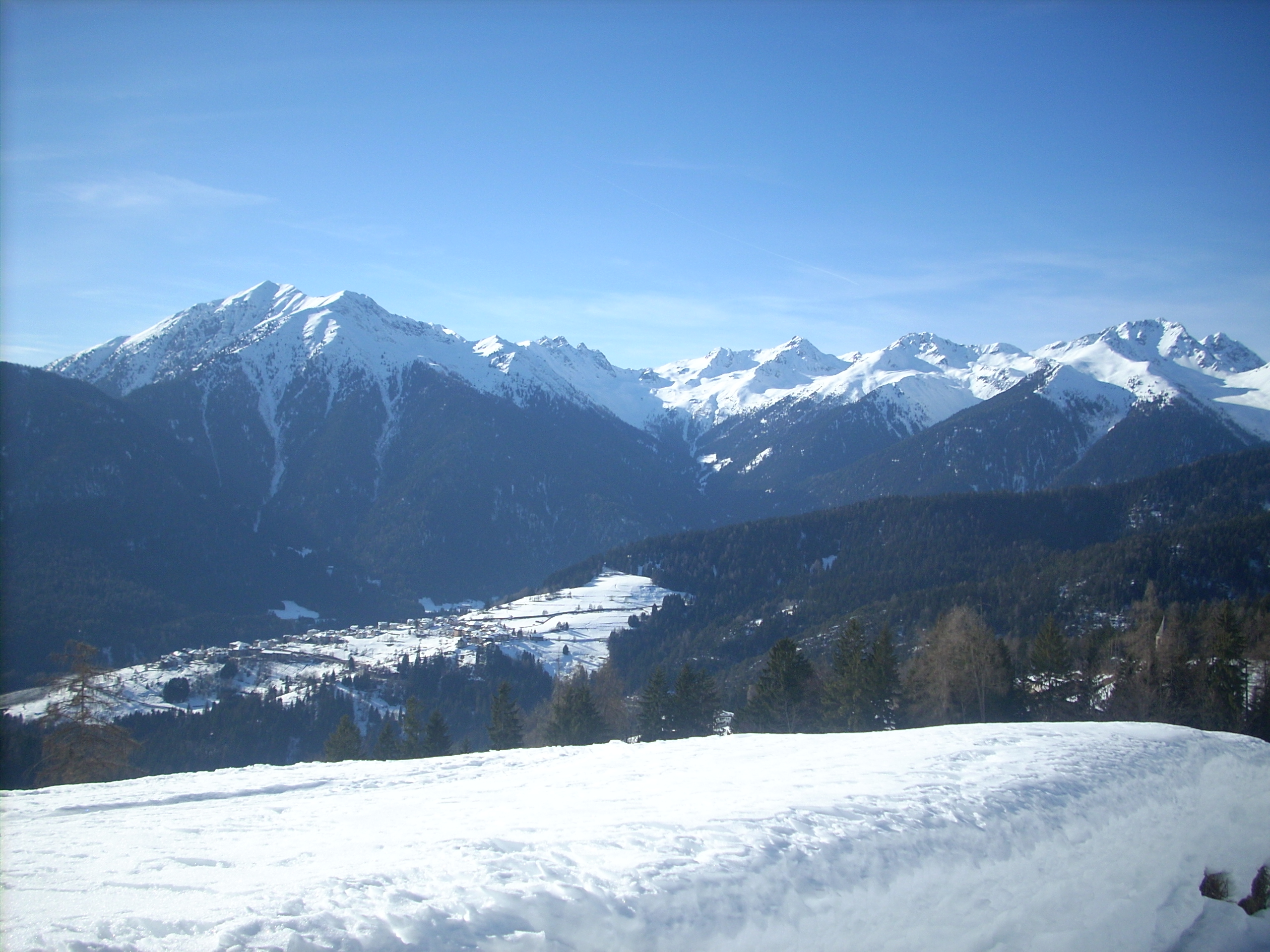
Scorcio sulla Catena delle Maddalene (Alpi della Val di Non)

Nella parte settentrionale della regione, al confine austriaco, lungo la linea che va dal passo Resia al passo di Monte Croce di Comelico, si estendono le Alpi Retiche, che raggiungono la loro massima altezza nella Palla Bianca (3738 m s.l.m.) in valle Aurina, la Testa Gemella Occidentale (2837 m s.l.m.) viene riconosciuta dal 1997 quale punto più a nord della penisola italiana. Tradizionalmente è invece la Vetta d'Italia a essere considerata come estremità settentrionale dell'Italia.
Nella parte occidentale del Trentino-Alto Adige si elevano i gruppi dell'Ortles-Cevedale, tra cui l'Ortles, massima vetta della regione con i suoi 3905 m s.l.m., dell'Adamello-Presanella e delle Dolomiti di Brenta. In Trentino-Alto Adige si erge la sezione occidentale delle Dolomiti (Dolomiti di Sesto, Gruppo del Puez, Odle, Scillar, Sassolungo, Catinaccio, Marmolada, gruppo di Sella, Latemar, Pale di San Martino).
Proseguendo verso sud i rilievi montuosi degradano nelle Prealpi.
Le sezioni e sottosezioni alpine che interessano la regione sono così raggruppabili, in ordine di sezione secondo la SOIUSA:
- Alpi Retiche occidentali (Alpi della Val Monastero)
- Alpi Retiche orientali (Alpi Venoste, Alpi dello Stubai, Alpi Sarentine)
- Alpi dei Tauri occidentali (Alpi della Zillertal, Alti Tauri, Alpi Pusteresi)
- Alpi Retiche meridionali (Alpi dell'Ortles, Alpi della Val di Non, Alpi dell'Adamello e della Presanella, Dolomiti di Brenta)
- Prealpi Bresciane e Gardesane (Prealpi Gardesane)
- Dolomiti (Dolomiti di Sesto, di Braies e d'Ampezzo, Dolomiti di Gardena e di Fassa, Dolomiti di Feltre e delle Pale di San Martino, Dolomiti di Fiemme).

### Geologia
Il Trentino-Alto Adige può essere divisa in due grandi aree geologiche: quella prevalentemente silicea, che si estende nella parte occidentale e settentrionale, e quella prevalentemente calcarea-dolomitica, nella parte meridionale e orientale.

### Valli

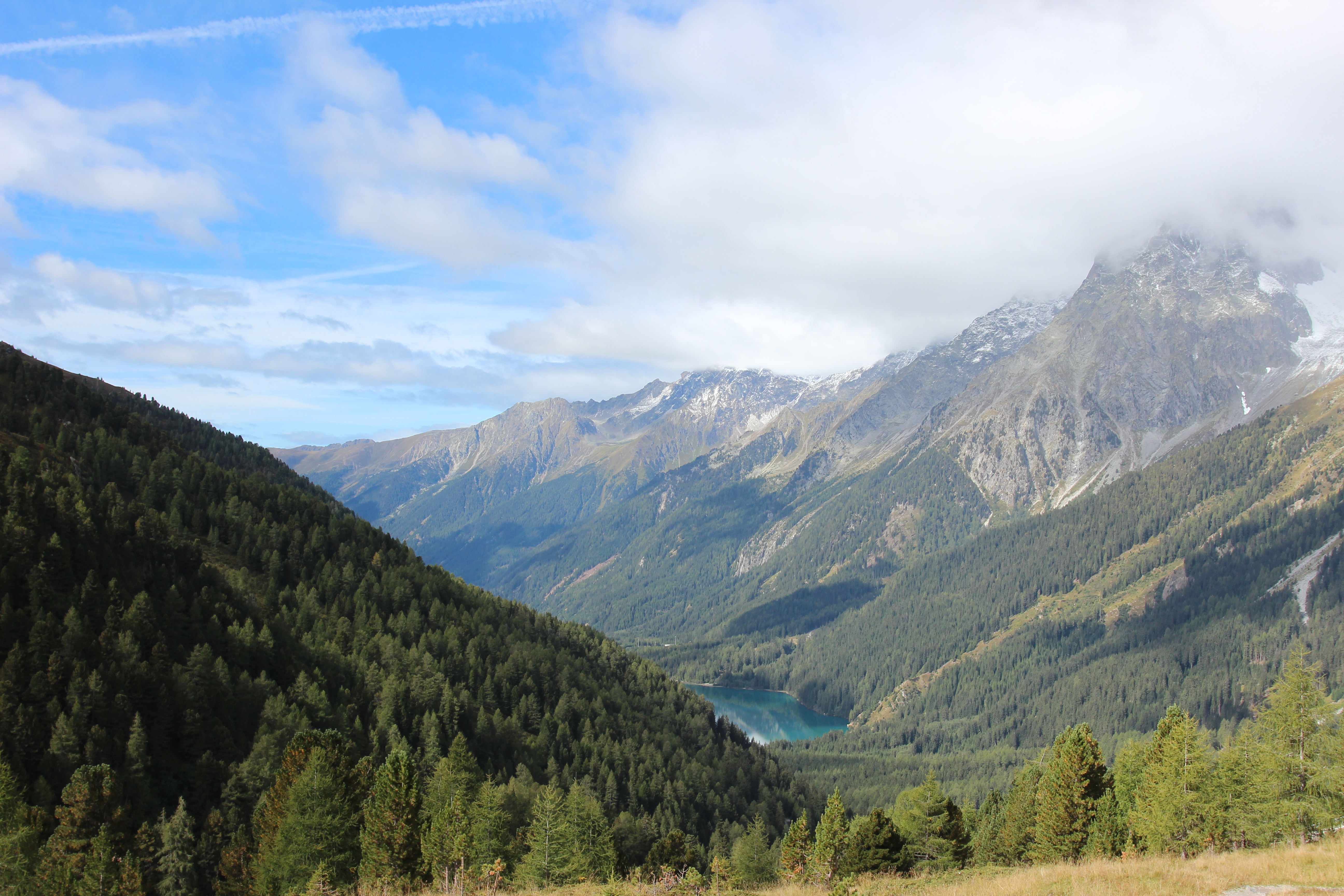
Vista dal passo Stalle

La valle principale è la valle dell'Adige che si sviluppa da Merano a Rovereto passando per Bolzano e Trento.
Altre valli trentine sono la valle di Primiero, la val di Cembra, la val di Fassa, la val di Fiemme, la Vallagarina, la valle dei Laghi, la Valle di Ledro, la Valle dei Mocheni, la Val di Sole, la Val di Non (che si estende sia in Trentino sia in Alto Adige), la val Rendena (con la sua valle laterale, cioè la Val Genova), la Valle delle Giudicarie (Valle del Chiese) e la Valsugana. Sono invece altoatesine la val Passiria, la val Martello, la Valle Isarco, la val Gardena, la val Pusteria, la Val Badia e la val Venosta.
La Val Monastero si estende in Trentino-Alto Adige e nel cantone svizzero dei Grigioni.

### Passi

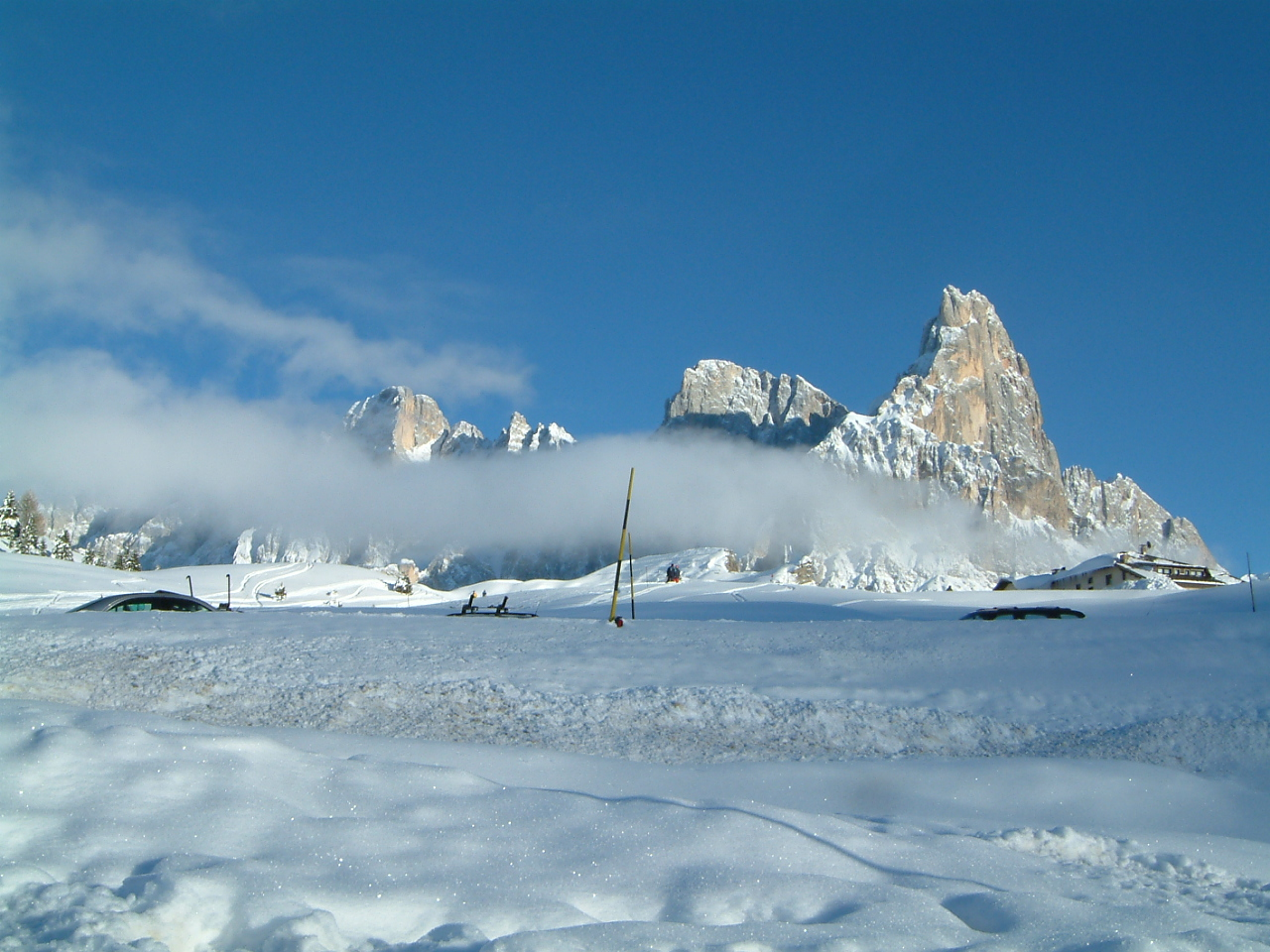
Panorama invernale da passo Rolle

Il passo del Brennero è il principale valico di frontiera fra l'Italia e l'Austria. Altri passi tra i due paesi sono il passo di Resia, il passo Stalle e il passo del Rombo. Il passo dello Stelvio fra Trentino-Alto Adige e Lombardia è il valico automobilistico più alto d'Italia. Anche il passo del Tonale unisce le due regioni. Le Porte del Pasubio, il passo Pordoi, il passo di Valparola, il passo Cimabanche, il passo di Monte Croce di Comelico, il passo Valles, il passo Fedaia e il passo di Campolongo si trovano a cavallo con il Veneto. Il passo della Mendola, il passo Rolle, il passo Sella, il passo Furcia, il passo Gardena, il passo di Monte Giovo sono valichi interni al Trentino-Alto Adige.
Particolare è il caso del passo San Pellegrino che, pur collegando la località di Moena in val di Fassa (TN) con l'abitato di Falcade nella valle del Biòis (BL), risulta interamente compreso nel territorio del Trentino-Alto Adige, in quanto il confine con il Veneto si trova a circa quattro chilometri dal valico nel versante orientale e non sul passo vero e proprio.
Simile è il passo Vezzena, il cui territorio ricade completamente in Trentino fra i comuni di Levico e Luserna ma di fatto divide gli altipiani cimbri (Luserna, Folgaria e Lavarone) dall'altopiano di Asiago. Il confine reale si trova poco prima venendo da Asiago in località Termine.

### Fiumi
Il Trentino-Alto Adige è ricco di corsi d'acqua. Il fiume principale è l'Adige con gli affluenti Passirio, Isarco (con il suo tributario Rienza), Noce e Avisio. Il Brenta nasce in Trentino-Alto Adige e sfocia nel mare Adriatico, il Sarca è un immissario del lago di Garda e il Chiese è un affluente del Po. La Drava nasce in Alto Adige, dove scorre per pochi chilometri entrando successivamente in territorio austriaco, ed è un affluente del Danubio. Rappresenta il fiume più lungo che bagna, almeno parzialmente, il territorio italiano.

### Laghi

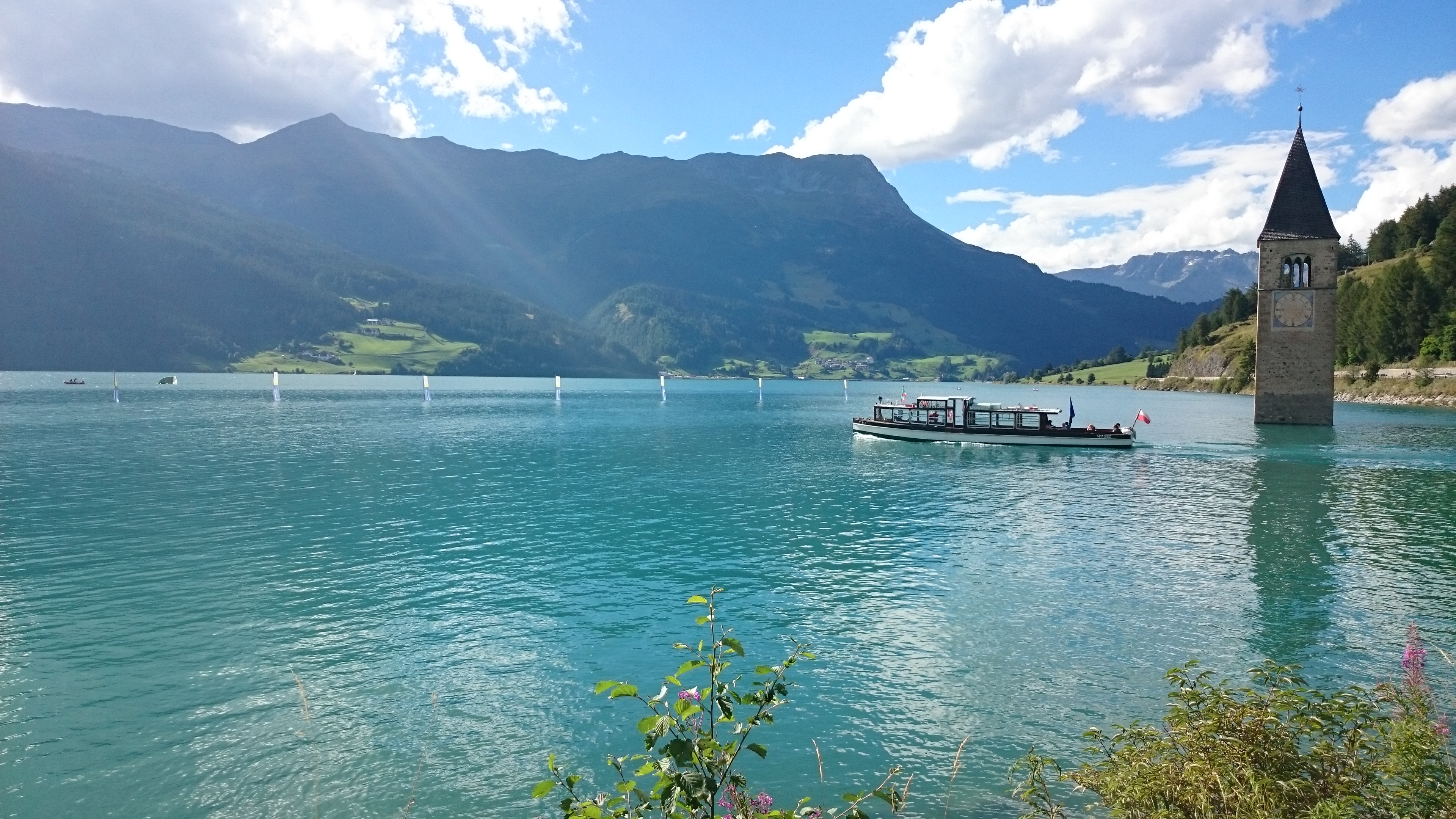
Il lago di Resia

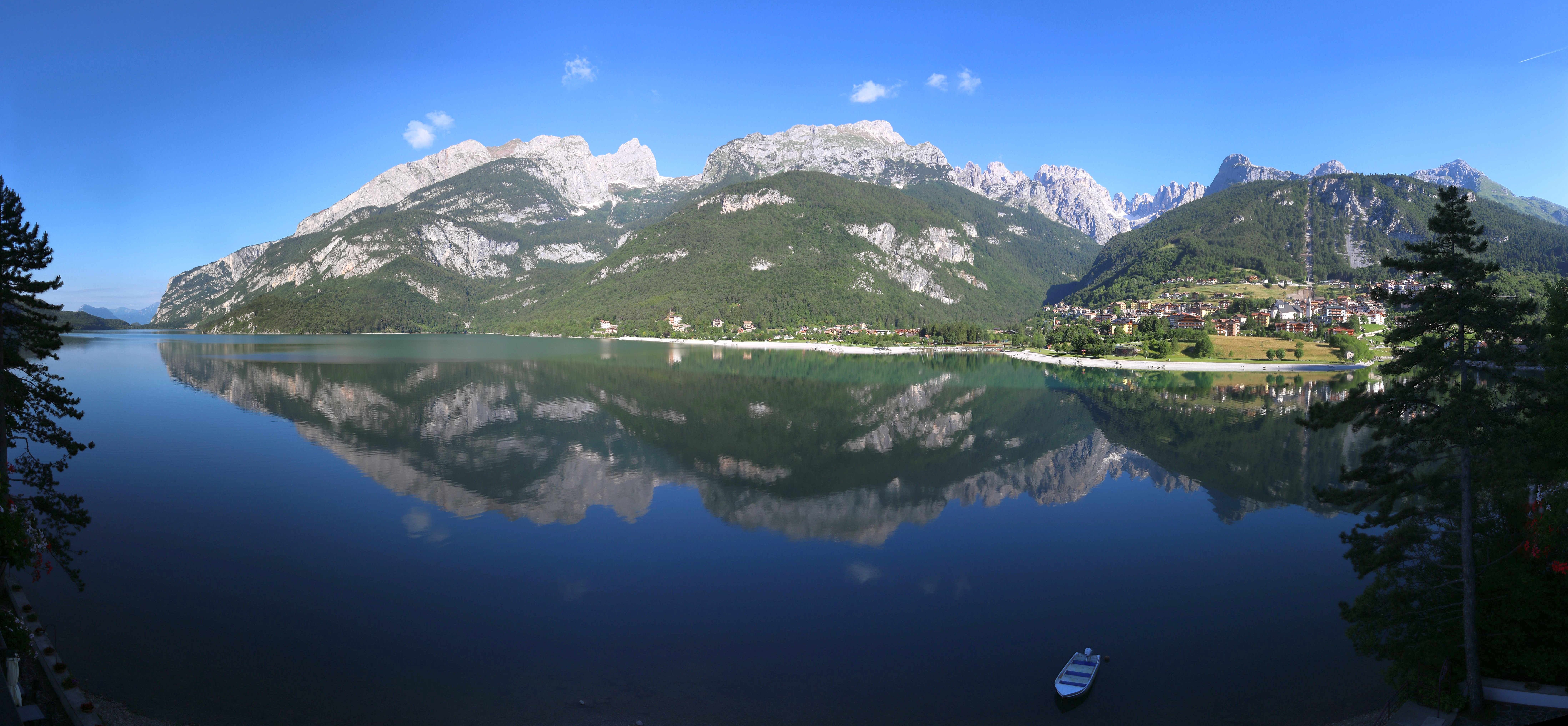
Il lago di Molveno

Appartiene al Trentino-Alto Adige la parte settentrionale del lago di Garda, il maggiore lago della regione e d'Italia, suddiviso tra Trentino-Alto Adige, Veneto e Lombardia.
Il lago di Caldonazzo è il maggior lago naturale che si trova interamente nella regione. Il maggior bacino interno al Trentino-Alto Adige è il lago di Resia, artificiale, ci sono poi il lago di Santa Giustina (artificiale), il lago di Molveno, il lago di Ledro e il lago d'Idro (naturali). Ci sono molti altri laghi più piccoli di origine glaciale.

### Clima

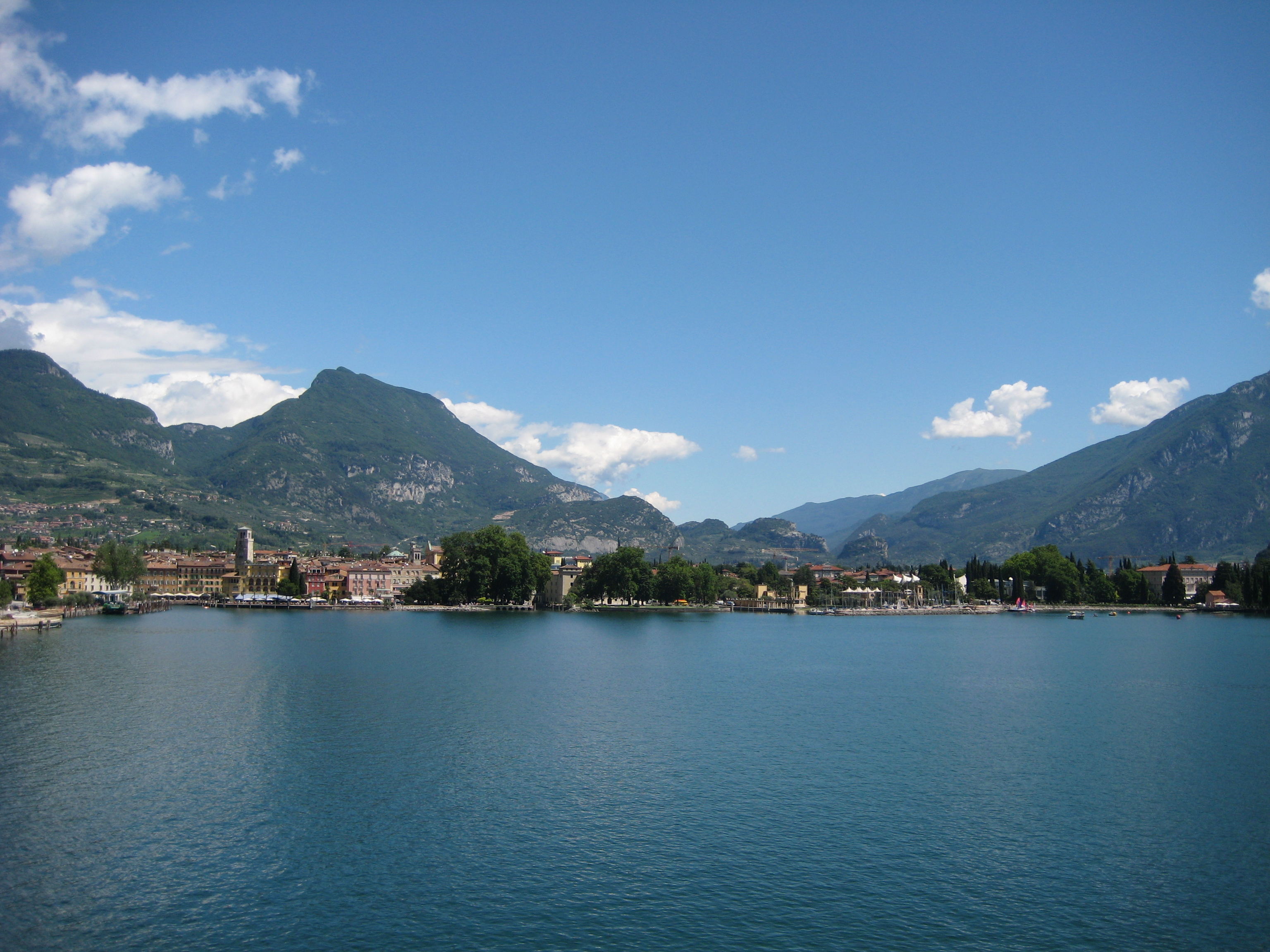
Il lago di Garda a Riva del Garda

Il clima del Trentino-Alto Adige presenta caratteristiche tipiche del clima continentale e di quello alpino di alta montagna, soprattutto in relazione all'altitudine. In base all'orografia, all'esposizione rispetto ai venti predominanti, alla quota e alla presenza dei grandi laghi alpini come quello di Garda, il clima può variare sensibilmente, fino a presentare i caratteri tipici del clima mediterraneo.
Le piogge variano in base alla quota e all'orientamento dei rilievi. In generale le maggiori precipitazioni cadono sui rilievi più elevati e nei settori meridionali e occidentali della regione, dove i venti occidentali e meridionali che accompagnano il passaggio delle perturbazioni atlantiche apportano umidità: qui le piogge ammontano a 1200–1400 mm annui. Procedendo verso nord e verso est le Alpi agiscono come una barriera e la piovosità annua diminuisce progressivamente scendendo sotto ai 1000 mm. In genere nei fondovalle cadono dai 700 ai 900 mm, ma nelle vallate più settentrionali dell'Alto Adige, schermate da rilievi elevati, le piogge annue scendono sotto ai 600 mm annui. Le precipitazioni cadono prevalentemente in estate sulle Dolomiti e sull'Alto Adige, mentre nel settore meridionale della regione i picchi di piovosità si osservano durante le stagioni intermedie. In inverno prevalgono precipitazioni a carattere nevoso, più abbondanti sui rilievi. Le precipitazioni fanno registrare un minimo in inverno.
I venti più frequenti sono di provenienza occidentale e meridionale specialmente durante le stagioni intermedie e nel periodo estivo. Viceversa in inverno prevalgono le correnti da nord o da est che apportano tempo freddo e asciutto. Le correnti meridionali sono le principali responsabili degli episodi di maltempo. Caratteristico delle vallate alpine è anche il Foehn.
Le estati sono calde con valori che superano facilmente i 30 °C e che in corrispondenza delle ondate di caldo possono toccare e anche superare 35 °C nelle conche interne (in particolare nella conca di Bolzano). Gli inverni sono rigidi. In Alto Adige e nelle zone di montagna più elevate le temperature scendono considerevolmente sotto allo 0 °C e questi sono tra i settori più freddi d'Italia, con valori estremi anche inferiori a −30 °C. Anche sulle rimanenti zone della regione gli inverni sono rigidi ma l'azione protettiva dei rilievi da un lato e quella mitigatrice del lago di Garda dall'altro smorza considerevolmente i rigori invernali. Durante le stagioni intermedie le temperature subiscono improvvise variazioni, ma generalmente le temperature sono abbastanza miti con medie che si attestano tra i 10 e i 15 °C nei fondovalle.

### Flora

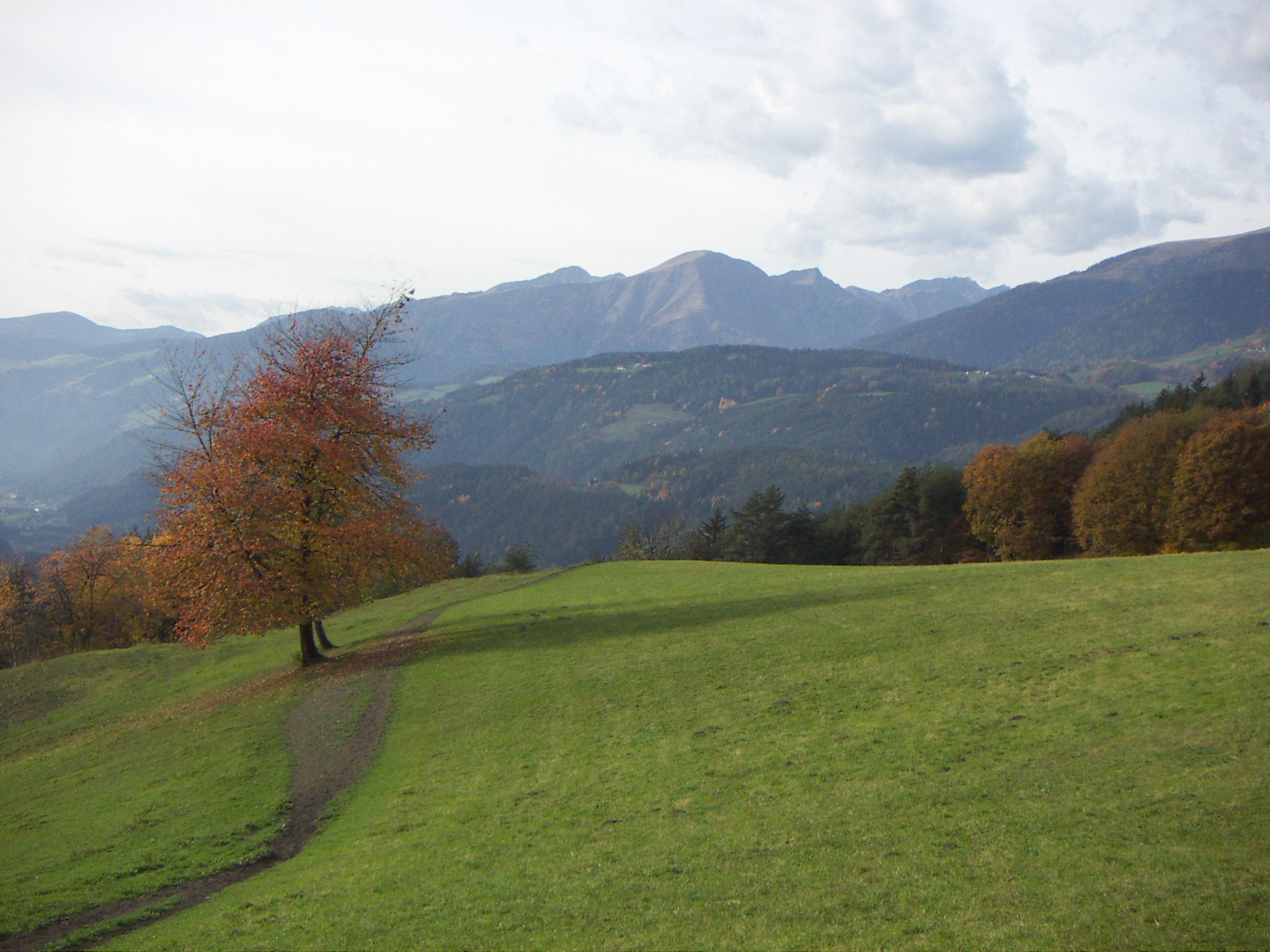
Val Pusteria

Per la natura climatica e territoriale il Trentino-Alto Adige presenta ambienti che favoriscono tipi di flora considerevolmente differenti. Nella fascia più meridionale prossima al lago di Garda la vegetazione naturale è costituita da querce, castagni, ornielli e alcune specie tipiche del Mediterraneo come lecci e allori. Vi si coltivano anche la vite, il limone e l'Ulivo.
Verso nord prevalgono i carpini, i faggi e gli aceri fino a una quota di 1200–1400 m. Più in alto prevalgono abeti rossi, larici e betulle che sopra i 2000 m cedono il posto ai pascoli Alpini e a una vegetazione tipica della tundra a causa della rigidità del clima.
Le vallate del Trentino (Val di Non e Valsugana) e dell'Alto Adige sono adatte alla coltivazione degli alberi da frutto, in particolare delle mele.

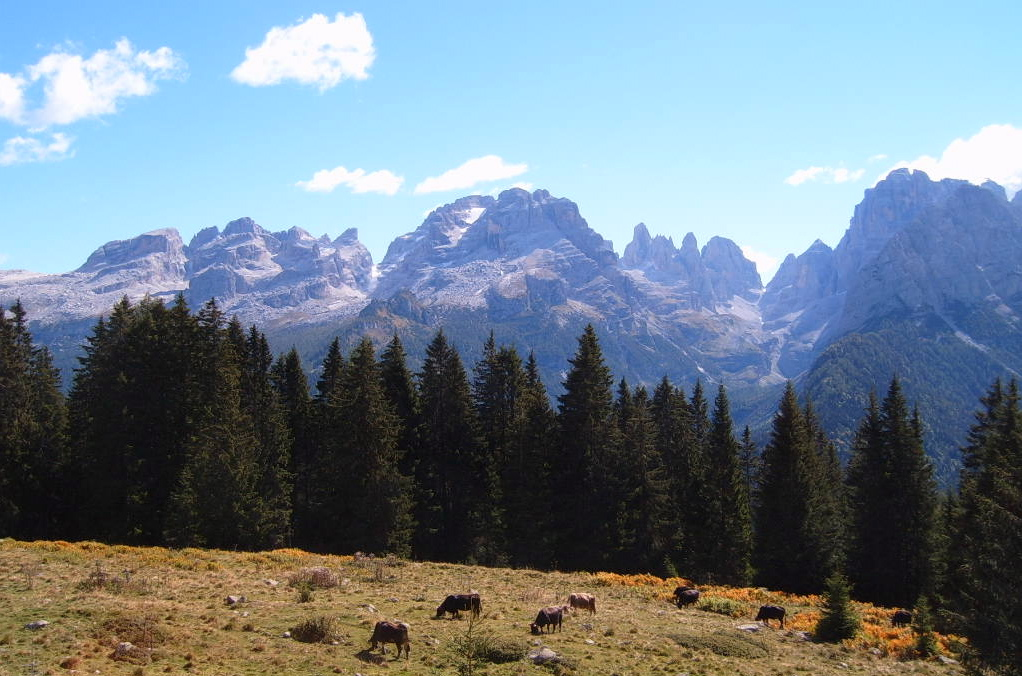
Le Dolomiti di Brenta nel Trentino occidentale, inserite nel parco naturale Adamello-Brenta

### Fauna
La fauna alpina caratterizza il Trentino-Alto Adige. I camosci sono abbastanza frequenti nella zona tra i 1300 e i 3000 m, i caprioli nella fascia tra 500 e 800 m. Lo stambecco, in passato già estintosi, venne reintrodotto nel Parco Nazionale dello Stelvio nel 1967. Si trovano anche cervi. Confinata tra i 2000 e i 3000 m vive la marmotta (in particolare in Val Rendena, nel Meranese e in genere nel Trentino occidentale). Nella regione prealpina si trovano le lepri grigie.
Tra i carnivori vanno segnalati l'orso e il lupo. Alla fine degli anni novanta del Novecento solo tre orsi erano ancora presenti sulle montagne del Gruppo del Brenta. La situazione si è ripresa e la popolazione di orsi in Trentino-Alto Adige e nelle zone limitrofe veniva stimata nel 2017 in circa 52-63 esemplari. La ricomparsa dell'orso ha destato forti emozioni tra la popolazione e un particolare interesse mediatico (in particolare l'orso Bruno, abbattuto in Baviera nel 2006, e l'orsa Daniza, morta dopo la cattura nel 2014). Il lupo, scomparso nella seconda metà del XIX secolo, è tornato in Trentino-Alto Adige nel 2008. Da allora ci sono state alcune rare segnalazioni della sua presenza. Allo stato attuale, la popolazione di lupi si aggira intorno ai cinquanta esemplari. Anche la presenza della lince, data per estinta, è stata di nuovo rilevata.
Tra gli uccelli stanziali di montagna si trovano il gallo cedrone, la coturnice e la starna, così come il fagiano di monte, l'aquila e il gufo reale.

### Aree protette

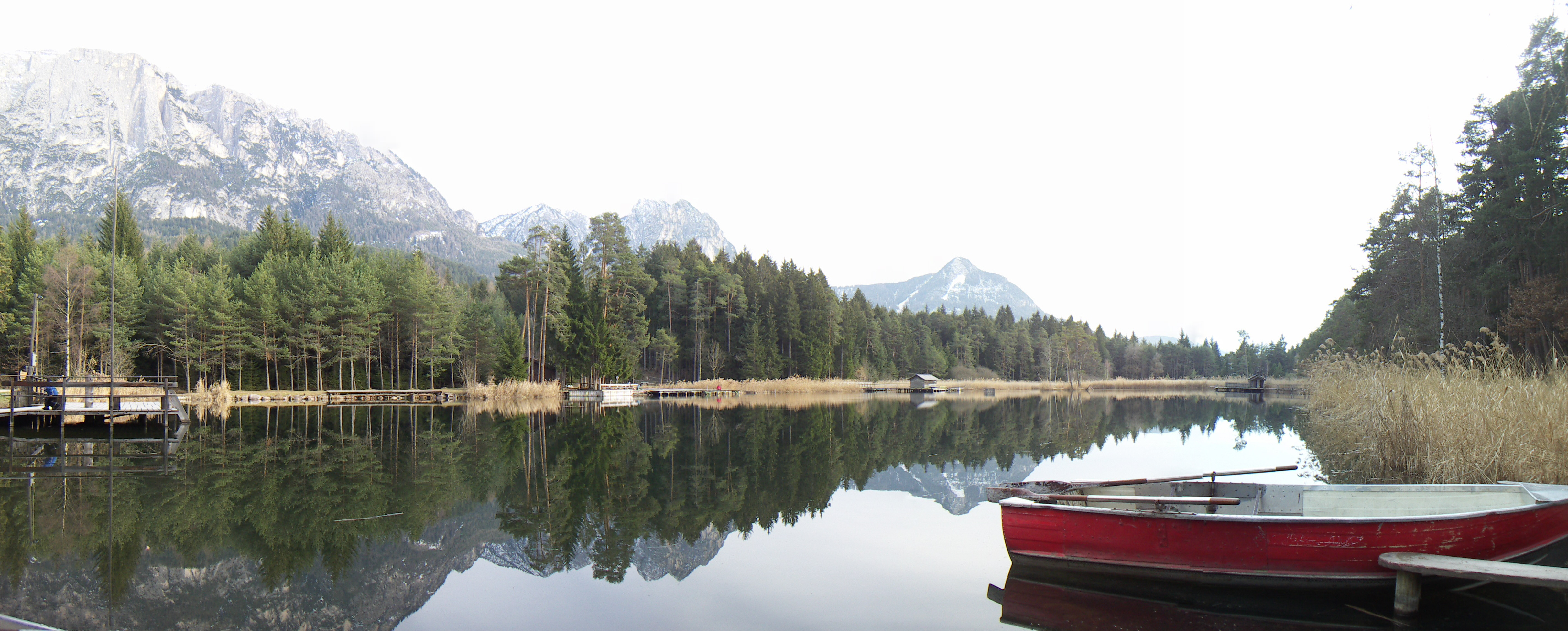
Il lago di Fiè (Parco naturale dello Sciliar)

Nel territorio regionale è presente un parco nazionale, il parco Nazionale dello Stelvio, istituito nel 1935, che si estende anche in Lombardia.
Il Trentino-Alto Adige conta anche dieci parchi provinciali, di cui due in Trentino (tra cui il Parco naturale provinciale dell'Adamello-Brenta, che è il più esteso parco provinciale della regione) e otto in Alto Adige: tra quelli altoatesini il più grande è il Parco naturale Gruppo di Tessa, mentre il Parco naturale dello Scillar è il primo parco istituito in provincia di Bolzano (1974). Il primo parco provinciale a essere istituito in regione è stato il Parco naturale Paneveggio-Pale di San Martino in Trentino, nel 1967.
Diverse sono poi le riserve regionali (tra cui la Riserva naturale integrale delle Tre Cime del Monte Bondone), le zone di protezione speciale e le altre aree protette (biotopi, tra cui il Biotopo Laghetto di Gargazzone) presenti in Trentino-Alto Adige. Il lago di Tovel viene annoverato tra le zone umide italiane della lista di Ramsar.

## Storia

### Epoca preromana
I rinvenimenti archeologici dimostrano la presenza dell'uomo nelle valli del Trentino-Alto Adige dopo la fine dell'ultima glaciazione, intorno al 12.000 a.C. Risalgono a epoca mesolitica insediamenti nella valle dell'Adige, la zona più adatta alle attività umane per il suo clima e la posizione di centralità rispetto alle valli laterali.
La celebre mummia del Similaun, nota anche come Ötzi, avrebbe un'età di circa 5.300 anni. Questo la pone nell'età del rame, momento di transizione tra il neolitico e l'età del bronzo.
Tra l'età del bronzo e la prima età del ferro si sviluppò la cultura di Luco-Meluno. Essa ebbe origine nel XIV secolo a.C. nella valle dell'Adige tra Trento e Bolzano e raggiunse il suo apice tra il XIII e l'XI secolo a.C., soprattutto grazie all'estrazione del rame, materiale necessario per la produzione del bronzo.
Intorno al 500 a.C. si sviluppò la cultura di Fritzens-Sanzeno, conosciuta anche come la cultura dei Reti, che prese il posto della cultura di Luco-Meluno a sud dello spartiacque alpino e della cultura dei campi d'urne a nord dello stesso. Secondo lo storico romano Tito Livio i Reti sarebbero della stessa etnia degli Etruschi.

### Epoca romana

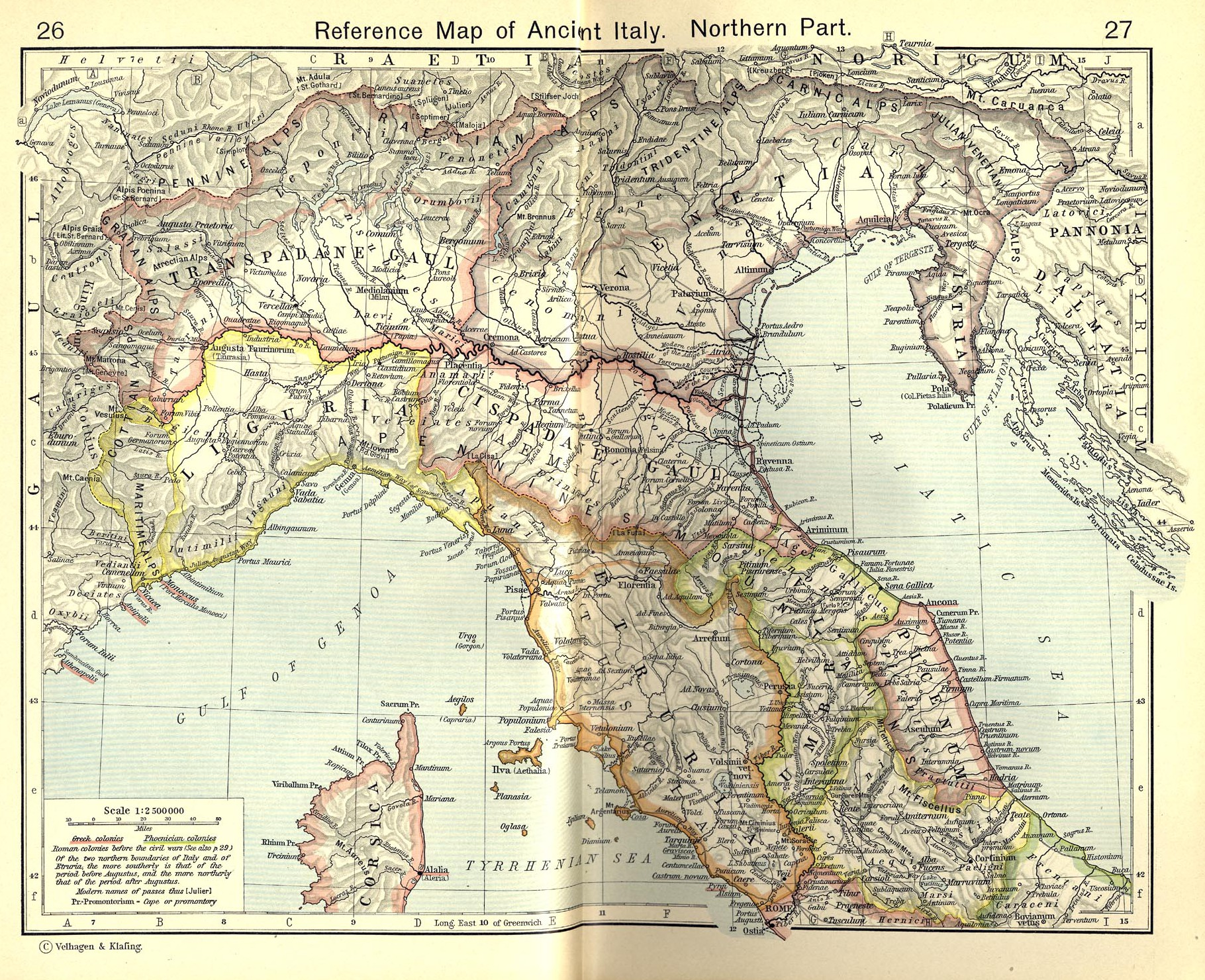
L'Italia augustea, con la Regio X Venetia et Histria

L'integrazione della regione nei domini di Roma avvenne nel I secolo a.C. La sconfitta definitiva dei Reti, avvenuta nei pressi di Bolzano, si ebbe a seguito delle campagne militari nelle Alpi di Druso e Tiberio nel 16 a.C. Nel I secolo a.C. venne fondata anche la città di Tridentum, attuale Trento (anche se alcuni studiosi ipotizzano una fondazione precedente, risalente all'invasione gallica del III secolo a.C.). La città divenne municipium romano tra il 50 e il 40 a.C.
In occasione della riforma amministrativa di Augusto la parte settentrionale del Trentino-Alto Adige venne divisa fra le due province Rezia (Raetia prima e Raetia secunda) e Norico (Noricum), mentre quella meridionale che includeva la Val d'Adige fino all'altezza di Merano venne inclusa nella Regio X Venetia et Histria.
In età imperiale Claudio (41-54 d.C.) comprese l'importanza strategica del territorio trentino e sfruttò la posizione di Trento completando due grandi strade: la via Claudia Augusta Padana, che da Ostiglia raggiungeva il Passo Resia, e la via Claudia Augusta Altinate che, partendo dall'allora importante porto di Altino, si ricongiungeva nel capoluogo trentino con la Padana attraverso la Valsugana.
Il periodo romano si protrasse per cinque secoli e lasciò profonde tracce nella regione che fu fortemente latinizzata. Le popolazioni autoctone svilupparono una parlata neolatina nella quale si fuse il sostrato retico-celtico, il cosiddetto retoromanzo.
Dopo l'anno 400 d.C., nella tarda romanità, si diffuse il cristianesimo, influenzando in misura crescente la vita pubblica e privata.

### Epoca germanica e dei principati vescovili

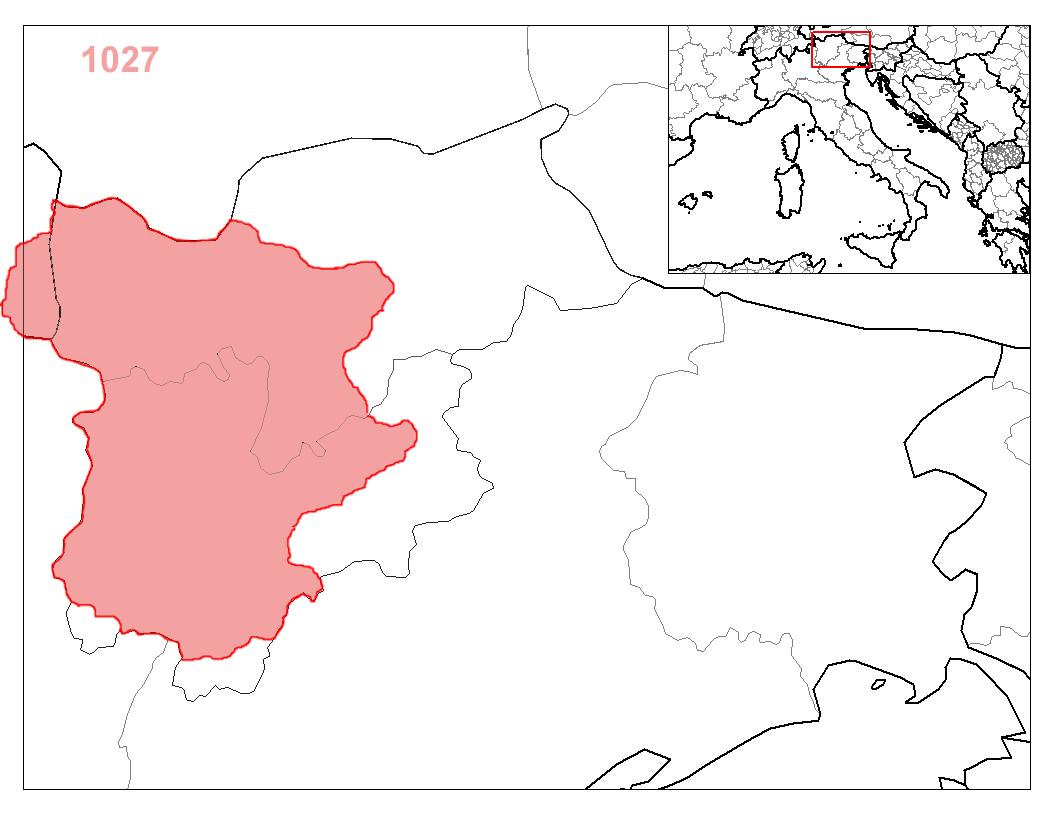
Il Principato Vescovile di Trento alla sua fondazione

Con la caduta dell'Impero romano d'Occidente nel 476 d.C., la regione fu invasa da popolazioni barbare germaniche. Questo comportò l'inclusione nel Regno di Odoacre e successivamente nel Regno degli Ostrogoti (493-553). Dopo la caduta del regno ostrogoto fu la volta dei Longobardi, che annessero al loro regno la regione. I Longobardi fondarono il Ducato di Trento, di cui faceva parte anche Bolzano.
Nel 774 il Trentino-Alto Adige passò sotto il dominio dei Franchi, che sotto Carlo Magno conquistarono il Regno longobardo, includendolo nel quadro dell'Impero Carolingio. In età carolingia, in virtù della propria posizione strategica, l'area venne spesso coinvolta nei periodi di turbolenza a causa delle guerre di successione dinastica. Con il trattato di Verdun dell'843 una parte del Trentino-Alto Adige, comprendente la Val d'Adige sino a Merano, venne assegnata al Regno d'Italia governato da Lotario I, mentre le altre valli, che rimasero spesso oggetto di contesa per il controllo dei passi alpini, andarono al Regno dei Franchi Orientali dove regnava Ludovico II il Germanico. A lungo andare, questa divisione portò alla progressiva germanizzazione dell'area altoatesina, mentre quella trentina riuscì nei secoli a mantenere il suo carattere di territorio profondamente latinizzato. Con il regno di Berengario I, la marca di Trento entrò nell'orbita della più potente marca di Verona.
Sceso in Italia a seguito della chiamata della regina Adelaide, il 10 ottobre 951 Ottone I di Sassonia assunse a Pavia il titolo di rex Francorum et Italicorum e l'anno successivo assegnò la marca di Verona al fratello, il duca di Baviera Enrico. A causa delle ripetute ribellioni di Enrico, l'imperatore Ottone II assegnò la marca di Verona al duca di Carinzia Ottone di Worms, che scorporò la marca di Trento da quella di Verona.
Fu l'imperatore del Sacro Romano Impero Corrado II a concedere ai vescovi di Trento e Bressanone il potere temporale sulle rispettive diocesi nel 1027. I principati vescovili di Trento (che comprendeva Trentino e parte dell'Alto Adige) e Bressanone (che comprendeva pure territori oggi facenti parte dell'Austria) sopravvissero fino alla secolarizzazione napoleonica del 1803.
Nel corso del XII secolo incominciò l'ascesa delle casate nobiliari a scapito del potere dei due principi vescovi. Riuscirono a imporsi i conti di Tirolo, una casata che prese il nome dall'omonimo castello presso Merano. Fu Mainardo II a dare alla regione del Tirolo i confini che poi, con minimi ampliamenti, restarono immutati fino al 1918. Nel 1363 Margherita di Gorizia-Tirolo fu costretta in seguito a pressioni politiche a cedere la contea del Tirolo al duca d'Austria Rodolfo IV d'Asburgo. Incominciava l'epoca asburgica, interrotta dalle guerre napoleoniche.

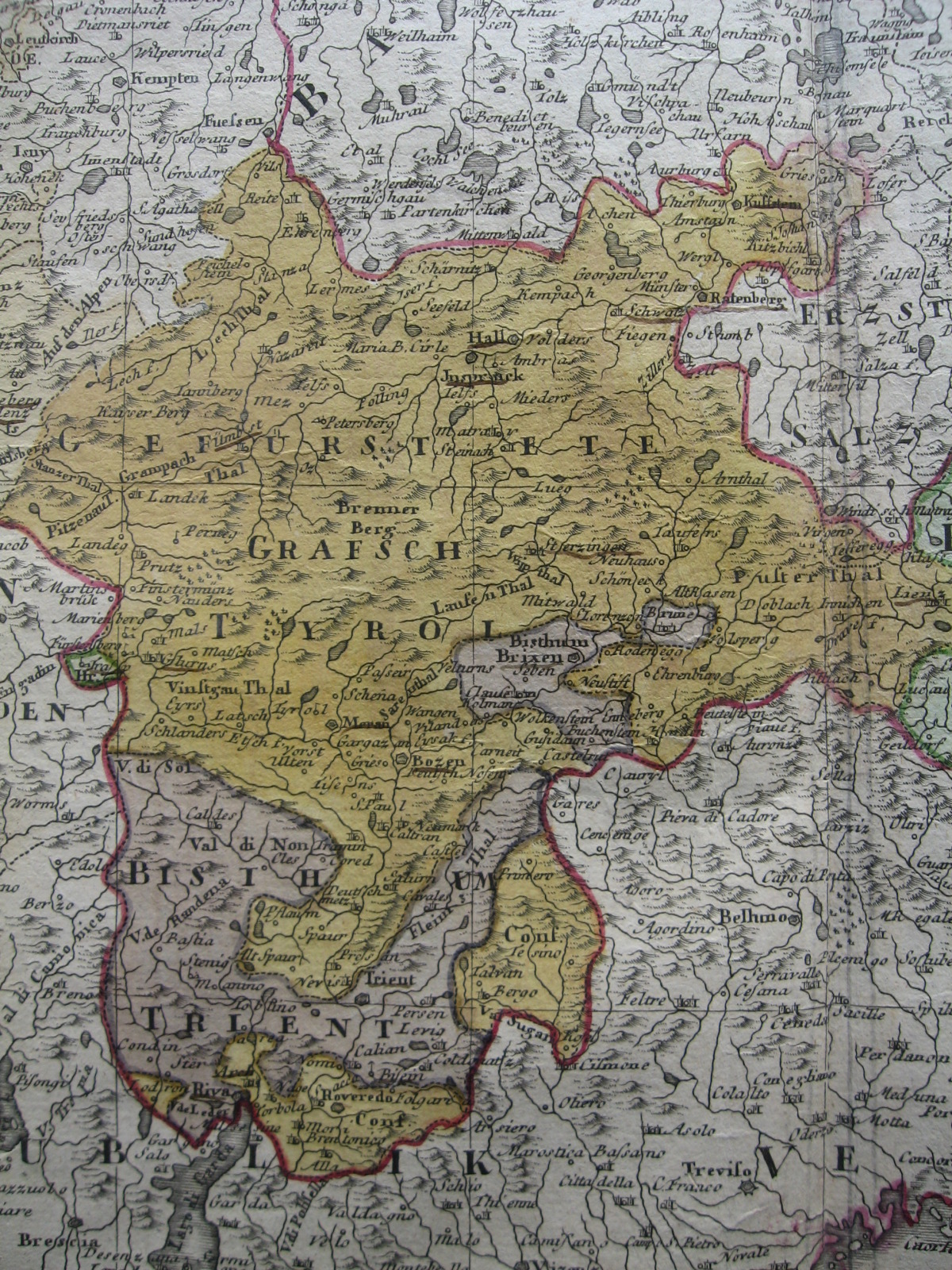
Il principato e i confini con la contea tirolese, 1788.

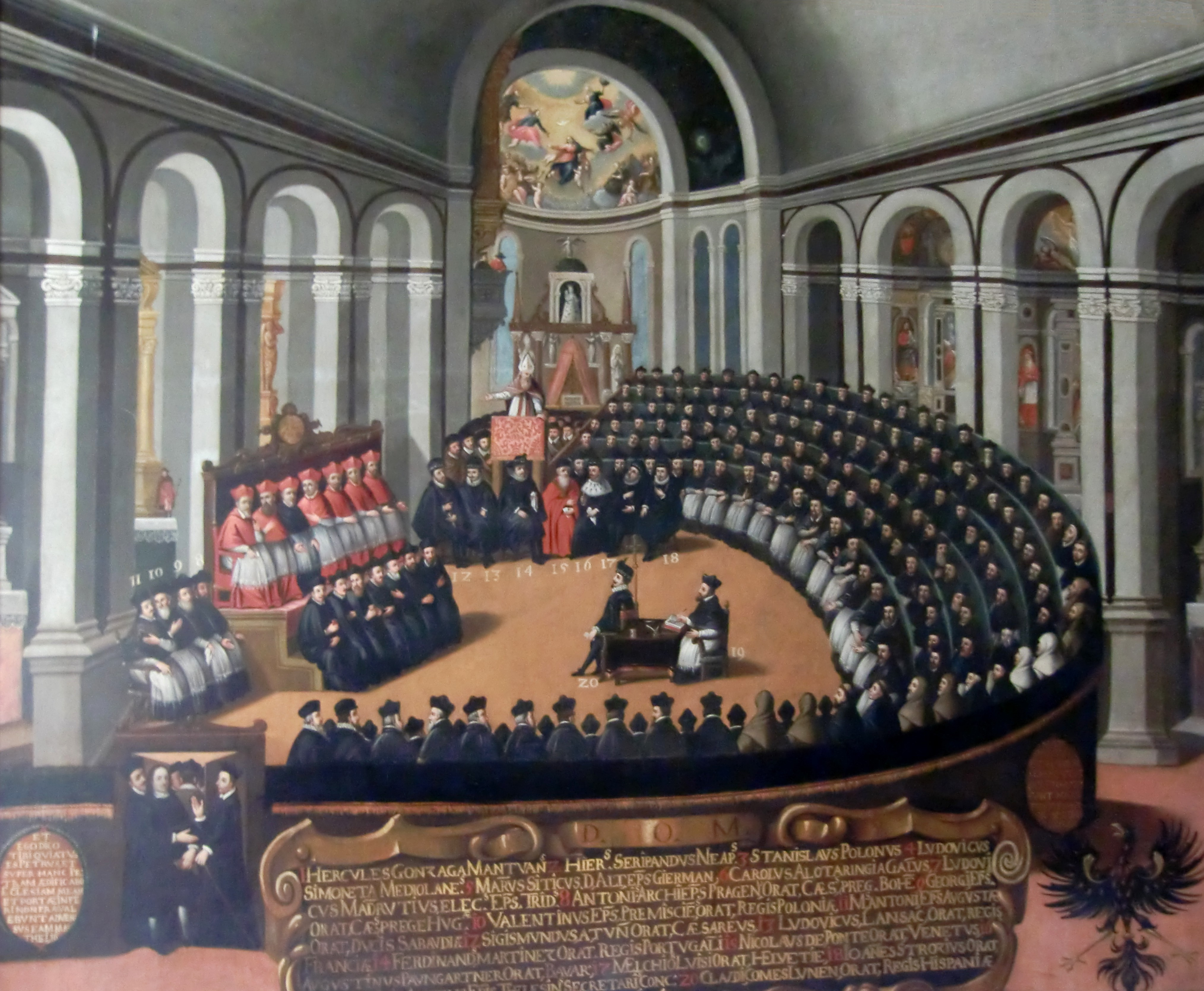
Congregazione generale del Concilio nella chiesa di S. Maria Maggiore a Trento

La parte meridionale della regione vide una breve affermazione della Repubblica di Venezia, cominciata nel 1411, quando la Repubblica di San Marco, per effetto del testamento di Azzone Francesco di Castelbarco, entrò in possesso di territori in Vallagarina, in particolare di Ala, Avio, Brentonico e parte di Mori. Nel 1416 venne presa Rovereto. Nel 1426 la Val di Ledro e Tignale passarono sotto Venezia. L'espansionismo veneziano non si fermò e nel 1441 la pace di Cavriana suggellò la conquista di Torbole e Riva del Garda. Nel 1509 l'espansione di Venezia, sconfitta dalla Lega di Cambrai, poté essere fermata e la Serenissima fu via via costretta ad abbandonare i possedimenti trentini. Le operazioni in Val Vestino (1510-1517) si conclusero con la definitiva ritirata veneziana.
A fronte quindi della posizione strategica del territorio dei due principati vescovili, come dei territori governati dai vari conti del Tirolo, nel 1511 venne sancito il Landlibell. Un documento di straordinaria importanza per diversi aspetti fra cui la confederazione tra i due principati vescovili e la contea del Tirolo. Il garante del documento fu Massimiliano I d'Asburgo detto anche il Wunderkind. 
Il Landlibell regolava l'intero apparato militare del territorio nonché i tributi da versare per il mantenimento dello stesso. Grazie infatti a tale documento, nacquero la Aufgebot (milizia permanente) ed il Landsturm (la riserva della popolazione). Da quest'ultimo si formarono le varie compagnie e ordini dei Tiroler Schützen che servirono fino al 1918.
La rinascita del Principato Vescovile di Trento, ormai strettamente entro la sfera di controllo tirolese-asburgica, avvenne nella prima metà del XVI secolo, quando a capo della diocesi trentina viene nominato il trentino Bernardo Clesio (1514-1538), a cui seguì Cristoforo Madruzzo (1539-1567, dal 1545 cardinale). Per la sua posizione geografica e storico-culturale di città mediana tra il mondo romanzo e quello germanico, nel 1542 Trento venne scelta come sede per il Concilio di Riforma della Chiesa (1545-1563).
Nel corso del XVII e del XVIII secolo i Principati Vescovili videro nuovamente ridursi la loro autonomia a favore della Contea del Tirolo.

### Epoca napoleonica e Restaurazione asburgica

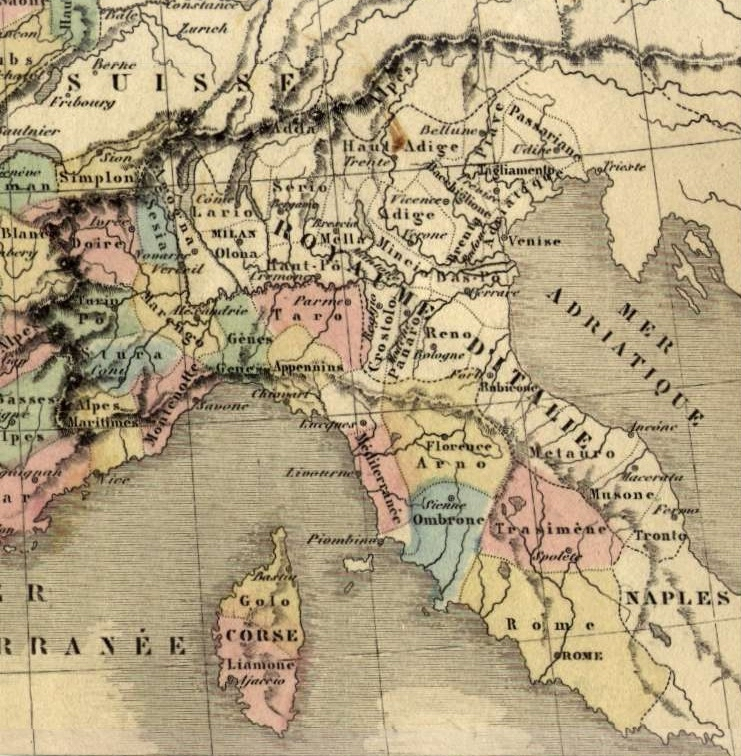
L'Italia durante l'egemonia napoleonica. Nella carta compare la denominazione Haut-Adige

L'epoca napoleonica segnò anche la storia del Trentino-Alto Adige. Nel 1796 Trento fu invasa dalle truppe napoleoniche e in seguito alle ripetute sconfitte asburgiche il trattato di Lunéville (9 febbraio 1801) stabilì la secolarizzazione degli stati ecclesiastici, segnando la fine dei principati vescovili di Trento e di Bressanone, che divennero parte dell'Austria. In seguito alla pace di Presburgo (odierna Bratislava, 26 dicembre 1805) la regione passò sotto il filo-napoleonico Regno di Baviera, rimanendovi fino al 1810. Alcune misure adottate dall'amministrazione bavarese, come l'eliminazione della Dieta, la soppressione di proprietà ecclesiastiche e di festività religiose, l'obbligo al servizio militare e la pesante tassazione causarono nella primavera un'insurrezione anti-napoleonica, poi repressa, capeggiata da Andreas Hofer. Il moto esplose al momento della ripresa delle ostilità tra Napoleone e l'Austria; vide la partecipazione sia della popolazione germanofona degli odierni Tirolo e Alto Adige, sia (anche se in misura minore) della popolazione italofona dell'odierno Trentino.
Il Trattato di Parigi tra Francia e Baviera del 28 febbraio 1810 segnò l'annessione al Regno d'Italia napoleonico di buona parte del Trentino e alcune parti dell'odierna provincia di Bolzano nel dipartimento dell'Alto Adige (fu in quest'epoca che venne coniato il termine Alto Adige), mentre il Primiero e l'area intorno a Dobbiaco furono aggregati al dipartimento della Piave. Il territorio a nord della «linea napoleonica» che andava dalla sella di Dobbiaco al Cevedale rimase parte del Regno di Baviera. Alle popolazioni germanofone incorporate nel Regno d'Italia napoleonico venne garantito l'uso del tedesco in tutti gli uffici amministrativi e giudiziari, nonché in tutti gli atti pubblici.
Questo assetto venne spazzato via dalla ripresa delle ostilità nel 1813 e dalla riconquista del territorio da parte delle truppe asburgiche. La Restaurazione del 1815 confermò la fine del principato vescovile di Trento, segnando anche la fine definitiva dell'autonomia politica trentina. Con patente imperiale del 24 marzo 1816 il Trentino venne incorporato nella contea del Tirolo, a maggioranza tedesca. Nel 1818 la contea principesca del Tirolo, compresi i territori abitati da popolazioni di lingua italiana, entrò a far parte della Confederazione Germanica. Ciononostante, nell'odierno Trentino la lingua in uso negli uffici pubblici, nei tribunali e nell'insegnamento rimaneva l'italiano.

### Il Risorgimento
L'assetto della contea del Tirolo suscitava un diffuso malcontento nell'odierno Trentino, in particolare tra le élite sociali e intellettuali, che criticavano sia la gestione centralistica dell'amministrazione imperiale, con Vienna che accentrava le decisioni, sia la negligenza delle autorità di Innsbruck. Queste ultime erano accusate di non destinare risorse pubbliche adeguate al territorio e di escludere i trentini dai gradi più elevati dell'amministrazione. Tale situazione alimentava un sentimento di marginalizzazione e di mancato riconoscimento delle esigenze locali.
Nel 1848 ebbero inizio le rivendicazioni trentine di autonomia da Innsbruck. I rappresentanti trentini si rifiutarono di partecipare alla Dieta costituente tirolese di Innsbruck per l'ingiusta sproporzione della rappresentanza loro assegnata. Il termine Trentino incominciò a essere usato per indicare la volontà di separare i territori italofoni dal resto del Tirolo. Le richieste trentine di autonomia incontrarono una forte opposizione da parte delle autorità tirolesi e non vennero mai soddisfatte dal potere imperiale asburgico.
L'Impero asburgico, che in seguito alla Restaurazione divenne la potenza egemone nella penisola italiana, fu un potente avversario del Risorgimento italiano; ciò non riuscì comunque a impedire la nascita del Regno d'Italia, che fu proclamato nel 1861. Il processo di unificazione del neonato stato italiano non fu però completo, poiché molti territori abitati da comunità italiane, tra cui il Trentino, restavano sotto controllo austriaco; si consolidò di conseguenza l'irredentismo. L'irredentismo coinvolse pure l'Alto Adige anche se solo una esigua minoranza della popolazione si dichiarava italofona, e trovava il suo fondamento nel principio della frontiera naturale, rientrando il territorio altoatesino nelle frontiere geografiche della penisola italiana ed essendo il confine del Brennero militarmente rilevante.
La terza guerra d'indipendenza italiana coinvolse anche il territorio del Trentino-Alto Adige, con l'invasione capitanata da Giuseppe Garibaldi. Nonostante un rapporto tra morti italiani e austriaci pari a 14:1, Garibaldi auto-proclamò la vittoria italiana a Bezzecca. L'invasione però non riuscì a sfondare le linee di difesa e così il Trentino-Alto Adige rimase asburgico, mentre il Veneto e il Friuli venivano uniti al Regno d'Italia.

### A cavallo dei due secoli
Al censimento del 1910 la maggioranza degli abitanti del Trentino-Alto Adige (Welschtirol e Deutsch-Südtirol secondo la denominazione asburgica) era complessivamente di lingua italiana. Nella parte trentina su 362 684 abitanti il 96,4% era di lingua italiana e il 2,9% di lingua tedesca, mentre in quella altoatesina su 279.213 l'83,4% era germanofono, il 2,6% italofono e il 13,2% di lingua ladina.
Economicamente il territorio trentino-tirolese in epoca asburgica era una regione basata soprattutto sull'agricoltura e l'allevamento in piccole e medie aziende agricole di proprietà famigliare, di cui le più piccole e numerose si trovavano soprattutto nella parte italofona.
L'agricoltura regionale aveva subito duramente la grande crisi agraria incominciata negli anni '70 del XIX secolo. Al crollo dei prezzi dei prodotti agricoli si erano aggiunti le malattie della vite e del baco da seta, nonché la violenta alluvione del 1882. La parte italofona fu la più colpita e decine di migliaia dei suoi abitanti dovettero lasciare la propria terra per emigrare in America o in Europa, in molti, sostenuti dal sovrano, scelsero di rimanere nel territorio dell'Impero austriaco e raggiungere la città di Mahovljani nell'attuale Bosnia ed Erzegovina formando la famosa comunità dei "tirolesi di Bosnia".
La ripresa dell'agricoltura avvenne solo con l'inizio del XX secolo. Il movimento cooperativo, in massima parte di ispirazione cattolica e diffuso sia tra la popolazione italofona sia tra quella germanofona, ebbe un ruolo fondamentale nel risollevare le sorti dell'agricoltura regionale. L'unica industria di qualche importanza era quella idroelettrica.
Dall'ultimo quindicennio del XIX secolo in poi la diversità linguistica tra italofoni e germanofoni incominciò a divenire motivo di scontro. Simbolo di questa contesa erano due monumenti: quello a Walther von der Vogelweide a Bolzano (realizzato nel 1889) e quello a Dante Alighieri a Trento (realizzato nel 1896). Si trattava delle effigi di due poeti che volevano simboleggiare il legame tra la lingua d'uso e l'appartenenza a un popolo e a una terra.
Il conflitto nazionale tra germanofoni e italofoni non era l'unica linea di frattura ad attraversare la società regionale, altrettanto virulento era presso entrambi i gruppi linguistici lo scontro tra il mondo cattolico e i fautori della laicità (liberali o socialisti).

### La prima guerra mondiale

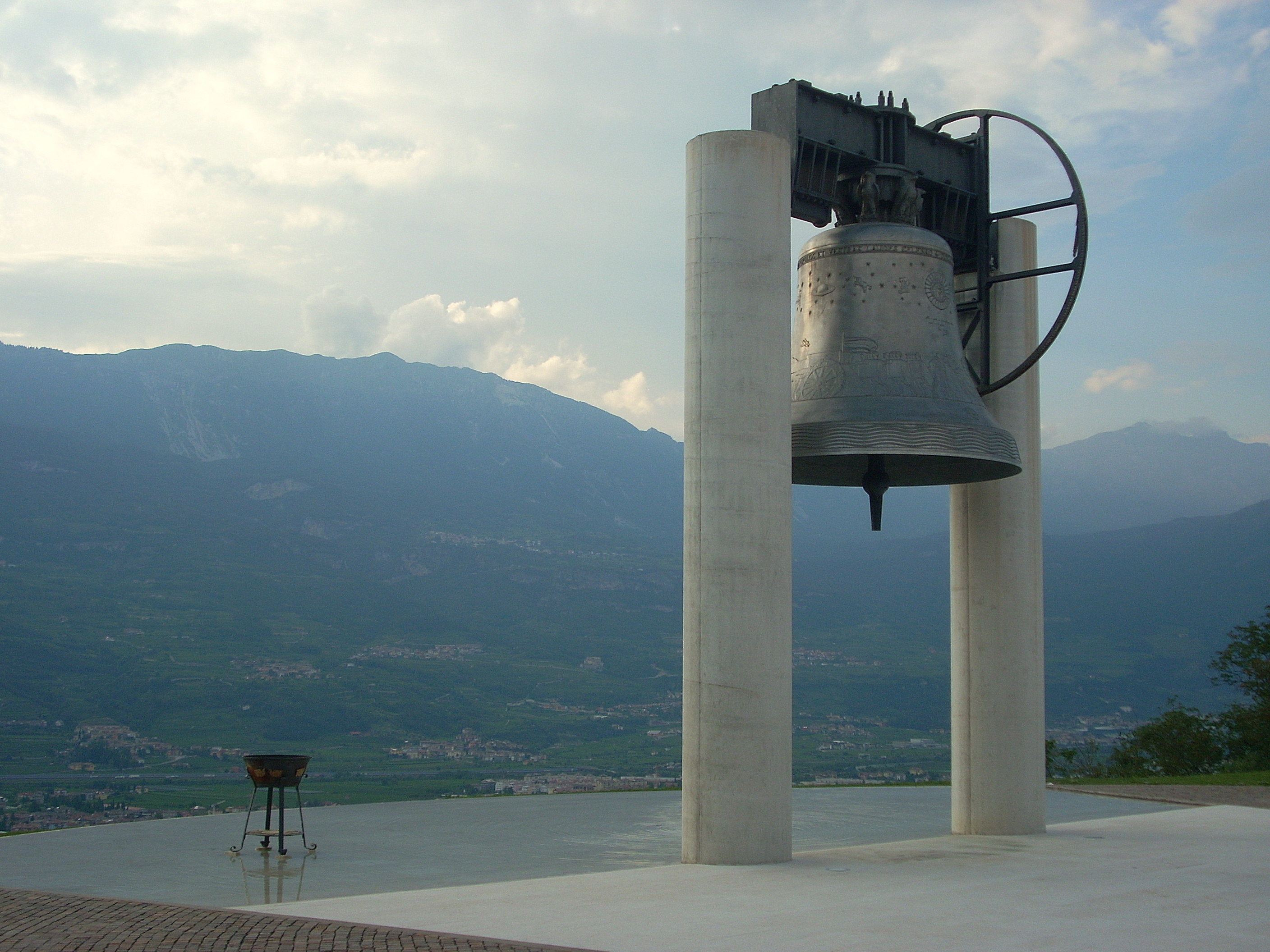
Campana dei Caduti presso Rovereto

Con lo scoppio della prima guerra mondiale nel 1914 buona parte della popolazione maschile, sia germanofona sia italofona, venne arruolata nell'imperiale regio esercito. Le garanzie costituzionali furono sospese, il parlamento chiuso e la stampa censurata.
All'inizio del conflitto mondiale, l'Austria-Ungheria e l'Italia aderivano entrambe alla Triplice alleanza, che era di natura difensiva e non contemplava l'intervento italiano al fianco degli austro-tedeschi (che erano le potenze dichiaranti guerra). L'Italia mantenne inizialmente la sua neutralità, ma in cambio di concessioni territoriali comprendenti anche l'Alto Adige in base ai termini del trattato segreto di Londra, stipulato nell'aprile 1915, dichiarò guerra all'Austria-Ungheria.
Mentre l'Alto Adige venne in larga misura risparmiato dagli eventi bellici, il Trentino divenne uno dei principali teatri di scontro (il conflitto si svolse anche sui ghiacciai dove prese il nome di Guerra Bianca). La guerra provocò notevoli distruzioni e un vero e proprio esodo dei trentini: decine di migliaia vennero sfollati nelle cosiddette città di legno in Austria (in particolare Braunau am Inn e Mitterndorf), grandi campi profughi in cui molti morirono per la fame e le malattie. In condizioni egualmente drammatiche si trovarono i profughi trentini, provenienti dai paesi e dalle vallate occupate dal Regio Esercito italiano che tra il maggio 1915 e il maggio 1916 dovettero lasciare la propria terra per essere disseminati in varie località del Regno d'Italia. Inoltre con l'ingresso in guerra dell'Italia la società trentina si ritrovò spaccata dal conflitto: i soldati trentini arruolati nell'imperiale regio esercito si ritrovarono nemici degli irredentisti che, come Cesare Battisti, scelsero di fuggire nel Regno d'Italia e di arruolarsi nel Regio Esercito. A ciò si deve aggiungere la repressione politica sia da parte austriaca, con gli irredentisti internati nel campo di Katzenau, sia da parte italiana, con gli austriacanti puniti con la carcerazione.
In seguito alla vittoria italiana il trattato di Saint-Germain sancì il passaggio del Tirolo meridionale (attuale Trentino-Alto Adige) al Regno d'Italia. Tale annessione sancì lo smembramento dell'antica Contea del Tirolo (nell'estensione che aveva dal Landlibel dell 1511) con relativo accorpamento all'Italia del Trentino e dell'Alto Adige, cioè di circa due terzi di essa. Nacque quindi la Venezia Tridentina.

### Il Fascismo
Il 10 settembre 1919 con il trattato di Saint Germain le potenze vincitrici della grande guerra disposero la ripartizione dei territori che avevano fatto parte del dissolto impero austro-ungarico. L'anno dopo, con le leggi di annessione delle regioni Venezia Giulia e Venezia Tridentina (l'attuale regione Trentino-Alto Adige), venne ufficializzato il passaggio di questi territori sotto la sovranità dello stato italiano, incorporando così nel Regno d'Italia anche 220 000 tirolesi di lingua tedesca e ladina.
Se in un primo momento i governi liberali perseguirono una politica abbastanza tollerante verso le minoranze tedesche, il subentrato governo fascista perseguì invece una politica di assimilazione violenta delle minoranze di lingua tedesca e ladina e una progressiva italianizzazione dell'Alto Adige, incentivando l'arrivo di immigrati provenienti dal Trentino e dal resto d'Italia (soprattutto nordorientale). Le scuole di lingua tedesca vennero gradualmente soppresse. La stampa germanofona venne largamente censurata. L'uso dei toponimi tedeschi venne vietato. Anche nomi e cognomi delle persone vennero italianizzati d'ufficio.
Nel gennaio 1923 un Regio Decreto sancì la creazione della provincia di Trento (comprendente anche Bolzano) e l'estensione al suo territorio della legislazione italiana, che subentrava così a quella austroungarica in vigore sino a quel momento. I comuni ladini di Livinallongo del Col di Lana, Colle Santa Lucia e Cortina d'Ampezzo furono smembrati dal contesto regionale e accorpati alla provincia di Belluno, Pedemonte e Casotto vennero unificati col nome di Pedemonte e aggregati alla provincia di Vicenza, Magasa e Valvestino aggregati alla provincia di Brescia.
Il 2 gennaio 1927 un Regio Decreto sancì la nascita della provincia di Bolzano, che veniva distinta dalla provincia di Trento. Questa nuova configurazione amministrativa vide la fine del ruolo di Trento come capoluogo regionale e la deviazione verso il nuovo capoluogo altoatesino dei più importanti investimenti. Venne infatti incentivata la creazione di stabilimenti delle maggiori imprese industriali, in modo da impiegarvi operai provenienti da tutta Italia, molti dei quali andarono a vivere nei grandi edifici realizzati alla periferia di Bolzano. In tal modo gli altoatesini di lingua italiana passarono dai 6 950 del 1910 agli 80 800 del 1939, su un totale di 234 650 abitanti in provincia di Bolzano.

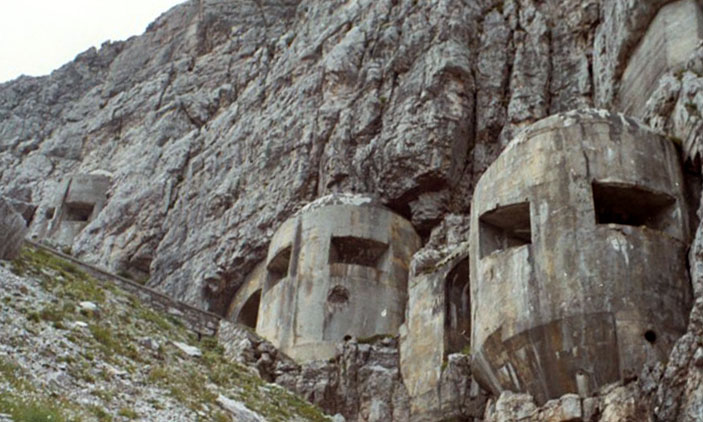
Bunker risalente alla seconda guerra mondiale, facente parte dello sbarramento passo monte Croce Comelico del Vallo alpino in Alto Adige.

In seguito all'avvicinamento dell'Italia fascista alla Germania nazista furono implementate le opzioni in Trentino-Alto Adige. Alla popolazione di lingua tedesca fu imposto di scegliere se diventare cittadini tedeschi e conseguentemente trasferirsi nei territori del Terzo Reich o se rimanere cittadini italiani integrandosi nella cultura italiana e rinunciando a essere riconosciuti come minoranza linguistica. La maggioranza dei residenti di lingua tedesca, che aveva subito una forte emarginazione politica, economica e sociale da parte del regime fascista, si dichiarò favorevole a emigrare. Lo scoppio della seconda guerra mondiale intervenne però a rallentare le operazioni di esodo e circa un terzo degli espatriati tornò in Italia dopo il conflitto. Tra le cause dell'adesione alle opzioni vi furono le pressioni e le violenze esercitate dalle locali organizzazioni naziste contro i Dableiber (gli abitanti di madrelingua tedesca che avevano optato per l'Italia e quindi per restare nella propria terra), nella sostanziale indifferenza delle autorità italiane che nei mesi cruciali per le opzioni lasciarono circolare la leggenda che chi avesse rifiutato di trasferirsi in Germania sarebbe stato deportato in Sicilia. Fu così che l'86% degli altoatesini di lingua tedesca optarono per la Germania nazista (minore fu l'adesione fra i trentini di lingua tedesca). In tutto si trattò di 213 000 persone, di cui 75 000 lasciarono realmente la terra natia. Inoltre gli optanti sudtirolesi in età di leva prestarono servizio militare nell'esercito e nelle forze dell'ordine tedesco.
Nonostante l'alleanza, Mussolini non si fidava troppo di Hitler e fece costruire diverse opere fortificate lungo il confine: il Vallo Alpino del Littorio. Nonostante l'enorme sforzo per la sua costruzione in pochi anni (1939-1942), tali opere, per quanto alcune non fossero ancora totalmente completate negli armamenti, non furono mai utilizzate.

### Seconda guerra mondiale

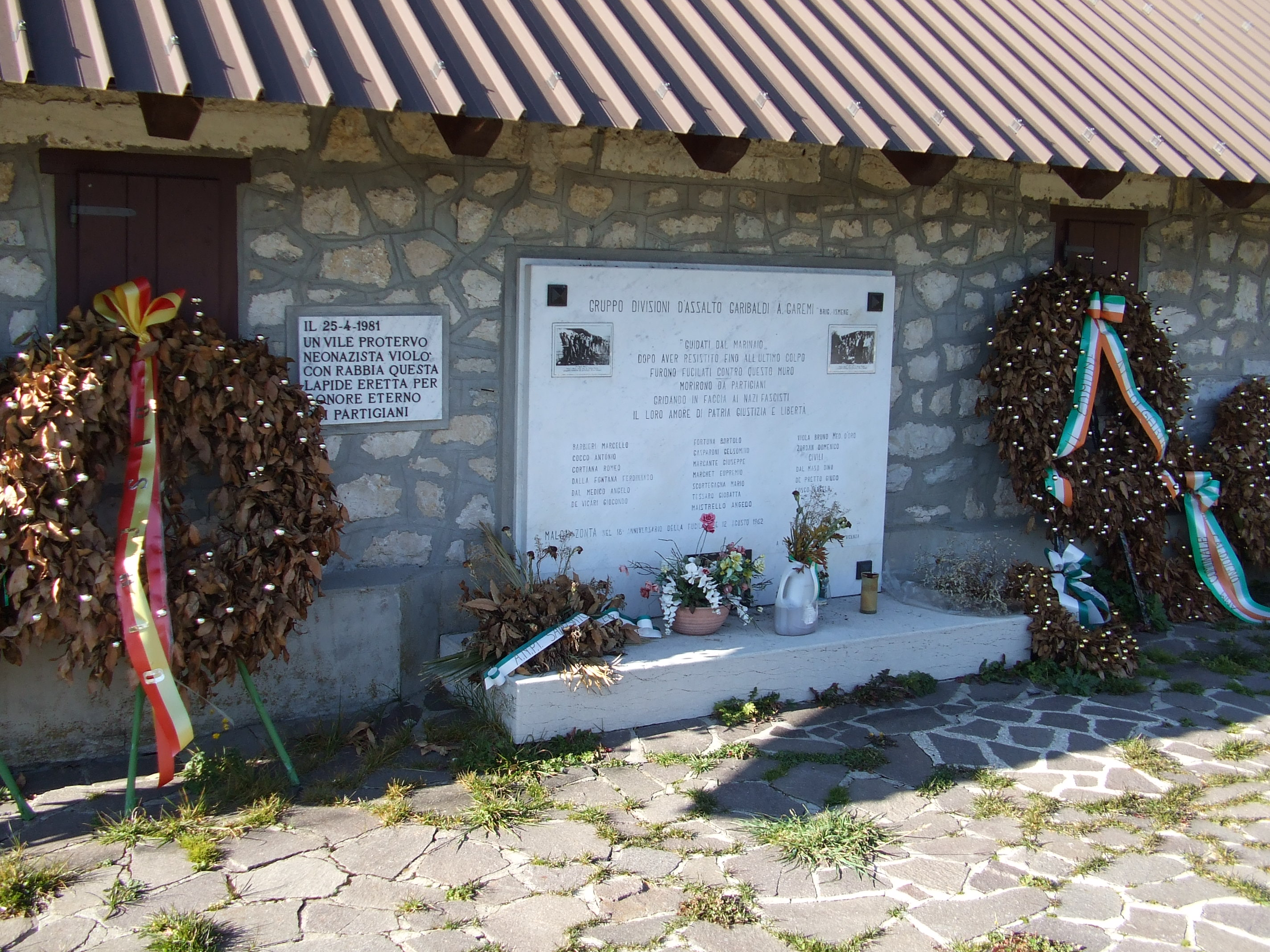
Malga Zonta con la lapide in memoria dei partigiani fucilati nel 1944

A seguito dell'armistizio firmato dall'Italia con gli Alleati, l'intera regione (unitamente alla provincia di Belluno) venne costituita come Zona d'operazioni delle Prealpi (in tedesco Operationszone Alpenvorland) con capoluogo Bolzano, di fatto annessa al Terzo Reich, anche se continuava a far formalmente parte della Repubblica sociale italiana. Gli uomini delle classi di età dal 1894 al 1926 furono obbligati alla prestazione del servizio di guerra nell'ambito del servizio d'ordine della provincia di Bolzano (SOD), del corpo di sicurezza trentino (CST), delle SS, della Wehrmacht, dei reparti contraerei tedeschi (FlaK - Fliegerabwehrkanonen) in Alto Adige anche presso i reggimenti di polizia (Südtiroler Polizeiregimenter, tra cui il Polizeiregiment "Bozen"). Dal 1943 al 1945 venne praticamente ristabilita l'integrità territoriale asburgico-tirolese che era stata frantumata nel 1918.
La violenza degli occupanti agì in modo non uniforme nelle province della Zona d'operazioni delle Prealpi. A Bolzano i nazisti si proposero come liberatori della popolazione tedesca dalla ventennale pressione dello stato italiano. Nella città capoluogo istituirono il campo di transito di Bolzano, ultima tappa per i deportati dalla penisola prima dei campi di sterminio dell'Europa centrale. In Alto Adige vi furono due diverse resistenze, una di lingua italiana guidata dal Comitato di Liberazione Nazionale di Bolzano e una di lingua tedesca guidata dall'Andreas Hofer Bund; entrambe poterono far poco dal punto di vista strettamente militare a causa della forte presenza nazista. Vanno comunque segnalate le loro azioni nella raccolta di informazioni, nella propaganda e nel supporto dato ai renitenti e ai disertori dell'esercito tedesco.
In Trentino gli occupanti nazisti incoraggiarono invece l'autonomismo locale nominando Adolfo de Bertolini (un ex-esponente liberale mai compromesso con il fascismo) Commissario Prefettizio. Nel territorio trentino non si registrò la presenza di grandi formazioni partigiane, come quelle attive nelle confinanti province di Vicenza e Belluno (zone in cui combatterono molti antifascisti trentini). Il divieto di ricostruire il partito fascista, la decisione di non mandare i giovani al fronte nell'esercito tedesco o in quello della Repubblica Sociale Italiana ma di inquadrarli in un corpo considerato di polizia locale come il CST, l'illusione di un'autonomia locale furono tutte mosse che consentirono alle autorità naziste di evitare il sorgere in provincia di Trento di un forte movimento partigiano. A ciò occorre aggiungere le uccisioni e gli arresti che il 28 giugno 1944 decapitarono la resistenza trentina e il locale CLN, portando alla morte Giannantonio Manci che ne era alla guida.
La parentesi nazista venne segnata anche in Trentino-Alto Adige dallo sterminio della popolazione ebraica, da eccidi nei confronti di militari e partigiani italiani (strage di Lasa, eccidio di Malga Zonta, stragi di Ziano, Stramentizzo e Molina di Fiemme, uccisioni del 28 giugno 1944 a Rovereto, Arco e Riva del Garda) e da persecuzioni contro gli abitanti di lingua tedesca che non avevano optato per la Germania.
Trento e anche Bolzano vennero bombardate dagli alleati dal 2 settembre 1943 fino al 3 maggio 1945. Durante il primo bombardamento di Trento si verificò la strage della Portela.

### Italia repubblicana e autonomia

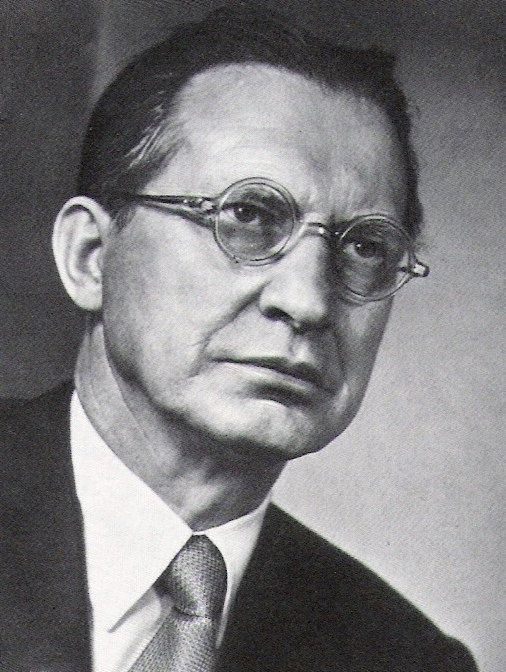
Lo statista trentino Alcide De Gasperi, artefice assieme a Karl Gruber dell'autonomia del Trentino-Alto Adige

Dopo la fine del secondo conflitto mondiale le istanze autonomistiche trentine, represse durante il fascismo, furono raccolte dall'Associazione Studi Autonomistici Regionali (A.S.A.R), che reclamava per tutta la regione Trentino-Alto Adige un'autonomia speciale. Il movimento ebbe un grande seguito popolare e il 20 aprile 1947 riuscì a portare in piazza Fiera a Trento ben 30 000 persone. In Alto Adige prevalsero invece le spinte secessioniste, già nel 1946 erano state raccolte 155 000 firme per ottenere l'annessione all'Austria.
L'accordo De Gasperi-Gruber sancì che la provincia di Bolzano rimanesse all'Italia, prevedendo per gli abitanti di lingua tedesca dell'Alto Adige adeguate tutele. Su iniziativa del trentino De Gasperi venne allora creata sulle ceneri della Venezia Tridentina la Regione Autonoma Trentino-Alto Adige, che venne dotata del primo statuto di autonomia. In questo modo fu coronata da successo anche la ricerca di forme d'autonomia da sempre richieste dalle popolazioni trentine, ma indebolita l'autonomia sudtirolese perché legata a una maggioranza di lingua italiana. Nel rispetto dell'accordo De Gasperi-Gruber, il primo statuto del Trentino-Alto Adige ripristinò l'insegnamento del tedesco e ristabilì la toponomastica bilingue. Fino alla metà degli anni cinquanta del Novecento la Democrazia Cristiana e la Südtiroler Volkspartei (SVP), il partito di riferimento della popolazione di lingua tedesca guidato in origine da membri della Resistenza al nazismo, collaborarono nella gestione dell'ente regionale.
Verso la metà degli anni cinquanta del Novecento, in seguito al ritorno di molti optanti dalla Germania e alla ricostituzione della Repubblica Austriaca, decisa a sostenere istanze rivendicazioniste, la politica altoatesina si radicalizzò. Il Governo italiano venne accusato di non attuare pienamente gli accordi autonomistici riguardanti l'autogoverno della popolazione di lingua tedesca e di proseguire i tentativi di italianizzazione. La stampa e il clero di lingua tedesca si inserirono nella controversia etnica evocando una "marcia della morte" orchestrata dal Governo italiano ai danni della popolazione di lingua tedesca attraverso l'industrializzazione e l'immigrazione da altre regioni d'Italia. Alle cifre allarmanti, diffuse dal canonico Michael Gamper, che indicavano "50 000 immigrati italiani in Alto Adige negli ultimi sette anni" replicò uno studio del Commissariato del Governo e dell'Istituto Centrale di Statistica che quantificò l'aumento della popolazione italiana tra il 1947 e il 1953 nella cifra di poco più di 8 000 unità, legato alla riattivazione postbellica degli uffici statali e militari e alla risistemazione delle opere pubbliche. La radicalizzazione tuttavia non si fermò e la linea della Südtiroler Volkspartei venne dettata da nuovi elementi, alcuni dei quali in passato legati al nazismo. In tutti i comuni a maggioranza SVP (tutto l'Alto Adige tranne allora Bolzano, Bronzolo, Egna, Fortezza, Merano, Laives, Salorno e Vadena) venne sospeso il rilascio di nuove residenze per italiani; fu fatta propaganda contro i matrimoni misti; venne attuata una separazione etnica totale nelle scuole e negli edifici tra le persone dei gruppi linguistici italiano e tedesco; si chiese la sospensione dei lavori di edilizia popolare poiché ciò avrebbe favorito l'immigrazione italiana; venne chiesto anche lo smantellamento della zona industriale di Bolzano.

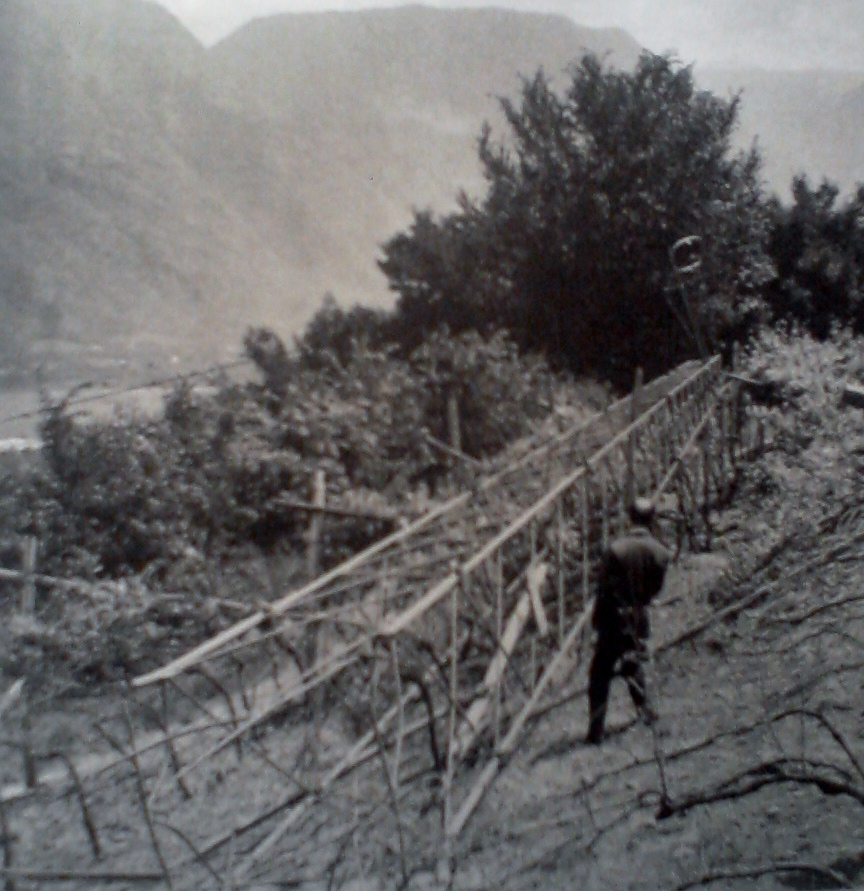
Una delle 37 esplosioni compiute durante la Notte dei fuochi

La radicalizzazione portò alla nascita di movimenti terroristici: il Gruppo Stieler, autore di diversi danneggiamenti; il Comitato per la liberazione del Sudtirolo, che perseguì anche una strategia stragista che provocò morti in tutta la regione e anche in Veneto (strage di Cima Vallona). Il Governo italiano rispose al terrorismo con una massiccia presenza militare in Alto Adige.
A seguito di nuove trattative tra Italia e Austria fu siglato il cosiddetto Pacchetto per l'Alto Adige (l'insieme delle misure a favore della popolazione di lingua tedesca) e nel 1972 entrò in vigore il secondo statuto del Trentino-Alto Adige, che tuttora privilegia l'autonomia delle due province, che di fatto costituiscono due Regioni autonome, solo formalmente riunificate nella Regione Trentino-Alto Adige. Dal 1972 i destini storici e politici del Trentino e dell'Alto Adige seguono percorsi separati.
Per quanto riguarda l'Alto Adige, il secondo statuto di autonomia ha consegnato la maggioranza politica al gruppo tedesco e istituzionalizzato la separazione etnica attraverso la cosiddetta proporzionale etnica. Nella provincia autonoma di Bolzano è data infatti importanza alla lingua di appartenenza (italiano, tedesco, ladino), con una ripartizione proporzionale alla consistenza dei gruppi linguistici nell'attribuzione di impieghi pubblici, contribuzioni pubbliche e assegnazione di case popolari; le scuole (comprese quelle materne) sono divise a seconda dell'appartenenza al gruppo linguistico. Tutti gli impiegati e funzionari della Provincia di Bolzano devono essere bilingui, cioè parlare almeno l'italiano e il tedesco.
Ciononostante, gli attentati terroristici in Alto Adige ripresero con forza nella seconda metà degli anni settanta del Novecento, per finire solamente alla fine degli anni ottanta. Accanto a gruppi estremistici di lingua tedesca, in particolare Ein Tirol, favorevoli al distacco dall'Italia, comparvero anche organizzazioni italiane, come l'Associazione protezione italiani (Api) e il Movimento italiano Adige (MiA), contrarie ai provvedimenti contenuti nel secondo statuto di autonomia. La pacificazione altoatesina fu raggiunta sul finire degli anni ottanta del Novecento e ha coinciso con un lungo periodo di prosperità economica, fino allo scoppio della crisi dell'Eurozona. Dopo un passato tormentato l'Alto Adige è oggi visto come un esempio di pacifica convivenza fra gruppi etnici.

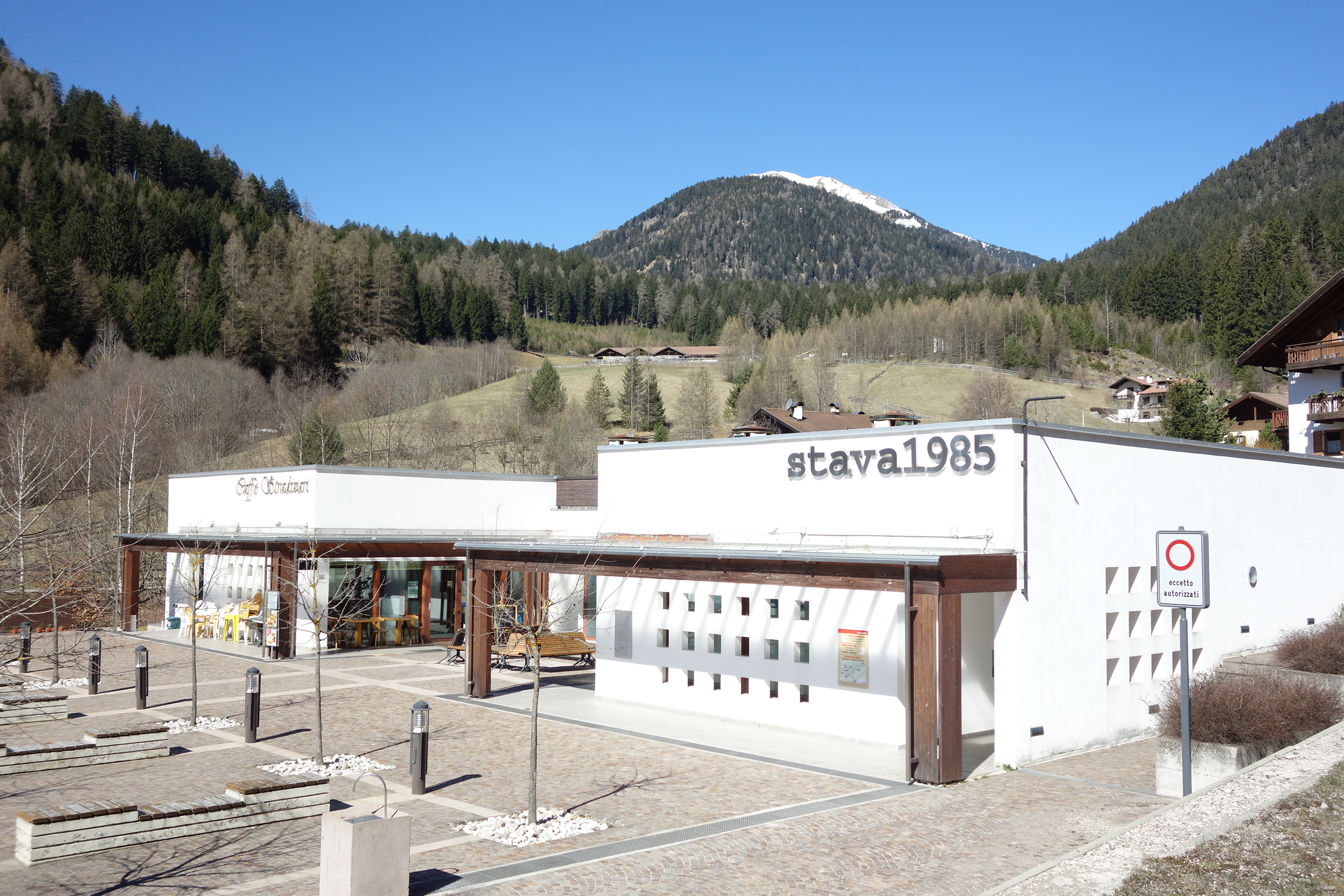
Il Centro di documentazione a Stava, frazione del comune di Tesero

La storia recente trentina è stata segnata dalle due tragedie degli impianti a fune del Cermis (1976 e 1998) e dalla catastrofe della Val di Stava nel 1985.
A partire dagli anni novanta del XX secolo è stata rafforzata la cooperazione transfrontaliera tra le regioni del Tirolo storico a cavallo tra Italia e Austria. Insieme Trentino-Alto Adige e Tirolo austriaco costituiscono la Euregio Tirolo-Alto Adige-Trentino, un gruppo europeo di cooperazione transfrontaliera, le cui sedute in passato comprendevano anche il Land del Vorarlberg.

## Monumenti e luoghi d'interesse

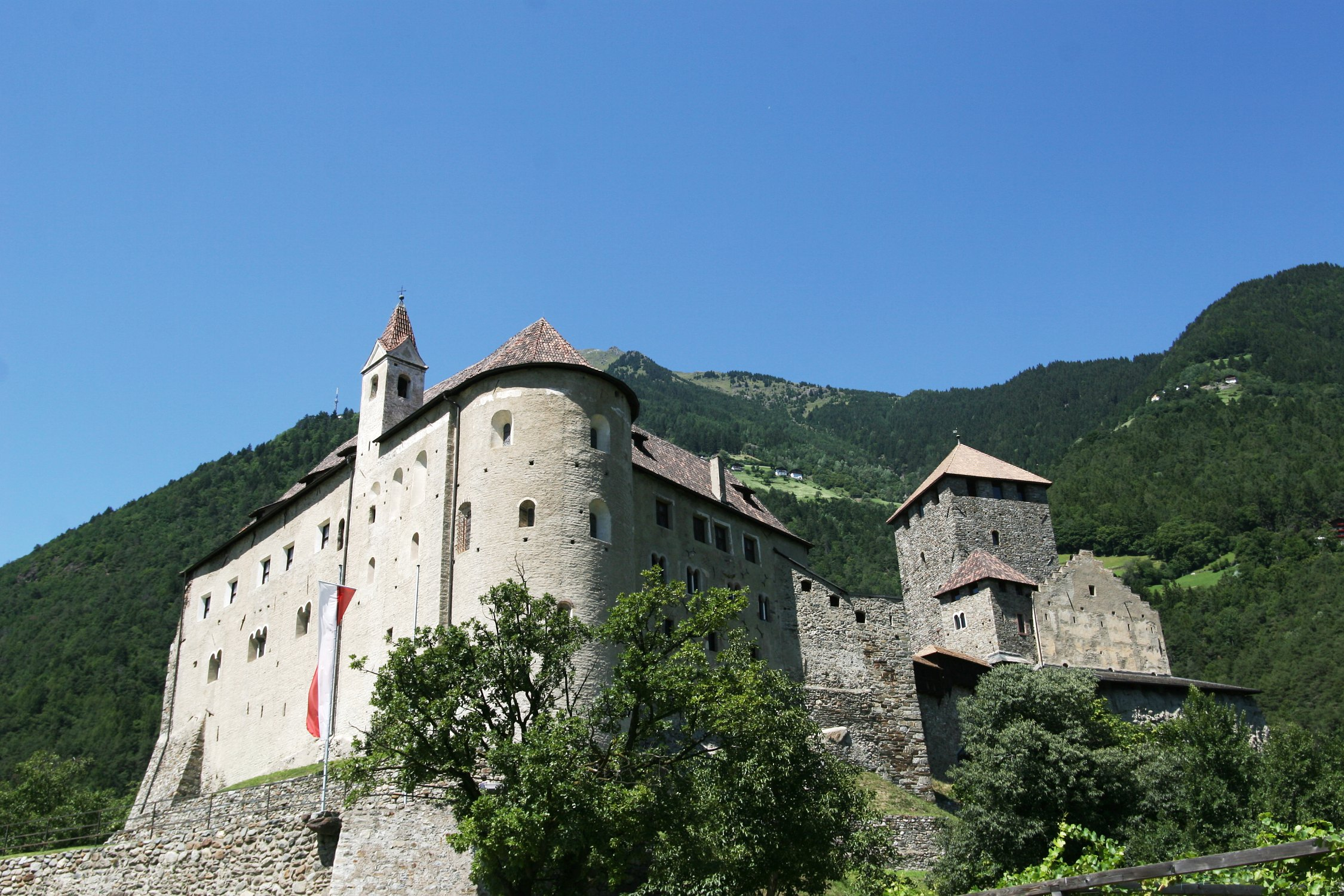
Castel Tirolo, presso il comune di Tirolo

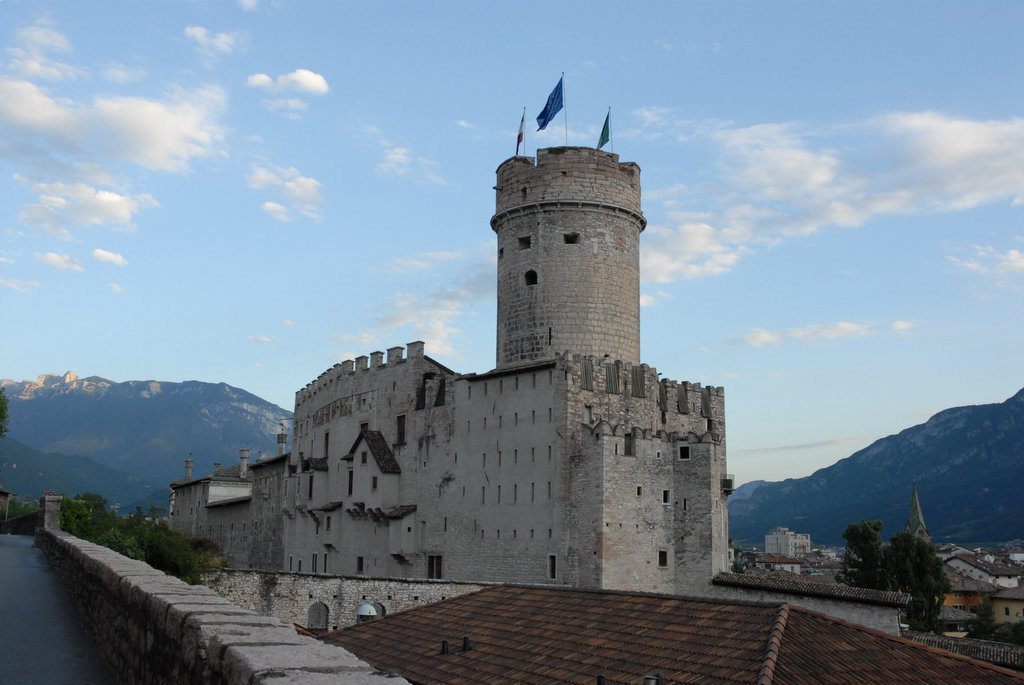
Il castello del Buonconsiglio a Trento

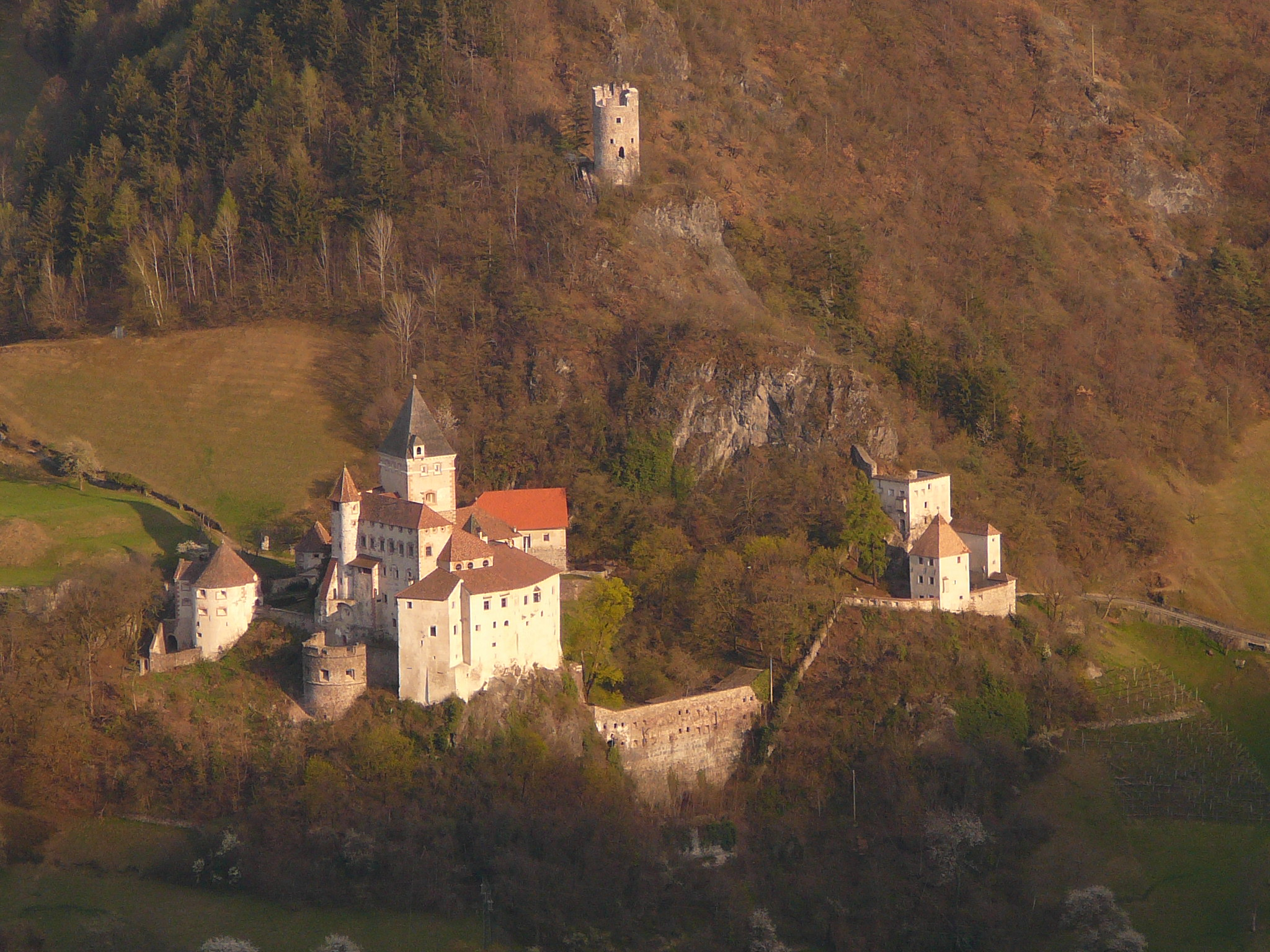
Il castel Trostburg, sopra Ponte Gardena

Il Trentino-Alto Adige nel corso della storia è passato sotto diverse dominazioni, ciascuna delle quali ha lasciato le proprie tracce.
Tra i castelli più noti di epoca medievale vi sono Castel Tirolo, Castel Roncolo (il maniero illustrato) e il castello del Buonconsiglio di Trento. Castel Fontana, diventato nel 1974 il museo agricolo Brunnenburg (Landwirtschaftsmuseum Brunnenburg), illustra usanze e modi di lavoro dei contadini della zona.
Nella tabella seguente sono elencati alcuni dei più importanti castelli, suddivisi tra le due province.
| Castelli in Provincia di Bolzano | Castelli in Provincia di Trento  |
| -------------------------------- | -------------------------------- |
| Castel Tirolo                    | Castello del Buonconsiglio       |
| Castello di Tures                | Castello di Castellano           |
| Castel Greifenstein              | Castello di Rovereto             |
| Castel Badia                     | Castello della Torre Franca      |
| Castel Roncolo                   | Castello di Sabbionara           |
| Castel Monteleone                | Castel Toblino                   |
| Castel Tor                       | Castel Beseno                    |
| Castel Foresta                   | Castello di Arco                 |
| Castel Wolfsthurn                | Castel Pietra (Calliano)         |
| Castel del Gatto                 | Castello di Monreale             |
| Castel Trauttmansdorff           | Castel Thun                      |
| Castel Verruca                   | Castel Pergine                   |
| Castel Rubein                    | Castel Telvana                   |
| Castel Coira                     | Castellalto                      |
| Castel Tasso                     | Castelfondo                      |
| Castel Boymont                   | Castel Corno                     |
| Castelfeder                      | Castel Ivano                     |
| Castel Trostburg                 | Castel Selva                     |
| Castel Giovo                     | Castello di Tenno                |
| Castello di Salorno              | Castel Valer                     |
| Castel d'Enna                    | Castel Nanno                     |
| Castelfeder                      | Castel Bragher                   |
| Castel Englar                    | Castel Belasi                    |
| Castel Firmiano                  | Castel Malgolo                   |
| Castel Juval                     | Castel Coredo                    |
| Castel Mareccio                  | Castel Cles                      |
| Castello di Castelbello          | Castel Firmian                   |
| Castel Varco                     | Castel Belfort                   |
| Castel Rametz                    | Castello di Castelfondo          |
|                                  | Castel Caldes                    |
|                                  | Castel Madruzzo                  |
|                                  | Castel Noarna                    |
|                                  | Castello di Stenico              |
|                                  | Castello di San Michele (Ossana) |
|                                  | Castello di Drena                |
|                                  | Castel Casez                     |

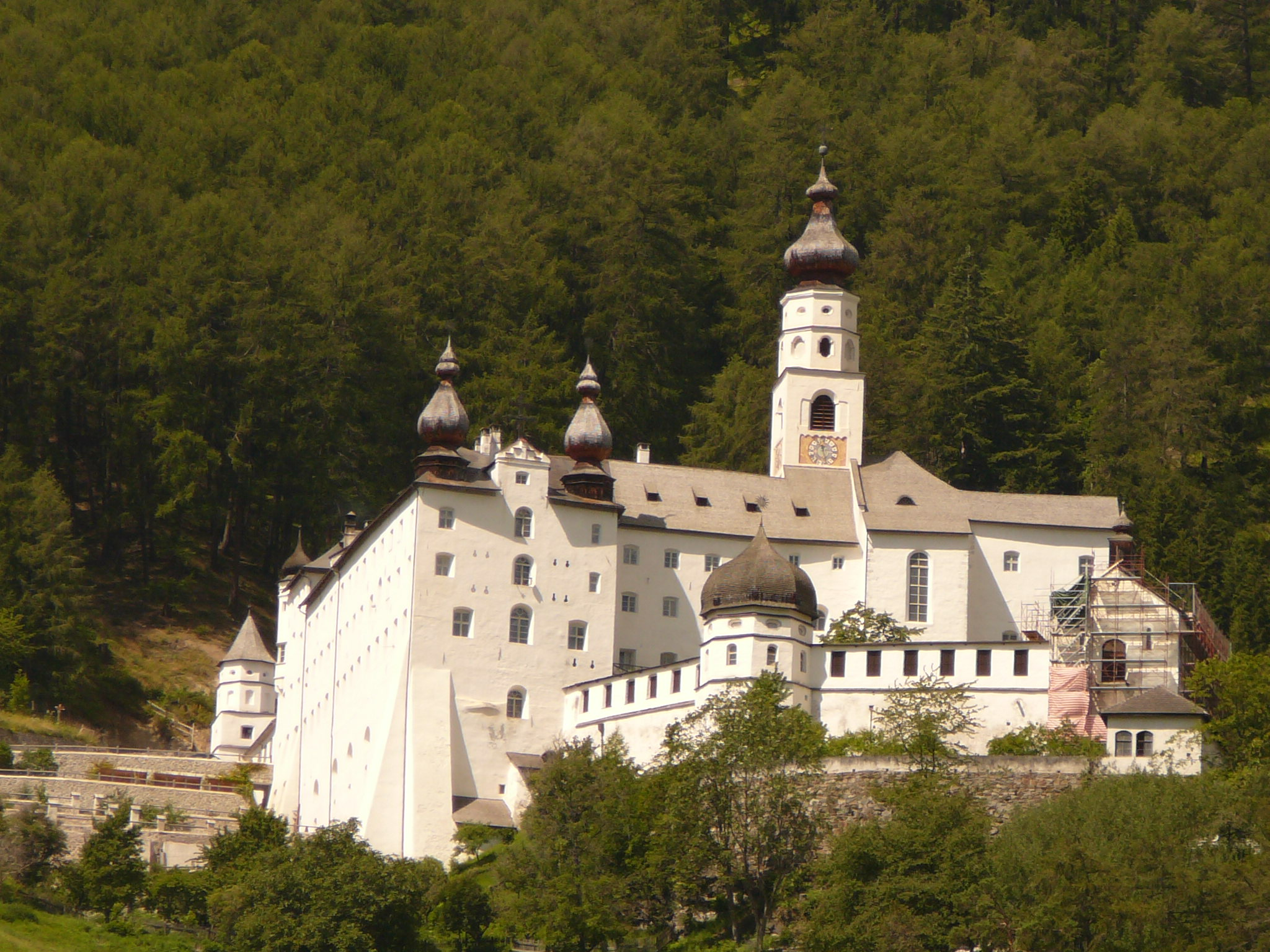
L'abbazia di Monte Maria, presso Burgusio di Malles

Durante l'impero austro-ungarico furono costruite diverse fortificazioni, tra cui il forte di Fortezza (dove secondo la leggenda i nazisti avrebbero nascosto un'ingente quantità di oro, mai ritrovato).
Oltre a castelli e fortezze, in Trentino-Alto Adige si trovano diverse chiese, abbazie e monasteri, tra cui spiccano l'abbazia di Monte Maria, l'abbazia di Novacella e il monastero di Sabiona.

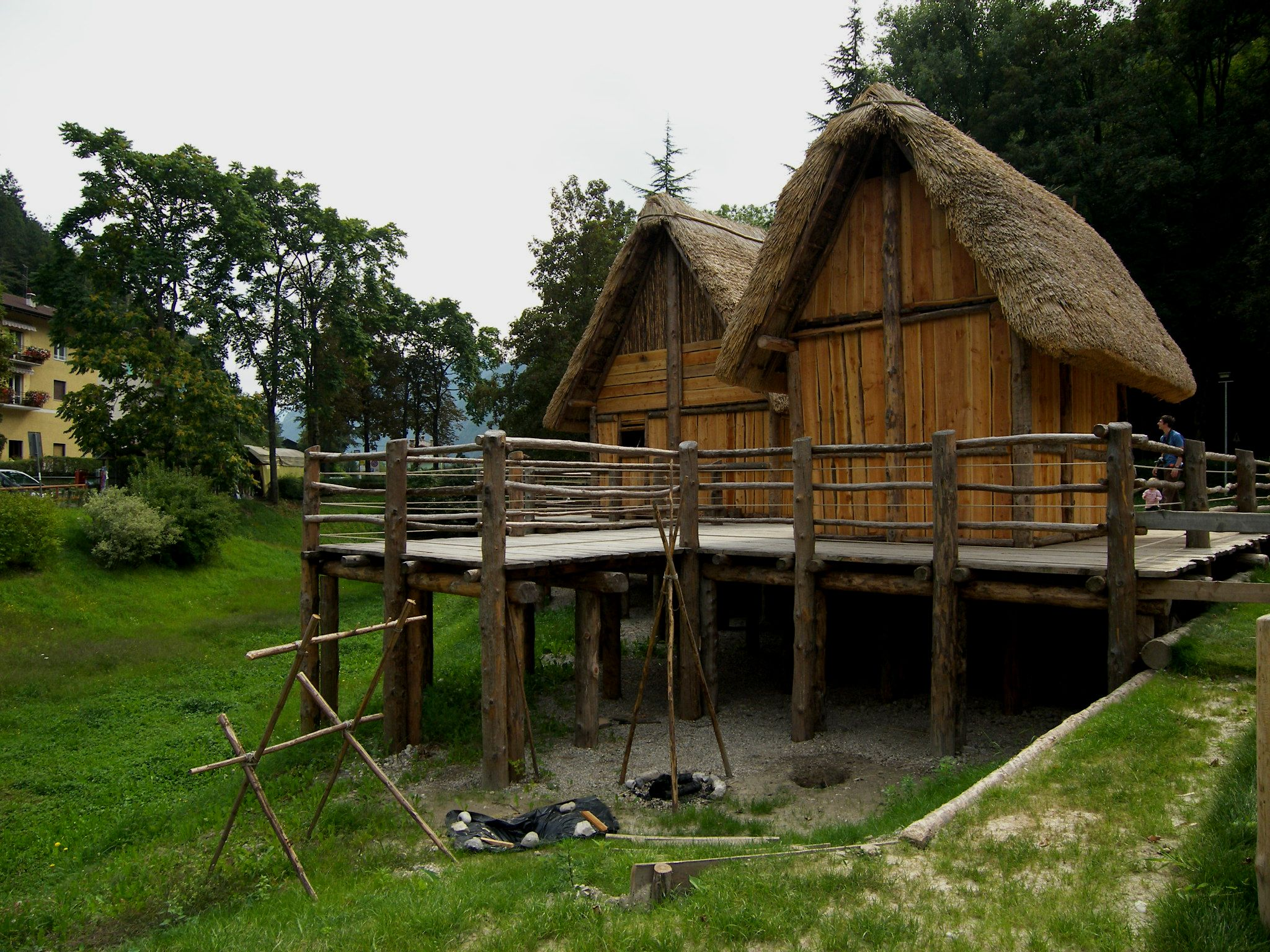
Ricostruzione delle palafitte dell'età del bronzo presso il lago di Ledro

La regione, inoltre, è nota per i suoi molteplici siti palafitticoli dichiarati dall'UNESCO patrimonio dell'umanità.

## Toponimi

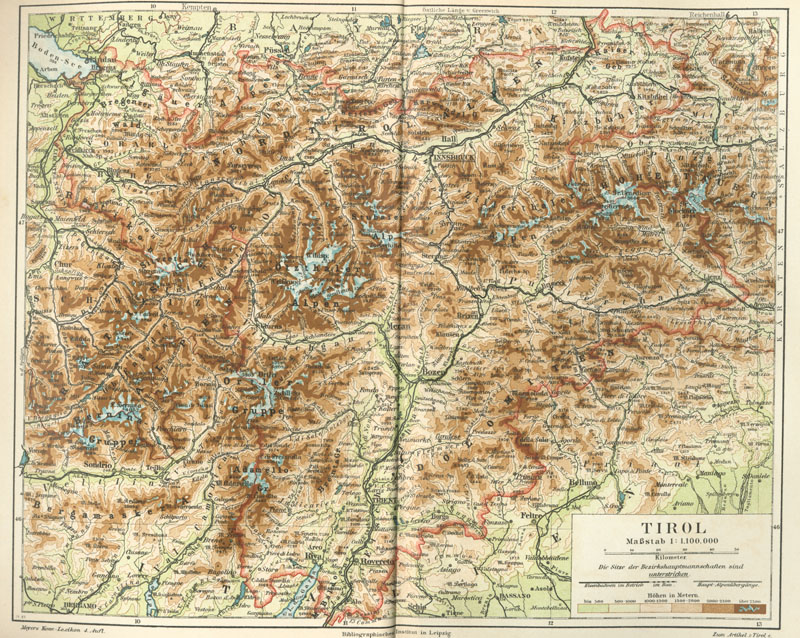
Mappa del Tirolo storico

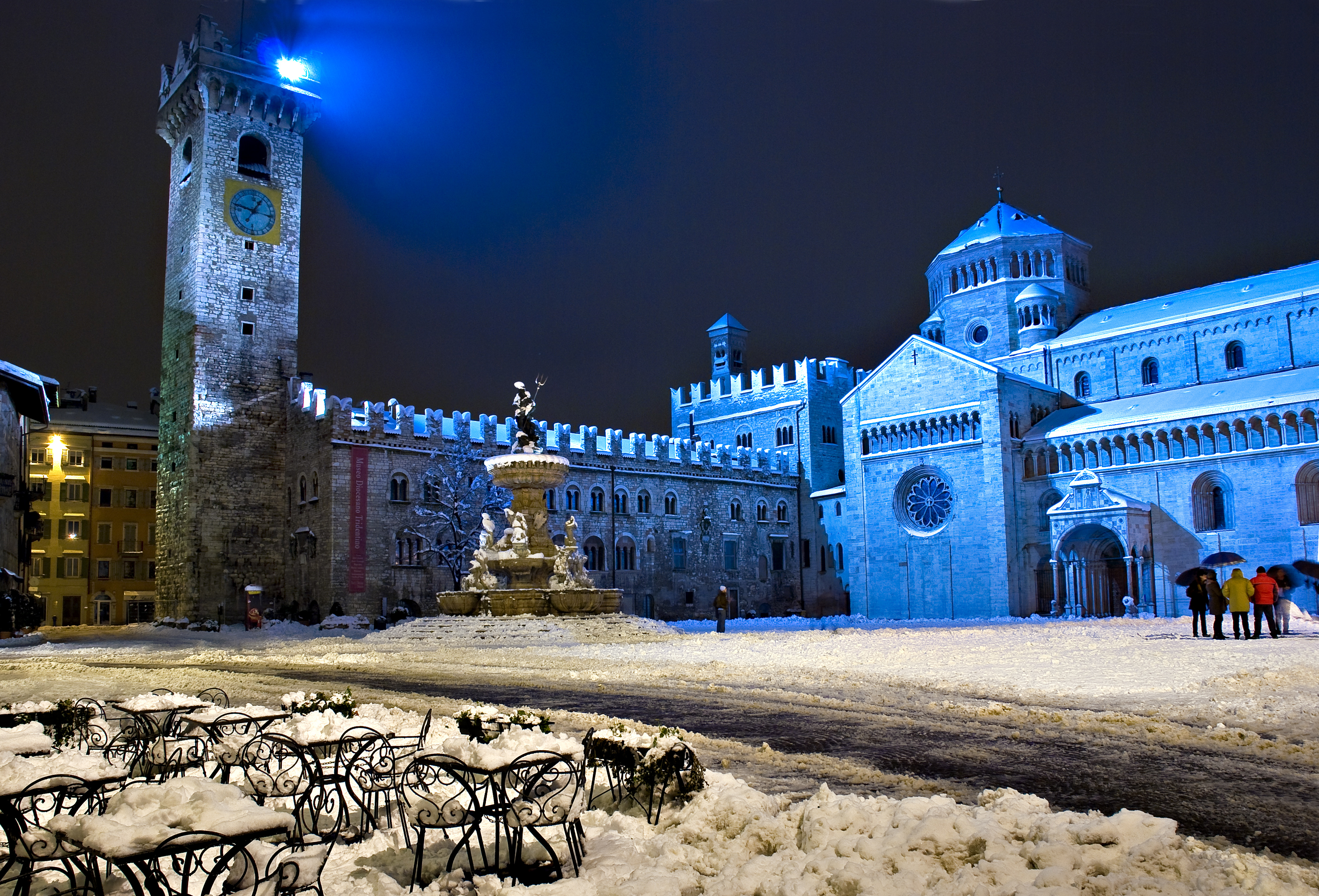
Piazza del Duomo di Trento

Lo Statuto speciale per il Trentino-Alto Adige del 1948 denominava ufficialmente la regione solo in lingua italiana utilizzando il toponimo tedesco "Tiroler Etschland" ("Terra Tirolese dell'Adige") per la traduzione in lingua tedesca dello statuto. Con le modifiche dello statuto speciale entrate in vigore nel 1972 il nome ufficiale della regione è "Trentino-Alto Adige" in italiano e "Trentino-Südtirol" in tedesco; talvolta viene riportata la dicitura bilingue "Trentino-Alto Adige/Südtirol". La legge di modifica costituzionale n. 3 del 18 ottobre 2001 ha inserito la dizione bilingue nell'articolo 116 della Costituzione italiana, mantenendo "Trentino-Alto Adige" nell'articolo 131.
Per definire gli abitanti e ciò che attiene alla provincia di Trento si usa il termine "trentino" (o "tridentino" se riferito alla storia o alla Chiesa, p. es. "il Concilio Tridentino"), per gli abitanti e ciò che è riferito alla provincia di Bolzano si usa "altoatesino" o "sudtirolese", quest'ultimo generalmente per riferirsi alla componente di madrelingua tedesca o ladina.
Il nome "Trentino" deriva da Tridentum (nome romano di Trento) per via dei tre colli (Monte Verruca o Doss Trento, Dosso Sant'Agata e Dosso di San Rocco) che circondano il capoluogo.
In realtà il nome sembrerebbe essere anche più antico e di origine retica. Il toponimo deriva infatti da trent, ovvero "triforcazione" (dovuta al letto irregolare del fiume Adige). Durante il Risorgimento il linguista Graziadio Isaia Ascoli coniò il toponimo Venezia Tridentina proprio sulla tradizione latina per indicare il territorio dell'odierno Trentino-Alto Adige, all'epoca ancora sotto dominazione austriaca. La denominazione fu usata durante il Regno d'Italia per designare l'insieme delle nuove province di Trento e Bolzano, ma decadde nell'uso dopo la seconda guerra mondiale, quando la costituzione italiana introdusse le regioni.
Il toponimo "Alto Adige" deriva dallo storico e omonimo dipartimento dell'Alto Adige, suddivisione di epoca napoleonica del Regno d'Italia che aveva come capoluogo Trento e corrispondeva grosso modo all'attuale Trentino e alla parte meridionale dell'odierno Alto Adige.
Il termine "Tirolo" deriva invece dal borgo e castello di Tirolo (oggi comune presso Merano), che fu a lungo sede della Contea del Tirolo. L'identità "tirolese" era quindi espressa naturalmente dagli abitanti senza implicare niente di linguistico o politico (si veda, per esempio, il caso del prelato Cristoforo Migazzi, cardinale, vescovo in Ungheria e arcivescovo a Vienna, trentino di lingua "romanza", ovvero italiana, che si autodefiniva "tirolese"). Con le guerre napoleoniche e le temperie nazionalistiche abbattutesi anche nella regione, i toponimi incominciarono ad assumere un valore di rivendicazione etnica e politica. La parola Tirolo si tinse di una "germanicità monocolore" che in precedenza non aveva avuto e gli italiani sentirono il bisogno di creare nuove forme di autodefinizione territoriale.
Durante la dominazione asburgica il territorio dell'odierno Alto Adige era conosciuto come Mitteltirol, cioè Tirolo centrale, o Deutschsüdtirol, mentre con Südtirol si designava propriamente l'odierno Trentino, detto anche Welschtirol o Welsch-Südtirol dai tedeschi. Con Südtirol si designava anche l'intera regione Trentino-Alto Adige.

## Società

### Evoluzione demografica

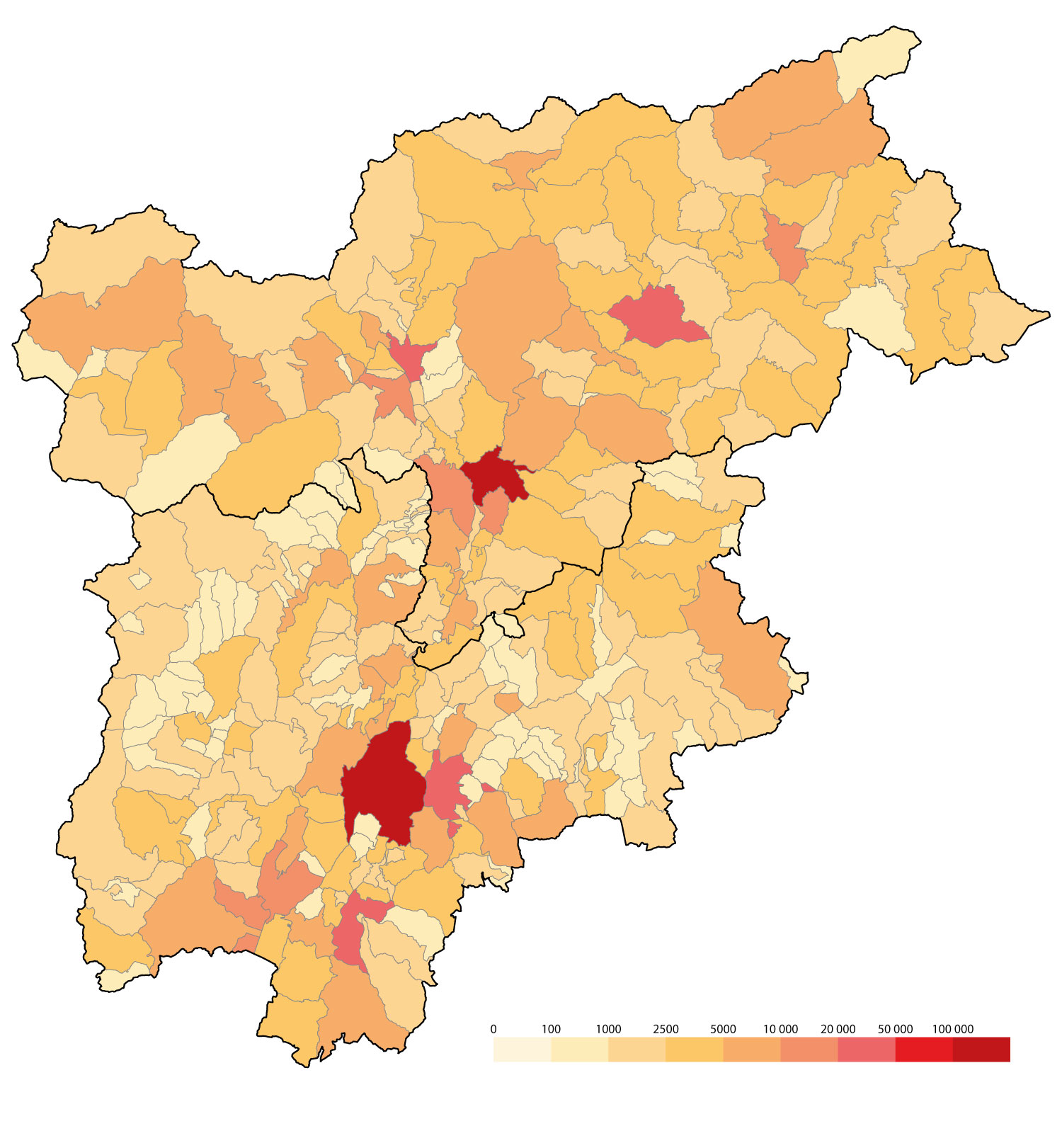
Popolazione (2020)
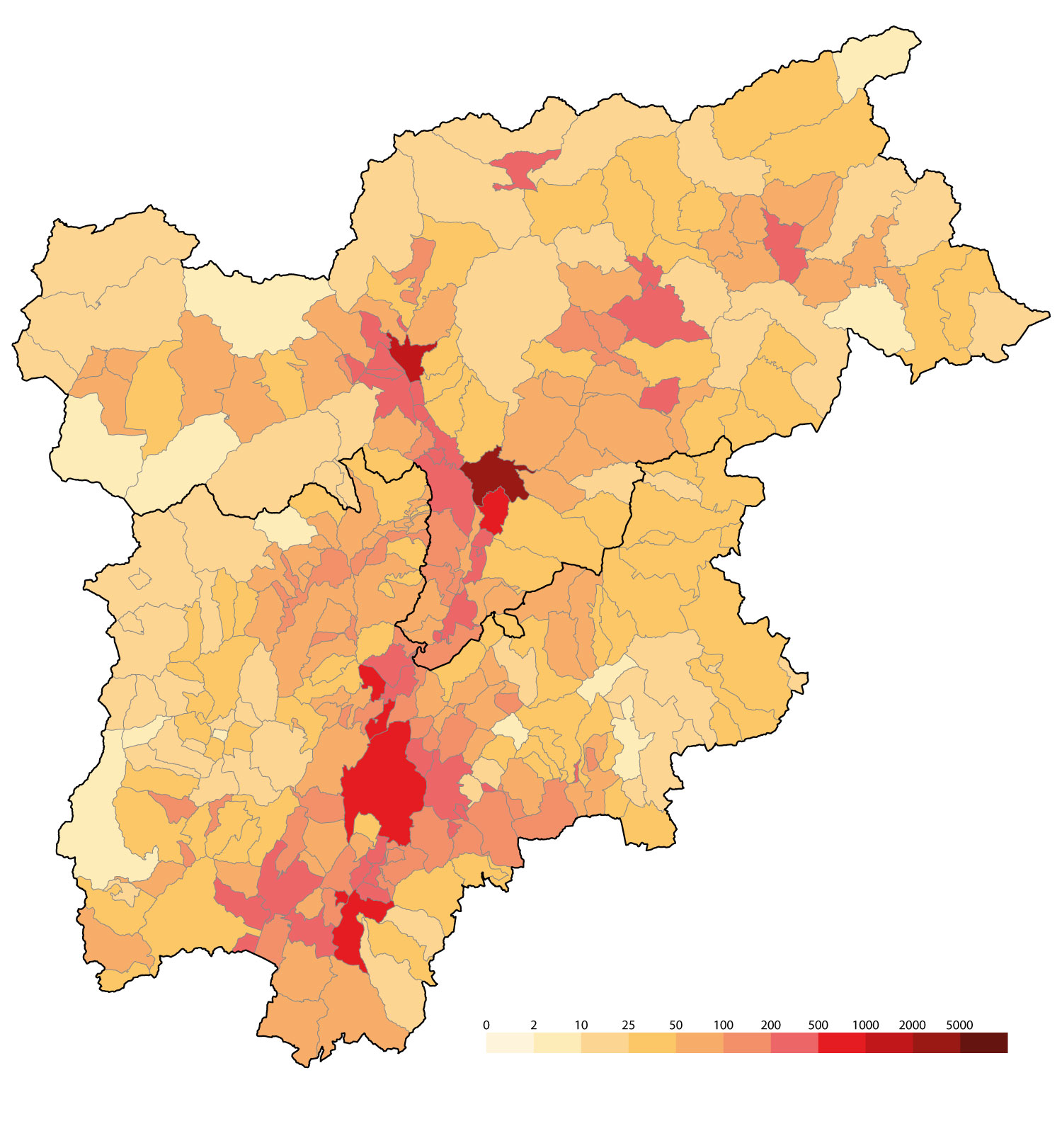
Densità (2020)
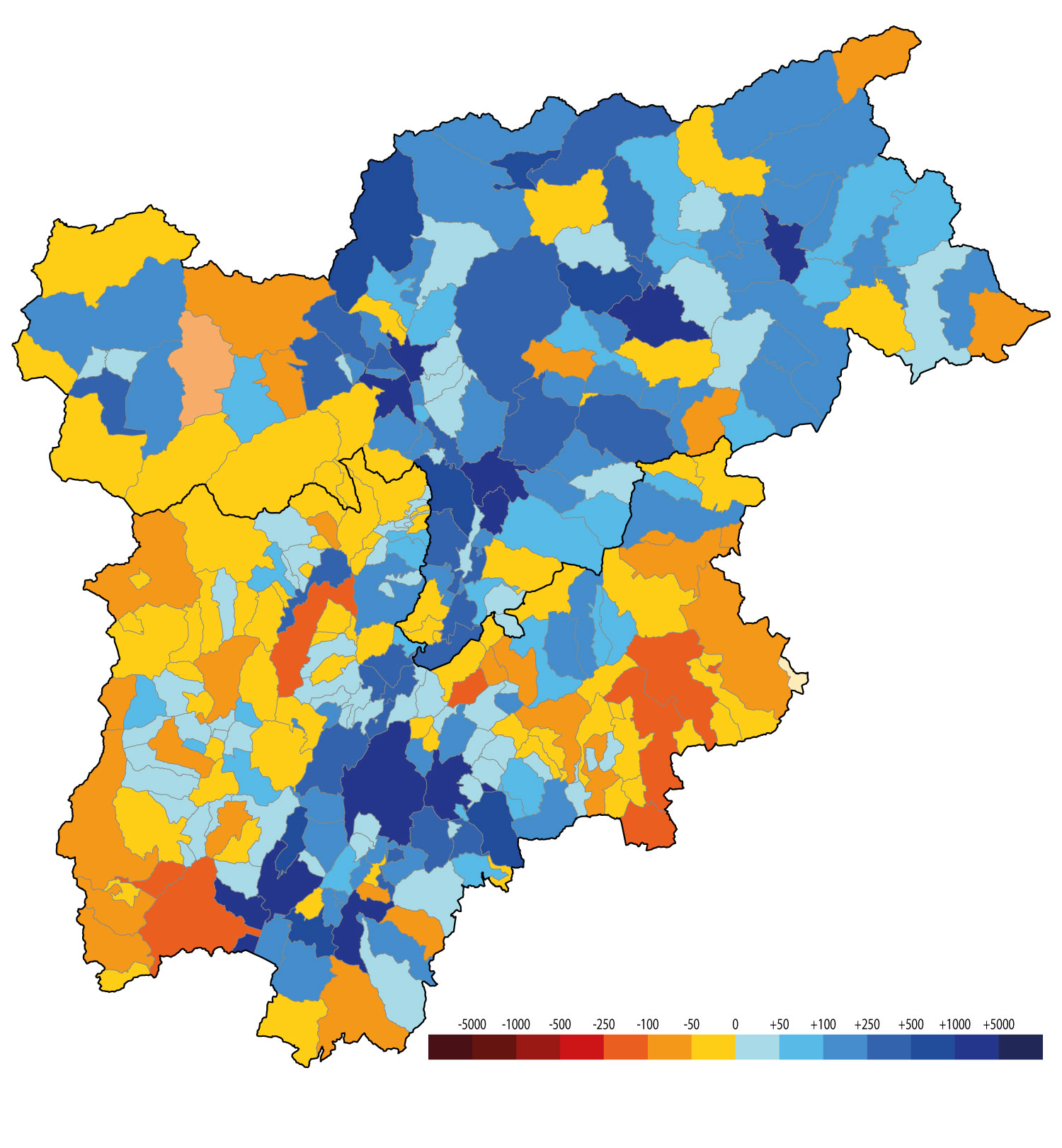
Andamento della popolazione (2011-2020)

Nel 2009 i nati sono stati 10 588 (10,3‰, il secondo più alto indice regionale d'Italia), i morti 8 421 (8,4‰) con un incremento naturale di 2 167 unità rispetto al 2008 (1,9‰). Le famiglie contano in media 2,4 componenti.

### Comuni più popolati
Il Trentino-Alto Adige comprende 282 comuni (166 in provincia di Trento e 116 in provincia di Bolzano). Di seguito sono elencati i comuni con popolazione superiore alle 10 000 unità, ordinati per numero di abitanti:
| Pos. | Stemma | Comune di                     | Popolazione (ab) | Superficie (km²) | Densità (ab/km²) | Altitudine (m s.l.m.) | Provincia autonoma |
| ---- | ------ | ----------------------------- | ---------------- | ---------------- | ---------------- | --------------------- | ------------------ |
| 1º   |        | Trento                        | 119 013          | 157,54           | 755              | 194                   | TN                 |
| 2º   |        | Bolzano                       | 106 437          | 51,97            | 2 051            | 262                   | BZ                 |
| 3º   |        | Merano                        | 41 501           | 26,30            | 1 574            | 325                   | BZ                 |
| 4º   |        | Rovereto                      | 40 396           | 51,87            | 772              | 204                   | TN                 |
| 5º   |        | Bressanone                    | 23 114           | 84,91            | 271              | 559                   | BZ                 |
| 6º   |        | Pergine Valsugana             | 21 611           | 54,05            | 401              | 482                   | TN                 |
| 7º   |        | Laives                        | 18 711           | 24,53            | 751              | 255                   | BZ                 |
| 8º   |        | Riva del Garda                | 17 778           | 40,73            | 438              | 73                    | TN                 |
| 9º   |        | Arco                          | 17 674           | 63,32            | 281              | 91                    | TN                 |
| 10º  |        | Brunico                       | 17 166           | 44,96            | 381              | 838                   | BZ                 |
| 11º  |        | Appiano sulla Strada del Vino | 14 972           | 58,20            | 257              | 416                   | BZ                 |
| 12º  |        | Lana                          | 12 729           | 36,01            | 348              | 310                   | BZ                 |
| 13º  |        | Mori                          | 10 272           | 33,25            | 307              | 204                   | TN                 |

### Minoranze linguistiche

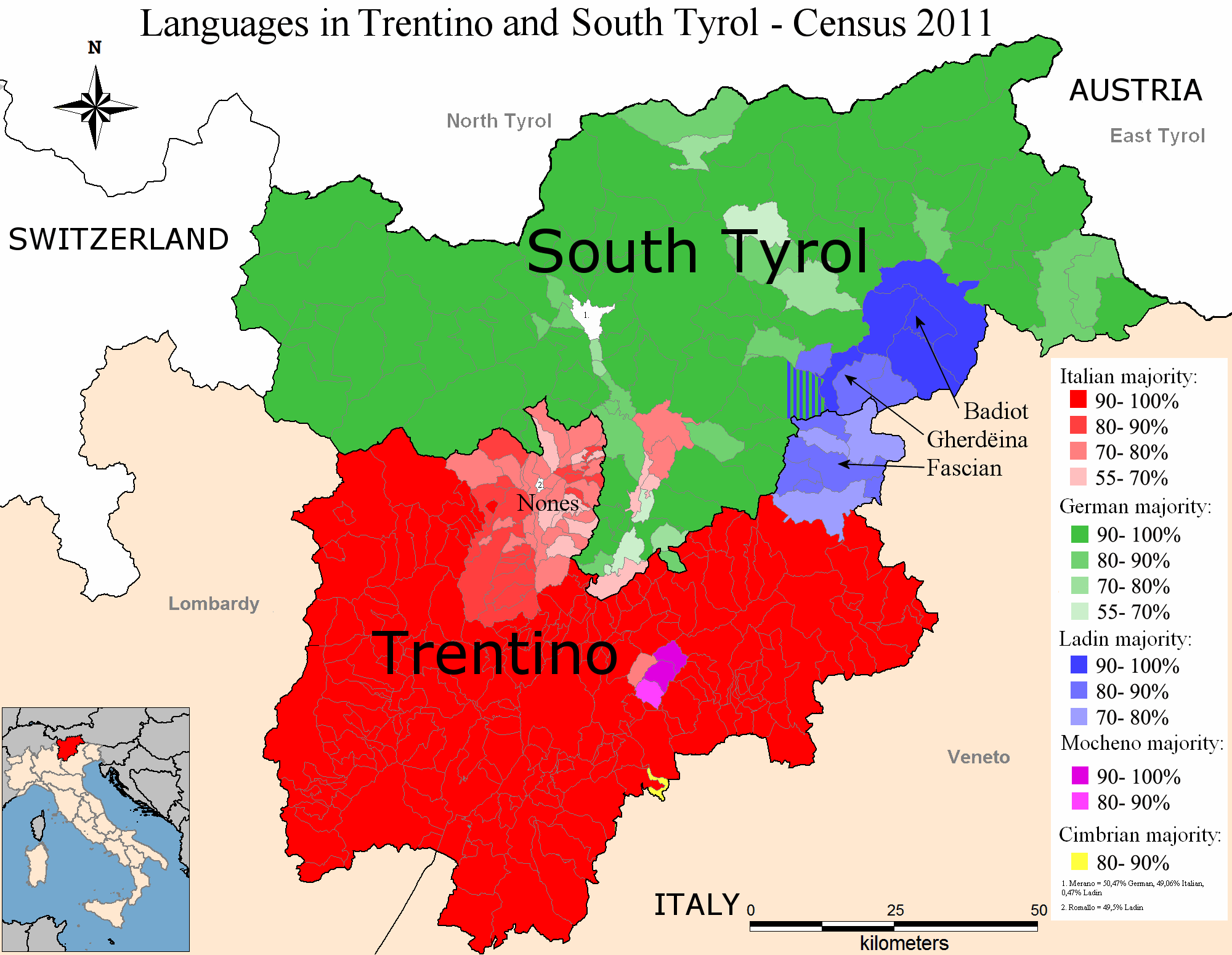
Censimento linguistico 2011

Il Trentino è quasi completamente italofono o parla dialetti trentini, con comunità storiche germanofone: mocheni nell'alta valle del Fersina, detta anche valle dei Mocheni o Bersntol, e cimbri, questi ultimi concentrati nel comune di Luserna, ma presenti in alcuni comuni vicini delle province di Vicenza e Verona. La lingua cimbra e la lingua mochena godono di particolari tutele. L'Alto Adige è invece a maggioranza germanofona (parlante generalmente il dialetto sudtirolese), con una minoranza italofona, oggi circa al 26%.
In Trentino-Alto Adige è poi presente una minoranza linguistica ladina, parlante il ladino, una lingua retoromanza, parlata anche nel vicino Veneto. Ogni vallata ladina possiede la propria variante linguistica, spesso molto differente dalle altre. Per dare impulso a uno sviluppo linguistico-culturale dell'area si è pensato, attraverso il progetto SPELL, di creare una lingua standard ("ladino standard") sul modello del romancio nel Cantone svizzero dei Grigioni, che riunisca gli aspetti più simili delle varie parlate ladine.
Un corpo linguistico ladino è presente anche nelle parlate delle valli di Non (noneso) e Sole (solandro), sebbene questi dialetti ladini risentano una maggiore influenza delle parlate lombarde e trentine.
In occasione del censimento decennale della popolazione gli abitanti del Trentino-Alto Adige dichiarano la propria appartenenza a uno dei gruppi linguistici riconosciuti dallo statuto di autonomia: italiano, tedesco, ladino, mocheno e cimbro. In Alto Adige il censimento linguistico rileva ai fini della proporzionale etnica.

### La popolazione straniera residente in Trentino-Alto Adige
Al 1º gennaio 2017 i cittadini stranieri residenti in regione sono 93.250. I gruppi più numerosi sono quelli di:
- Albania 13.243 14,2%
- Romania 11.111 11,9%
- Pakistan 7.266 7,79%
- Marocco 5.892 6,32%
- Germania 4.951 5,31%

Al 1º gennaio 2018 risiedono in Trentino 46.929 stranieri, 473 unità in più rispetto al 1º gennaio 2017 (con un incremento relativo dell’1,0%). Gli stranieri costituiscono l’8,7% della popolazione residente totale, un livello analogo alla media nazionale. In Italia, infatti, gli stranieri sono l'8,6% della popolazione residente, mentre nella provincia di Bolzano sono il 9,1% e nella ripartizione Nord-Est il 10,5%.

### Religione

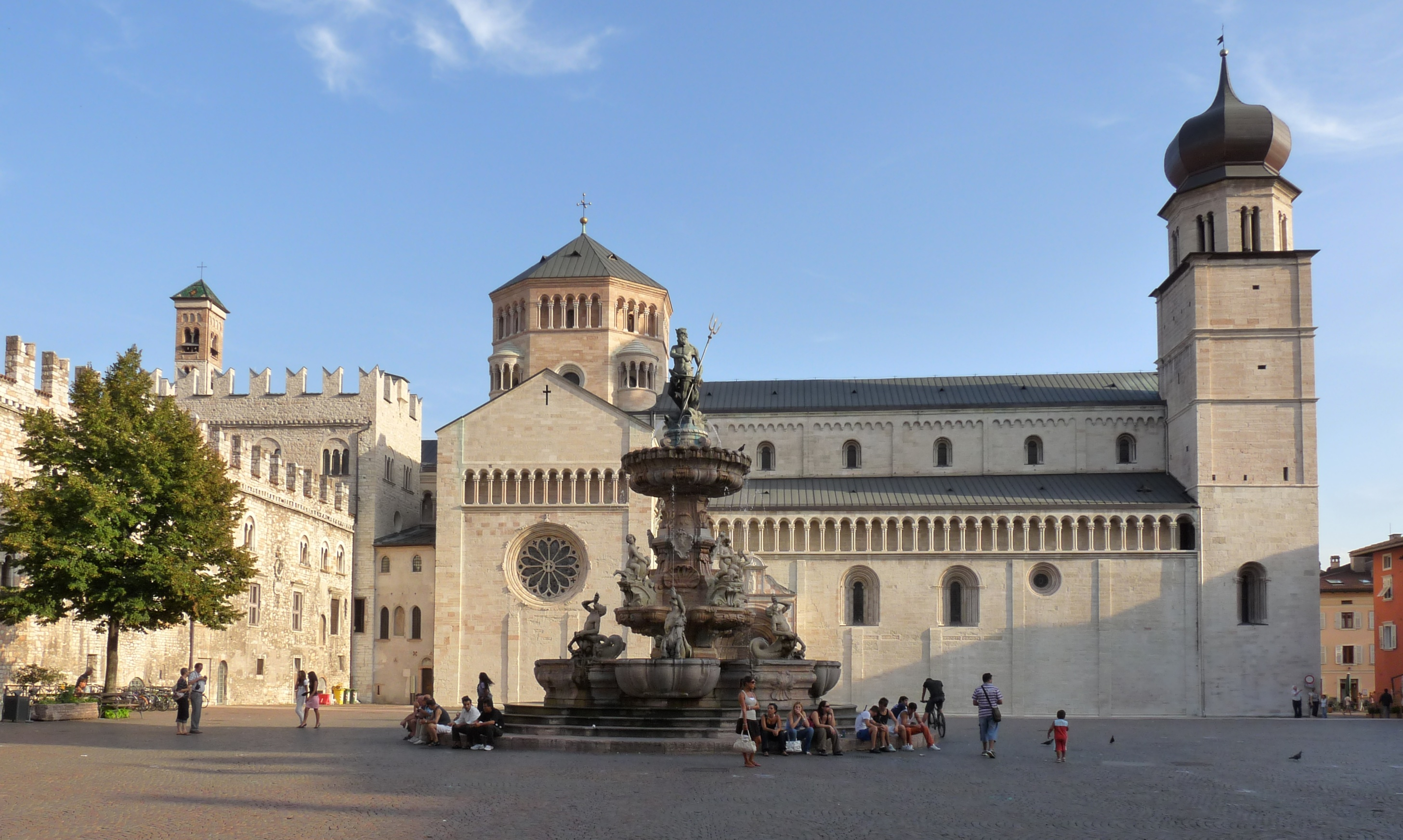
Lato settentrionale della cattedrale di San Vigilio a Trento, con la fontana del Nettuno

La maggioranza della popolazione è di religione cristiana cattolica. In Alto Adige i servizi religiosi vengono offerti in lingua tedesca per la popolazione germanofona. Le stesse parrocchie altoatesine sono o di lingua italiana o di lingua tedesca (talune sono bilingui).
Dall'emanazione della costituzione apostolica di Papa Paolo VI del 6 luglio 1964 Tridentinae et aliarum i confini delle diocesi corrispondono a quelli delle due province. Precedentemente parti dell'Alto Adige rientravano nell'arcidiocesi di Trento. L'arcidiocesi di Trento è una sede metropolitana della Chiesa cattolica appartenente alla regione ecclesiastica Triveneto e viene retta dal 10 febbraio 2016 da Lauro Tisi. La diocesi di Bolzano-Bressanone è suffraganea dell'arcidiocesi tridentina: dal 27 luglio 2011 viene guidata da Ivo Muser.
In seguito all'immigrazione dall'estero si sono diffuse in Trentino-Alto Adige altre fedi, specialmente la religione islamica e il cristianesimo ortodosso, ma anche l'induismo e il buddismo-scintoismo.

## Amministrazione

### Suddivisione amministrativa
La regione Trentino-Alto Adige ai sensi dell'art. 116 della Costituzione è costituita (dunque formata e non semplicemente suddivisa) dalla provincia autonoma di Trento e la provincia autonoma di Bolzano.
Esistono poi ulteriori enti territoriali locali che formano il livello istituzionale intermedio fra i comuni e la rispettiva provincia. Il Trentino è così a sua volta suddiviso in 15 comunità di valle e nel territorio della Val d'Adige, mentre in Alto Adige sono state istituite 7 comunità comprensoriali.
| Stemma | Provincia                     | Sigla | Mappa | Comuni | Abitanti (31/3/2025) | Superficie (km²) | Sede | Sito Istituzionale  |
| ------ | ----------------------------- | ----- | ----- | ------ | -------------------- | ---------------- | ---- | ------------------- |
|        | Provincia autonoma di Trento  | TN    |       | 166    | 547 107              | 6 206,90         |      | Sito ufficiale      |
|        | Provincia autonoma di Bolzano | BZ    |       | 116    | 539 699              | 7 399,97         |      | Sito ufficiale      |
|        | Trentino-Alto Adige           |       |       | 282    | 1 086 806            | 13 606,87        |      | Trentino-Alto Adige |

### Autonomia amministrativa
Il Trentino-Alto Adige è una regione a statuto speciale. Le sue due province, la provincia autonoma di Trento (Trentino) e la provincia autonoma di Bolzano (Alto Adige) sono le uniche province italiane che godono di uno statuto di autonomia. Le due autonomie provinciali sono molto ampie e di fatto contano più della regione stessa: specifiche norme, basate sul titolo V della Costituzione (anche prima delle modifiche del 2001), prevedono che vengano trattate alla stregua di regioni, tant'è che partecipano anche alla Conferenza Stato-Regioni, la cui denominazione ufficiale è, per l'appunto, Conferenza permanente per i rapporti tra lo Stato, le Regioni e le province autonome di Trento e Bolzano. Dallo Stato Italiano le due province autonome sono dunque considerate alla stregua di regioni. Inoltre il governo intrattiene rapporti separati con le due province: in regione infatti vi sono due Commissariati del Governo, uno a Bolzano per l'Alto Adige e uno a Trento per il Trentino.
Alle province viene assegnata una serie di competenze legislative e amministrative, che si suddividono tra primarie e secondarie rispetto a quelle esercitate dallo Stato. Negli ambiti di competenza primaria le province possono promulgare leggi indipendentemente dalle normative nazionali:
- Cultura
- Apprendistato
- Scuole materne
- Sociale
- Strade
- Edilizia abitativa
- Trasporti pubblici
- Turismo
- Artigianato
- Commercio
- Industria
- Agricoltura
- Protezione civile
- Parchi naturali.

Nei settori di competenza secondaria le province devono attenersi ai principi contenuti nelle leggi statali. In sostanza le norme provinciali possono regolare solamente i dettagli di alcune materie:
- Scuole
- Sanità
- Sport.

Immigrazione, difesa, polizia, giustizia e finanze rimangono prerogative dello Stato.

### Autonomia fiscale
Lo statuto speciale del Trentino-Alto Adige garantisce una particolare forma di autonomia alle due province autonome anche sotto il profilo fiscale. Le province trattengono per sé il 90% della maggior parte dei tributi dovuti dai contribuenti residenti per poter finanziare le numerose competenze legislative e amministrative che (a differenza delle altre Regioni ordinarie) non vengono esercitate o finanziate dallo Stato (il sistema dell'istruzione, dalla scuola materna all'università, il settore sanitario e quello sociale, la gestione dell'intera rete delle strade statali e provinciali).
Grazie a questa forte autonomia fiscale, il Trentino-Alto Adige con circa un milione di abitanti dispone di un budget considerevole, considerando anche il fatto che la "fedeltà fiscale" è molto alta, per quanto riguarda il pagamento delle imposte gli abitanti del Trentino A.A. risultano spesso tra i più virtuosi.
I calcoli dei residui fiscali collocano il Trentino-Alto Adige tra le regioni in attivo, che danno di più allo Stato centrale (in termini di imposte, tasse e contributi) di quanto ricevono sotto forma di trasferimenti o servizi pubblici statali.

### Organi della Regione
Il potere esecutivo spetta alla giunta e al presidente della Regione, mentre quello legislativo al consiglio regionale.

#### Presidente della Regione

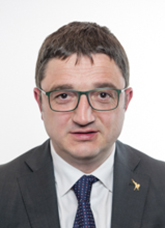
Maurizio Fugatti, attuale vicepresidente della regione

Il "Presidente della Regione Autonoma Trentino-Alto Adige" (in tedesco Landeshauptmann der Autonomen Region Trentino-Südtirol) non è eletto direttamente dai cittadini elettori ma dal consiglio regionale.
Un accordo fra i presidenti delle due province ha istituito il sistema della "presidenza regionale a rotazione": la regione ha pertanto nel corso di una legislatura due presidenti, che sono in pratica i presidenti stessi delle due province autonome. Lo stesso sistema di rotazione vale anche per la presidenza del consiglio regionale.
La carica di Presidente viene ricoperta da novembre 2023 da Arno Kompatscher della Sudtiroler Volkspartei succeduto a Maurizio Fugatti della (Lega Nord) che ora ricopre la carica di vicepresidente. Dal 1949 al 1999 tutti i presidenti sono stati espressi dalla Democrazia Cristiana trentina. Il primo presidente di lingua tedesca è stato Luis Durnwalder della Südtiroler Volkspartei.

#### Giunta Regionale
La giunta regionale (in tedesco Regionalregierung) è presieduta dal presidente della regione ed è composta da assessori (solitamente 5).
L'attuale Giunta regionale, presieduta da Arno Kompatscher è formata da cinque membri (uno di lingua tedesca, tre di lingua italiana ed uno di lingua ladina)

#### Consiglio regionale
Il Consiglio regionale (in tedesco Regionalrat) del Trentino-Alto Adige è l'organo legislativo della Regione autonoma. È composto da 70 membri, 35 trentini e 35 altoatesini e viene formato dall'unione del Consiglio della provincia autonoma di Trento e di Bolzano, per cui i consiglieri regionali sono eletti separatamente nelle due province, con un sistema proporzionale puro in Alto Adige e un sistema proporzionale con premio di maggioranza in Trentino. Prima della riforma del sistema elettorale del 2001 vi era un unico sistema di partiti per la regione. Dopo la riforma le due province possono avere dei partiti regionali ben distinti e separati e delle elezioni svolte in date separate (come accaduto alle elezioni provinciali del 2008).
Per l'esercizio del diritto elettorale attivo alle elezioni dei Consigli provinciali è richiesto il requisito della residenza nel territorio regionale per un periodo ininterrotto di quattro anni in Alto Adige e di un anno in Trentino, ai sensi dell'articolo 25 dello Statuto speciale.

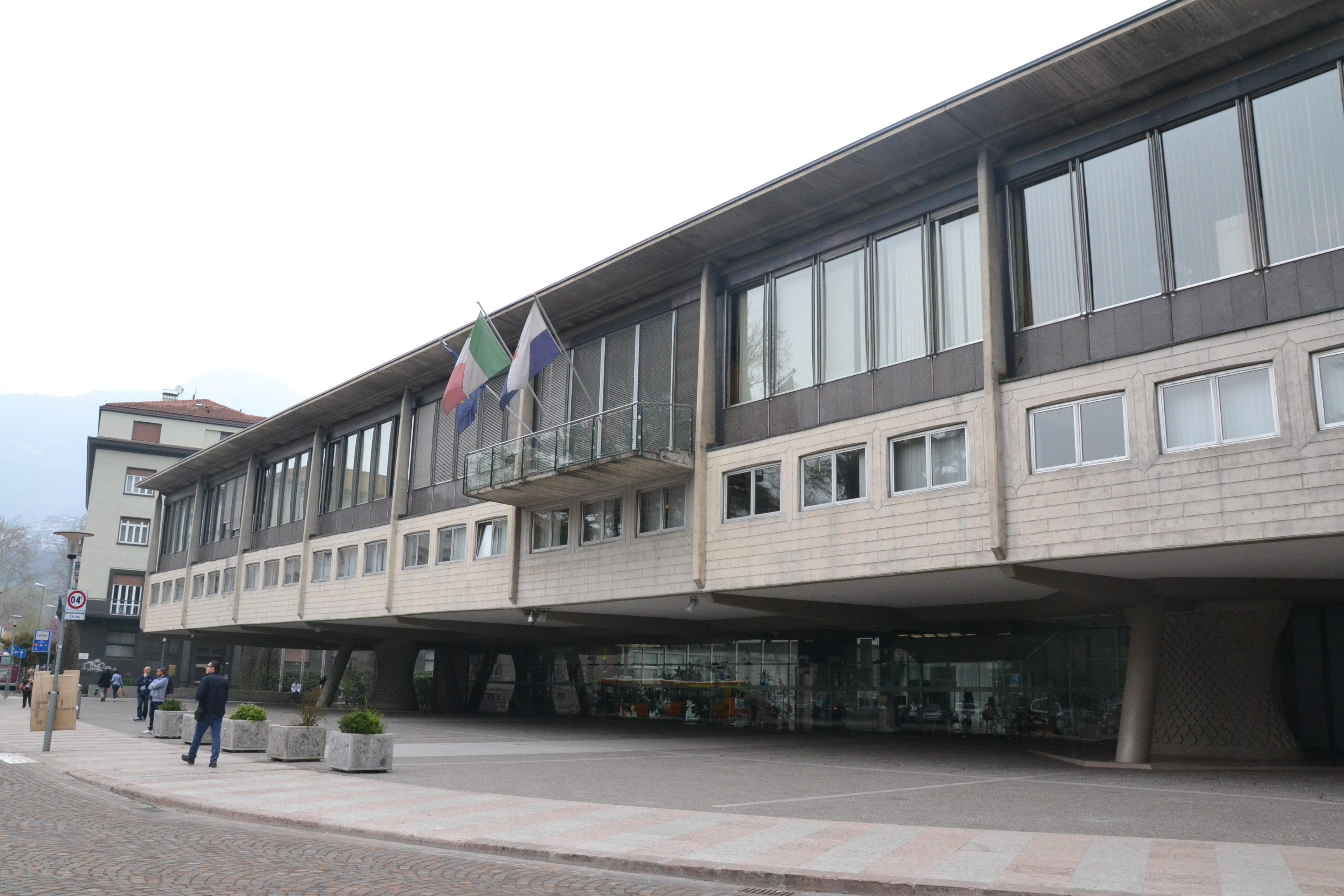
Palazzo della regione, sede del Consiglio regionale

Il Consiglio Regionale del Trentino - Alto Adige è semplicemente la somma dei consigli provinciali delle due province autonome di Trento e di Bolzano.
Dopo le elezioni del 2023 il consiglio regionale risulta così determinato:
| Gruppi consiliari | Gruppi consiliari                                     | Seggi |
| ----------------- | ----------------------------------------------------- | ----- |
|                   | SVP - Südtiroler Volkspartei                          | 14    |
|                   | Lega Trentino Alto Adige - Südtirol                   | 7     |
|                   | Team K                                                | 4     |
|                   | Partito Democratico                                   | 8     |
|                   | Partito Autonomista Trentino Tirolese - Fassa         | 4     |
|                   | La Civica                                             | 2     |
|                   | Grüne Fraktion - Gruppo verde - Grupa vërda           | 4     |
|                   | JWA Wirth Anderlan + VITA                             | 3     |
|                   | La Civica Alto Adige/Südtirol – Agire per il Trentino | 2     |
|                   | Noi Trentino per Fugatti Presidente                   | 4     |
|                   | Fratelli d'Italia                                     | 6     |
|                   | Süd-Tiroler Freiheit                                  | 4     |
|                   | Campobase                                             | 5     |
|                   | Misto                                                 | 4     |
| TOTALE SEGGI      | TOTALE SEGGI                                          | 70    |

### Capoluogo regionale
Secondo l'articolo 1 dello Statuto speciale il capoluogo della regione è la città di Trento.
L'articolo 27 stabilisce che l'attività del Consiglio regionale si svolge in due sessioni di eguale durata tenute ciascuna ed alternativamente nelle città di Trento e di Bolzano.

## Cooperazione internazionale

### Euroregione Tirolo - Alto Adige - Trentino
La cooperazione tra i governatori della Provincia autonoma di Trento, della Provincia autonoma di Bolzano e dello Stato federato del Tirolo mira anche a rafforzare l'identità culturale comune della regione. I consigli regionali congiunti assieme ad un osservatore del territorio del Vorarlberg sono detti “Dreierlandtag” e si svolgono dal 1991 con l'obiettivo di stipulare accordi comuni di tipo economico, sociale, sanitario, turistico nonché culturale.
Con l'avvento poi dell'Unione Europea e dell'area Schengen, il confine di stato dell'area tirolese è diventato sempre meno divisivo. Nel 2011 la regione europea Tirolo-Alto Adige-Trentino è stata istituzionalizzata sotto forma di Associazione europea di cooperazione territoriale GECT. Il GECT è un'associazione di paesi voluta dall'UE con la quale la cooperazione può essere portata a un livello istituzionale più elevato.
I tre paesi hanno un ufficio di collegamento congiunto a Bruxelles dal 1995.
L'Euregio ora ha sedi che fungono come punti di informazione e coordinamento a Innsbruck, a Bolzano e a Trento.
Nel luglio 2014 gli allora governatori della Provincia di Bolzano Arno Kompatscher, della Provincia di Trento Ugo Rossi e del Land Tirolo Günther Platter hanno invitato a Castel Presule una due giorni per discutere dell'Europa delle regioni. L'obiettivo della regione europea Tirolo-Alto Adige-Trentino è quello di dare vita ad un evento ruolo pionieristico. Per l'evento sono stati reclutati esperti e leader di pensiero rilevanti.
Il GECT ha rivisto i suoi accordi istitutivi nel 2021, ampliando la sua azione per un maggiore coinvolgimento dei cittadini e delle comunità. A fine settembre 2022 si è svolta ad Arco la prima Assemblea dei Cittadini dell'Euregio. I cittadini dei tre territori hanno sviluppato proposte concrete su come l'Euregio Tirolo-Alto Adige-Trentino possa diventare più visibile e tangibile nelle loro comunità e nell'intera area dell'Euregio.
I risultati sono stati presentati ai governatori dell'Euregio nel gennaio 2023 nella Waaghaus.

## Simboli regionali

Gonfalone del Trentino-Alto Adige

La Regione dispone di uno stemma e di un gonfalone ufficiali:
Stemmad'argento inquartato: il primo ed il quarto all'aquila antica di Trento di nero, rostrata e membrata d'oro, contornata da fiamme di rosso uscenti e linguata di rosso fiammeggiante, con le ali caricate da sostegni d'oro con trifogli dello stesso nel contorno alare; il secondo ed il terzo all'aquila antica del Tirolo di rosso, rostrata e membrata d'oro, linguata di rosso, con le ali caricate da sostegni d'oro.
Gonfalonedrappo partito d'azzurro e di bianco caricato dello stemma sopra descritto con l'iscrizione bilingue in oro: Regione Trentino-Alto Adige nel palo d'azzurro e Region Trentino-Südtirol nel palo di bianco. Le parti di metallo e i cordoni saranno dorati. L'asta verticale sarà ricoperta di velluto dei colori del drappo, alternati, con bullette dorate poste a spirale. Nella freccia sarà rappresentato lo stemma della Regione e sul gambo inciso il nome. Cravatta e nastri tricolorati dai colori nazionali frangiati d'oro.

## Economia

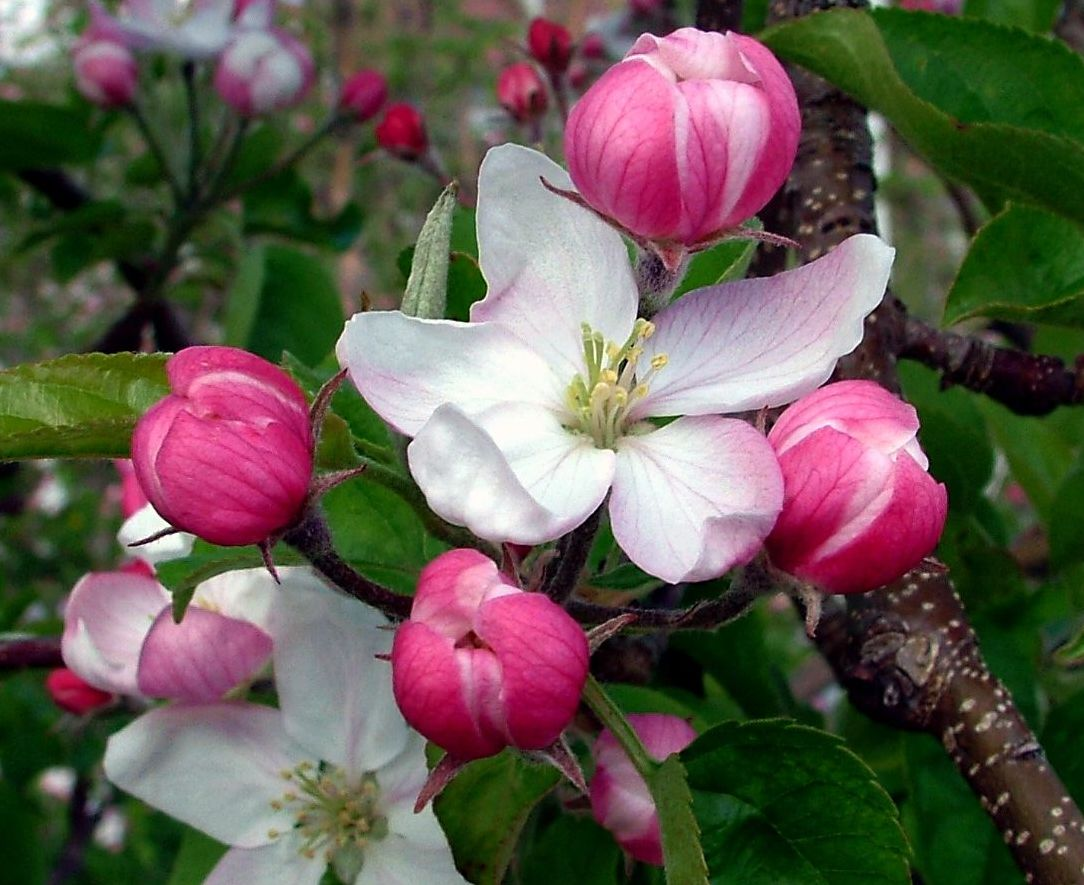
Fiori di melo a Tirolo

Il Trentino-Alto Adige è la terza regione italiana per PIL pro capite con 36639 € (2016), preceduta dalla Valle d'Aosta e dalla Lombardia. Delle due province, quella di Bolzano è la più ricca con un PIL pro capite di 42284 €, contro i 36547 € della provincia di Trento. Il tasso di disoccupazione nel terzo trimestre 2014 ammontava al 4,9%, il più basso d'Italia (5,7% in Trentino e 4,2% in Alto Adige).

### Settore primario
Per via del territorio prevalentemente montano, senza pianure e dove oltre la metà del suolo è improduttiva perché costituita da rocce, ghiacciai, laghi e boschi estesissimi, a cui si aggiunge anche il clima rigido con inverni lunghi e freddi, l'agricoltura non può essere eccessivamente sviluppata. La superficie coltivabile, quindi, si riduce al fondovalle, dove però la fertilità è modesta e irrigare quei pochi terreni agricoli richiede un lavoro costante. Nonostante ciò, però, il settore agricolo è piuttosto rilevante: infatti è un ottimo settore e altamente specializzato, con pochi prodotti ma di qualità ricercata. Questo significa che il Trentino-Alto Adige ha fatto quello che poteva fare per lo sviluppo dell'agricoltura.
Nel campo della frutticoltura il Trentino-Alto Adige detiene il primato produttivo con il 59,3% della produzione nazionale di mele (secondo le stime BMTI, 1338761 tonnellate nel 2008). Anche la viticoltura è sviluppata in regione.
Storicamente significativo anche l'allevamento, in passato uno dei mezzi di sostentamento più importanti nelle vallate alpine. Testimonianza di ciò è la presenza in quasi tutto il territorio regionale di malghe e ricoveri estivi per il bestiame, in parte tuttora utilizzati per la pratica dell'alpeggio. Il settore zootecnico più rilevante è relativo ai bovini da latte, da cui si ricava una grande varietà di prodotti caseari tipici (tra cui il Trentingrana).

### Settore secondario
Le imprese sono concentrate nelle valli (in particolare in Val d'Adige) e sono spesso di piccole-medie dimensioni. Sono attive nei settori tessile, edilizio, della meccanica, del legno e della carta. Molto sviluppata è l'industria alimentare. In particolare l'Alto Adige fa da cerniera con il mondo di lingua tedesca e ospita stabilimenti di imprese in particolare dalla Germania. La regione conta il maggior numero di impianti idroelettrici d'Italia dopo il Piemonte (392 nel 2009) e la maggior produzione di energia idroelettrica dopo la Lombardia (3 112,5 Megawatt nel 2009).

### Settore terziario
Grande importanza riveste il turismo, in particolare invernale, che caratterizza le località sciistiche del Trentino-Alto Adige (tra di esse Plan de Corones e Madonna di Campiglio). Merano e Lèvico Terme sono legate invece al turismo termale. L'offerta museale comprende tra l'altro il museo d'arte moderna e contemporanea di Trento e Rovereto (MART), MUSE - Museo delle Scienze di Trento e il Museo archeologico dell'Alto Adige. Gli arrivi turistici stranieri nel 2013 sono stati 5 299 763 (la regione si colloca al quinto posto in Italia), le presenze straniere 26 039 520 (secondo posto dopo il Veneto).
Anche il settore dell'istruzione e della ricerca è ben sviluppato in Trentino-Alto Adige, con la presenza dell'Università di Trento e della Libera Università di Bolzano. Un ruolo primario nell'economia regionale viene svolto dal settore pubblico, viste le ampie competenze da amministrare e le corrispettive risorse finanziarie da gestire. La regione è anche una delle regioni italiane con il più alto numero di stabilimenti alberghieri in Italia, con ben più di 6.178 strutture con una capacità totale di 651.426 posti letto in hotel o altri stabilimenti.
Il Trentino-Alto Adige è inoltre una delle regioni italiane più all'avanguardia per quanto riguarda l'utilizzo di fonti di energia rinnovabili.

## Infrastrutture e trasporti

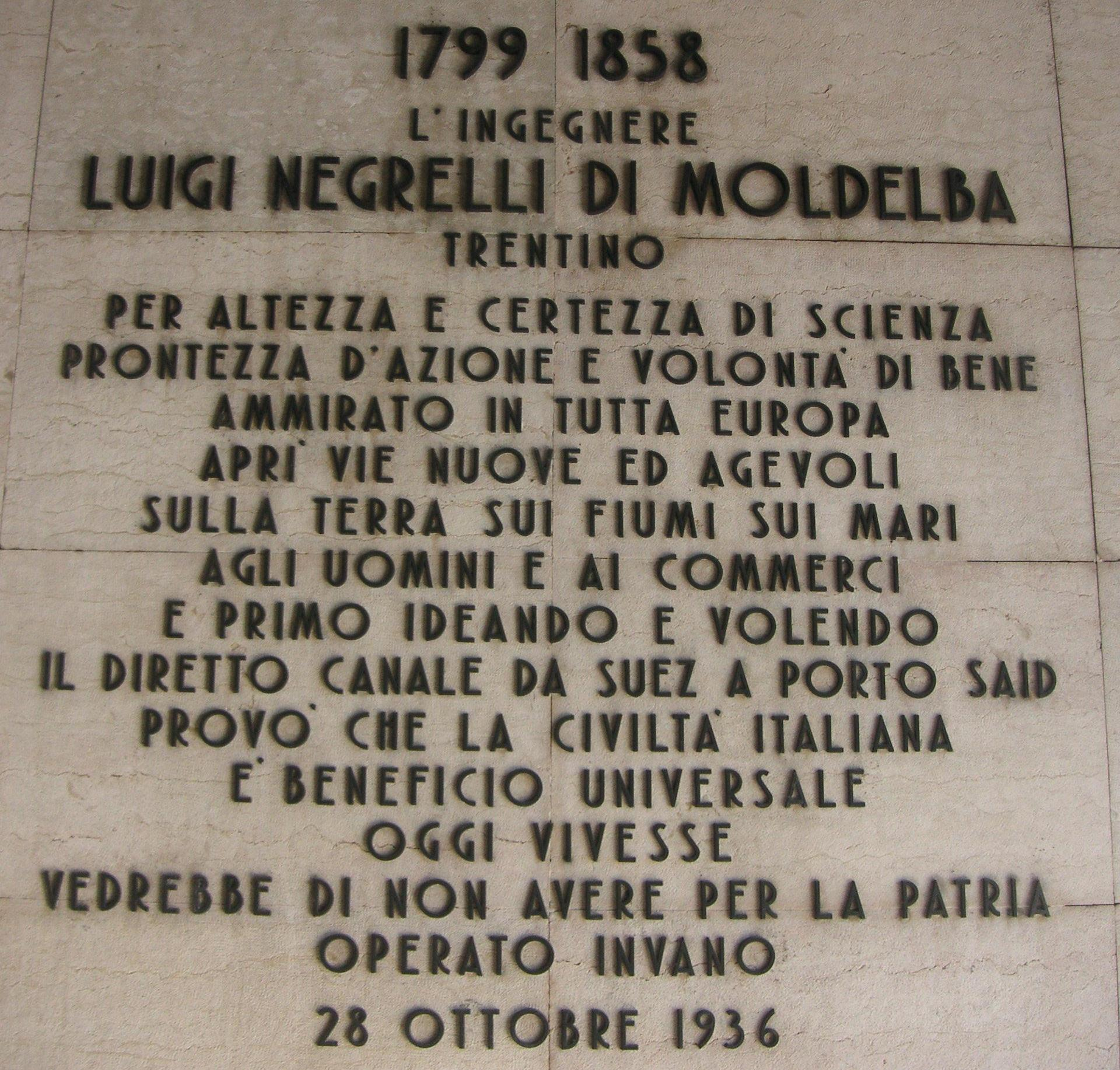
Iscrizione commemorativa di Luigi Negrelli alla Stazione di Trento

Il sistema infrastrutturale del Trentino-Alto Adige consiste in linee ferroviarie, aeroportuali, autostradali, stradali e lacustri.
Il principale asse ferroviario è costituito dalla ferrovia del Brennero, che corre lungo la Valle dell'Adige dal basso Trentino a Bolzano, e da lì percorre la Valle Isarco fino al confine con l'Austria (Passo del Brennero). La ferrovia della Valsugana, la ferrovia Trento-Malé-Mezzana, la ferrovia Bolzano-Merano, la ferrovia della Val Venosta e la ferrovia della Val Pusteria sono linee minori.
Il servizio aeroportuale del Trentino-Alto Adige è formato da 3 aeroporti di piccole dimensioni a Trento, Bolzano e Dobbiaco.
La regione è attraversata un'unica autostrada, ovvero la autostrada A22 del Brennero.
Altre strade importanti di collegamento col Trentino-Alto Adige sono la strada statale 12 dell'Abetone e del Brennero, che corre parallelamente alla A22, la strada statale 38 dello Stelvio che collega Bolzano e Merano e la Strada statale 47 della Valsugana collega Trento con Pergine Valsugana e verso il Veneto.
Riva del Garda è collegata alle altre località del lago di Garda da una regolare linea di battelli.

## Mezzi di informazione

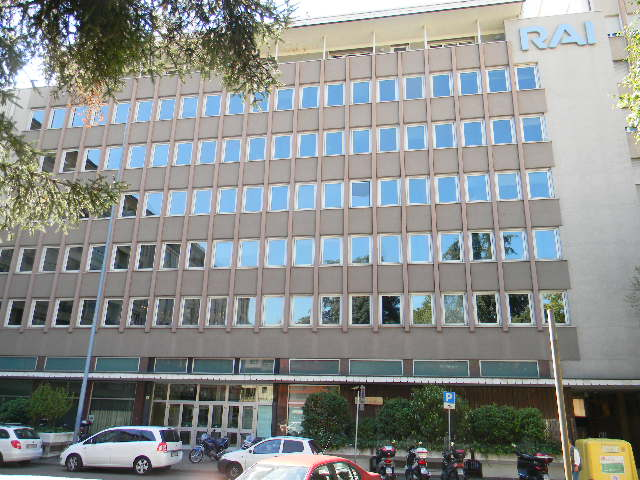
La sede RAI di Bolzano

L'Adige è il quotidiano regionale del Trentino-Alto Adige ma è diffuso principalmente nella provincia di Trento. Con una tiratura media di 28511 unità è il secondo quotidiano della regione, preceduto dalla Dolomiten in lingua tedesca con 50711 copie, vendute principalmente in Alto Adige. Terzo quotidiano della regione è l'Alto Adige/Trentino con 27736 copie di tiratura media (gennaio 2013).
La Rai intrattiene due sedi separate a Trento e a Bolzano. La sede Rai di Bolzano a sua volta comprende la Rai Alto Adige in lingua italiana, la Rai Südtirol in lingua tedesca e la Rai Ladinia in lingua ladina. La Rai Alto Adige lavora in collaborazione con la sede provinciale di Trento. Non esiste pertanto una RAI Trentino-Alto Adige a livello regionale.
La Radiotelevisione Azienda Speciale per la provincia autonoma di Bolzano diffonde sul territorio altoatesino i programmi radiotelevisivi di Germania, Austria e Svizzera, specialmente per la popolazione di lingua tedesca.
Reti private regionali sono Radio Tele Trentino Regionale (RTTR), Trentino TV (che offre la televisione delle minoranze linguistiche cimbra, mochena e ladina) e Video 33.

## Enogastronomia

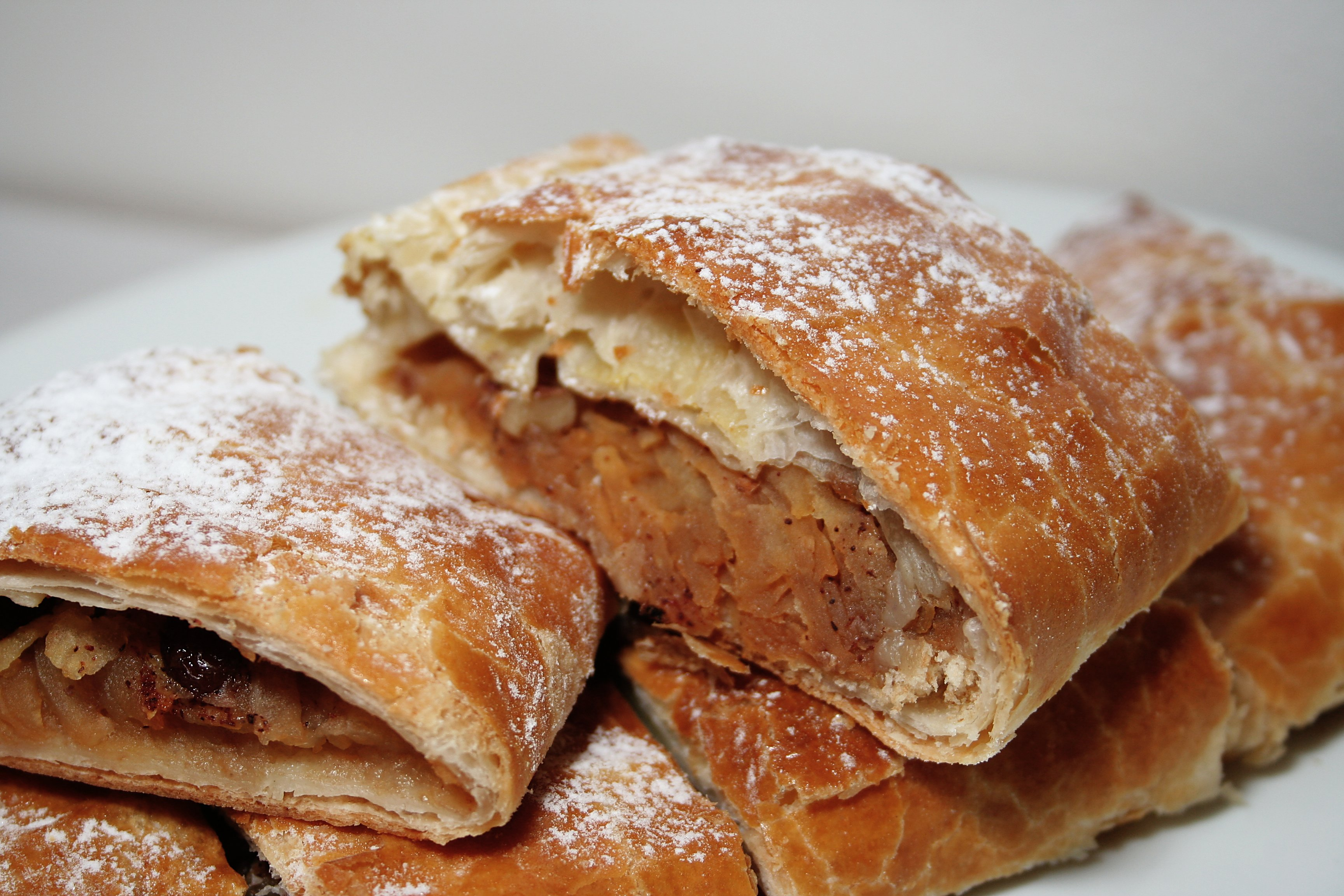
Strudel di mele

Molti piatti, come i canederli, lo strudel, i crauti, denotano la vicinanza della cucina del Trentino-Alto Adige con quella austriaca.
Prodotto agroalimentare tipico del Trentino-Alto Adige è lo speck.
La regione è produttrice di diversi tipi di vino, tra cui l'Alto Adige Pinot Bianco, l'Alto Adige Valle Venosta Traminer aromatico, il Teroldego Rotaliano, il Lagrein, il Trentino Muller-Thurgau e il Trento spumante bianco, Alto Adige Valle Isarco Sylvaner Bressanone.
Un pane tipico del Trentino-Alto Adige è la spaccata.

## Sport

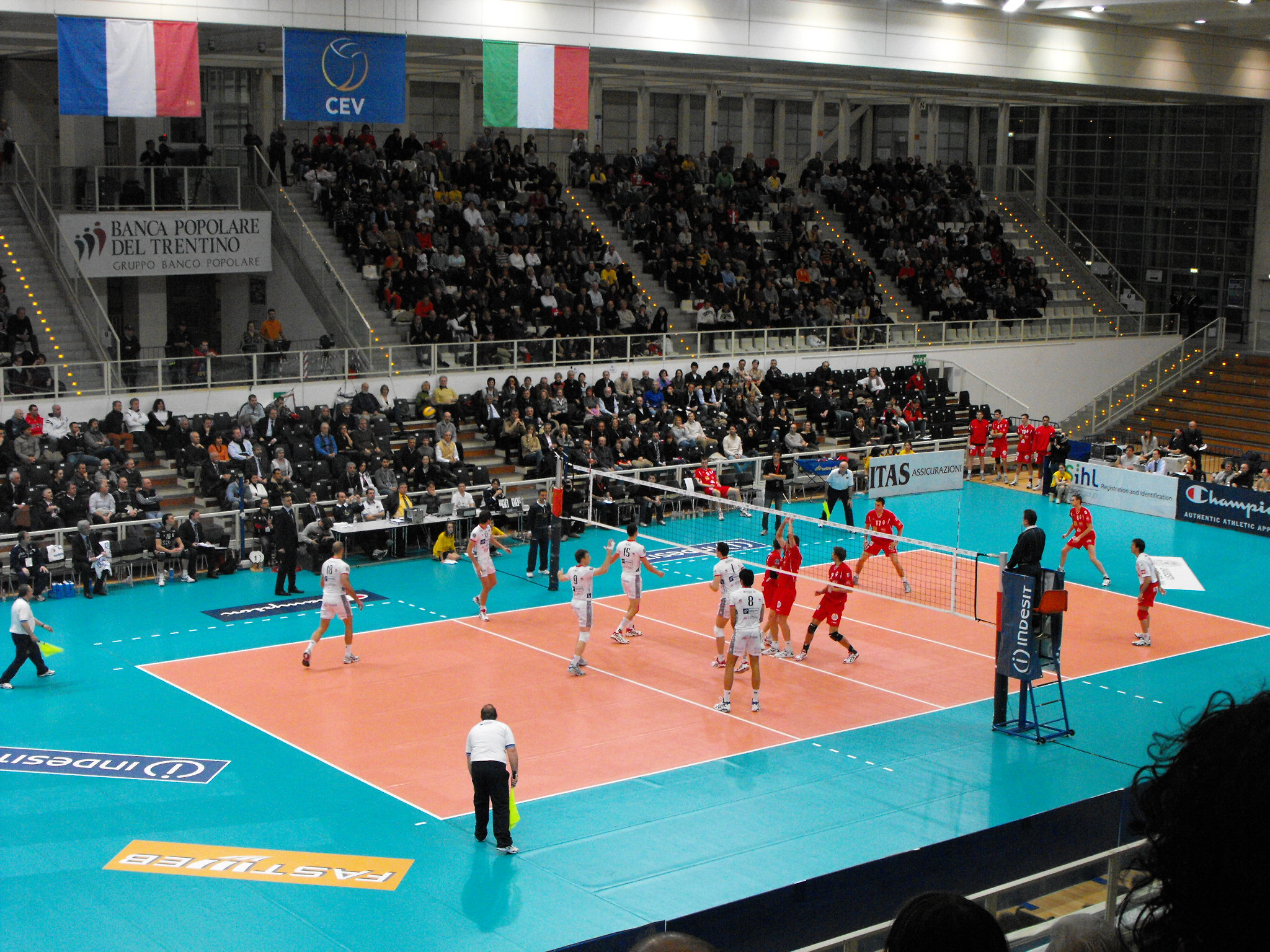
Trentino Volley-Beauvais Oise
Fase a gironi della Champions League di pallavolo 2008-09

Lo sport più praticato nella regione è indubbiamente lo sci durante il periodo invernale con decine di stazioni invernali (es. Plan de Corones e Madonna di Campiglio) dei comprensori sciistici Dolomiti Superski, Skirama Dolomiti, Adamello Ski e Ortler SkiArena, mentre durante la stagione più calda è molto in voga l'escursionismo, l'alpinismo, l'arrampicata, il ciclismo amatoriale e cicloturistico. Ogni anno vi si disputano abitualmente 3 prove di Coppa del Mondo di sci: la discesa libera della Val Gardena sulla pista Saslong, lo slalom gigante di Corvara in Badia sulla pista Gran Risa e lo slalom speciale di Madonna di Campiglio sulla pista 3-Tre. Per quanto riguarda lo sci di fondo famosa è la marcialonga e la cronoscalata di Cavalese in Val di Fiemme.
Tra gli sport di squadra hanno ampia diffusione l'hockey su ghiaccio (la squadra più blasonata della regione è l'H.C. Bolzano, che dalla stagione 2013/14 non partecipa più al campionato italiano bensì a quello austriaco), la pallavolo (il Trentino Volley è pluricampione d'Italia), la pallacanestro (l'Aquila Basket Trento milita nella Serie A dal 2014-2015) e la pallamano (soprattutto in Alto Adige, con l'SSV Bozen Handball pluricampione d'Italia), il ciclismo con il Giro del Trentino, il Trofeo Melinda, la maratona delle Dolomiti oltre a essere spesso sede di tappe del Giro d'Italia con arrivi che hanno fatto la storia della corsa rosa.
Tra gli sportivi di maggiore successo si ricordano la bi-campionessa olimpica del ciclismo su pista ad Atlanta ‘96 e Sydney 2000, Antonella Bellutti, il pluricampione di sci Gustav Thöni, il wrestler Fabian Aichner, gli alpinisti Reinhold Messner e Cesare Maestri, lo scialpinista Toni Valeruz, lo slittinista Armin Zöggeler, la sciatrice Isolde Kostner, la pattinatrice Carolina Kostner, il marciatore Alex Schwazer, i fondisti campioni olimpici Franco Nones e Cristian Zorzi, i ciclisti Francesco Moser, Maurizio Fondriest e Gilberto Simoni, il pallavolista Lorenzo Bernardi, la ciclista-fondista Maria Canins, la ciclista Letizia Paternoster, le tuffatrici Tania Cagnotto e Francesca Dallapé, il tuffatore Giorgio Cagnotto, i pattinatori Roberto Sighel, Matteo Anesi e Andrea Giovannini, i calciatori Fabio Depaoli, Andrea Pinamonti e Stefan Schwoch, il cestista Tomas Ress, i tennisti Jannik Sinner e Andreas Seppi, la biatleta Dorothea Wierer, il velista Ruggero Tita e il curler Amos Mosaner.
Nel 2026 alcune competizioni dei XXV Giochi olimpici invernali e dei XIV Giochi paralimpici invernali si svolgeranno in Trentino-Alto Adige.